# Straßenbahn

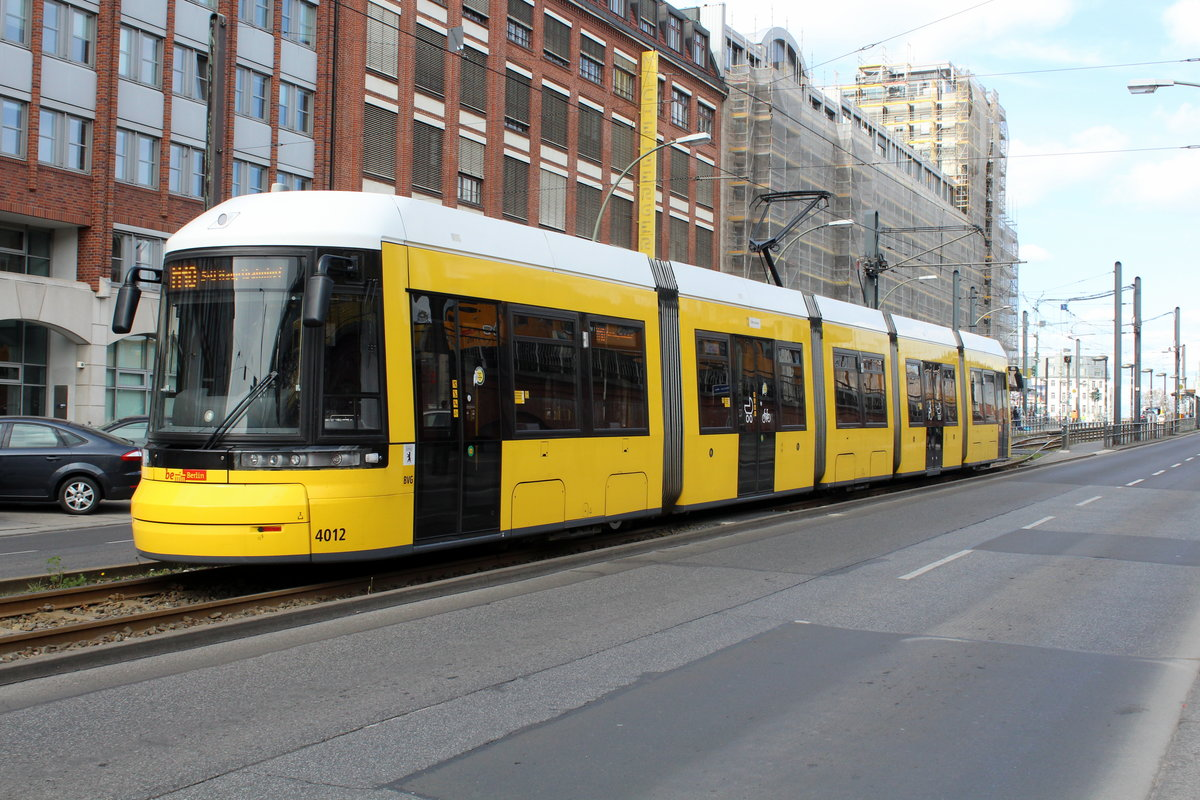
Niederflurwagen der Baureihe Flexity Berlin. In der heute zu Berlin gehörenden Gemeinde Groß Lichterfelde verkehrte die erste elektrische Straßenbahn der Welt

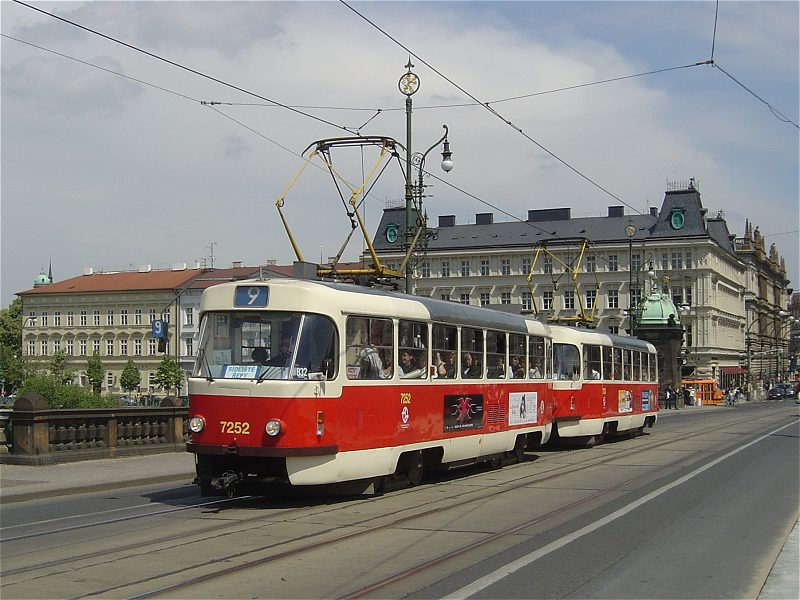
Tatra-T3-Doppeltraktion in Prag. Der Tatra T3 war der am häufigsten gebaute Straßenbahntriebwagentyp.

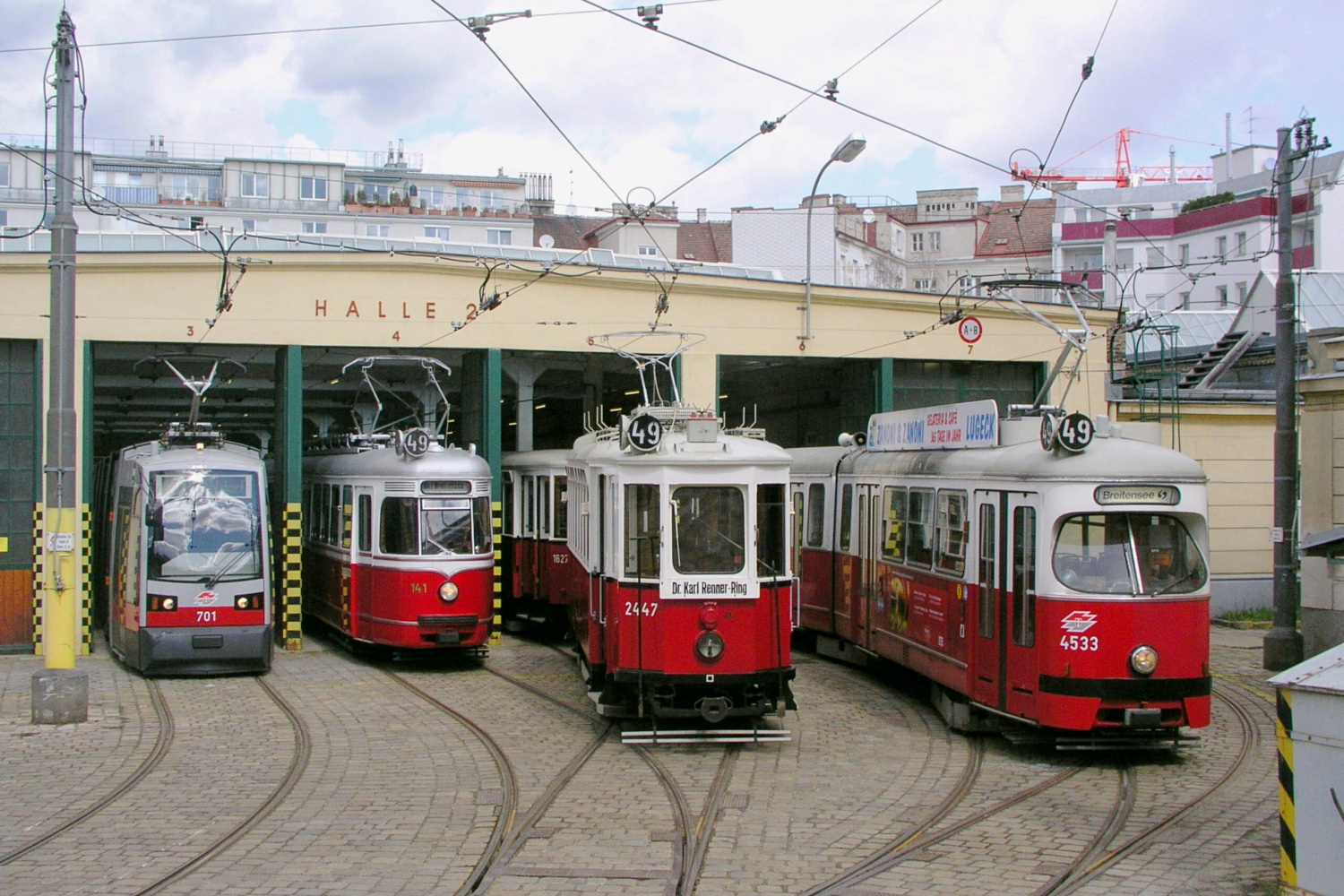
Vier Triebwagengenerationen der Wiener Straßenbahn

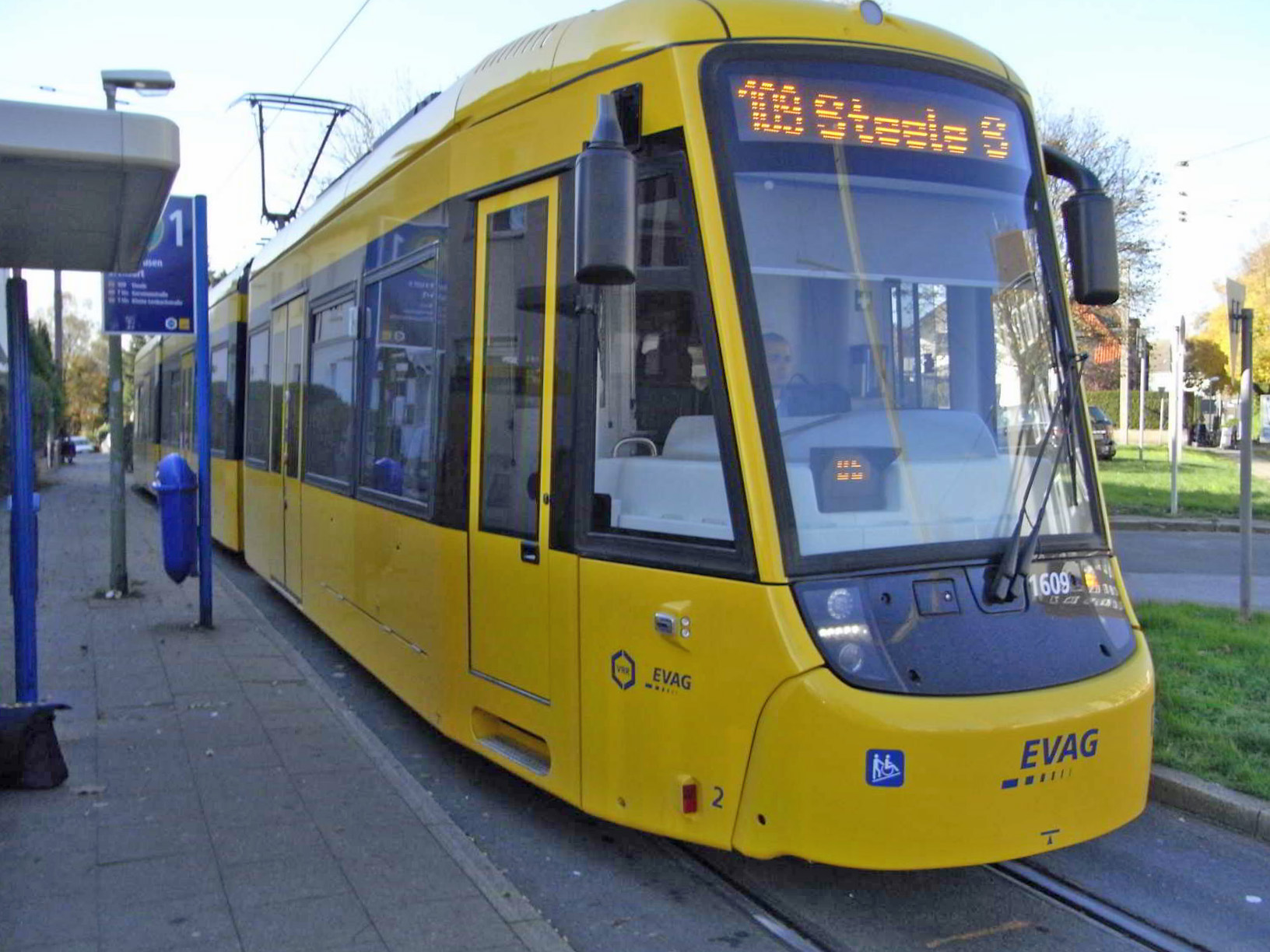
Ein Essener NF2 trägt je 1000 kg Eigengewicht bis 4 Fahrgäste

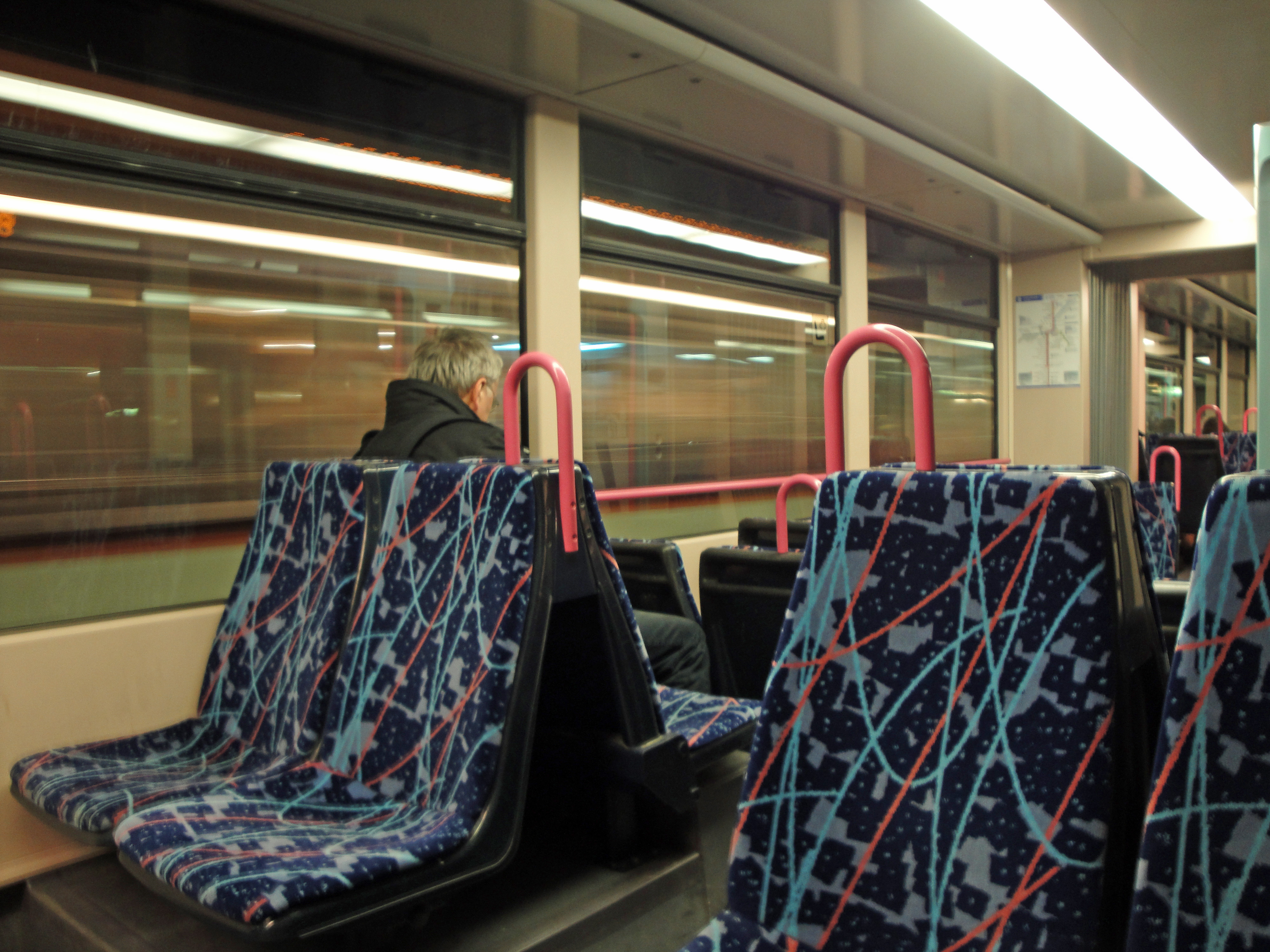
Innenraum eines Wagens in Darmstadt

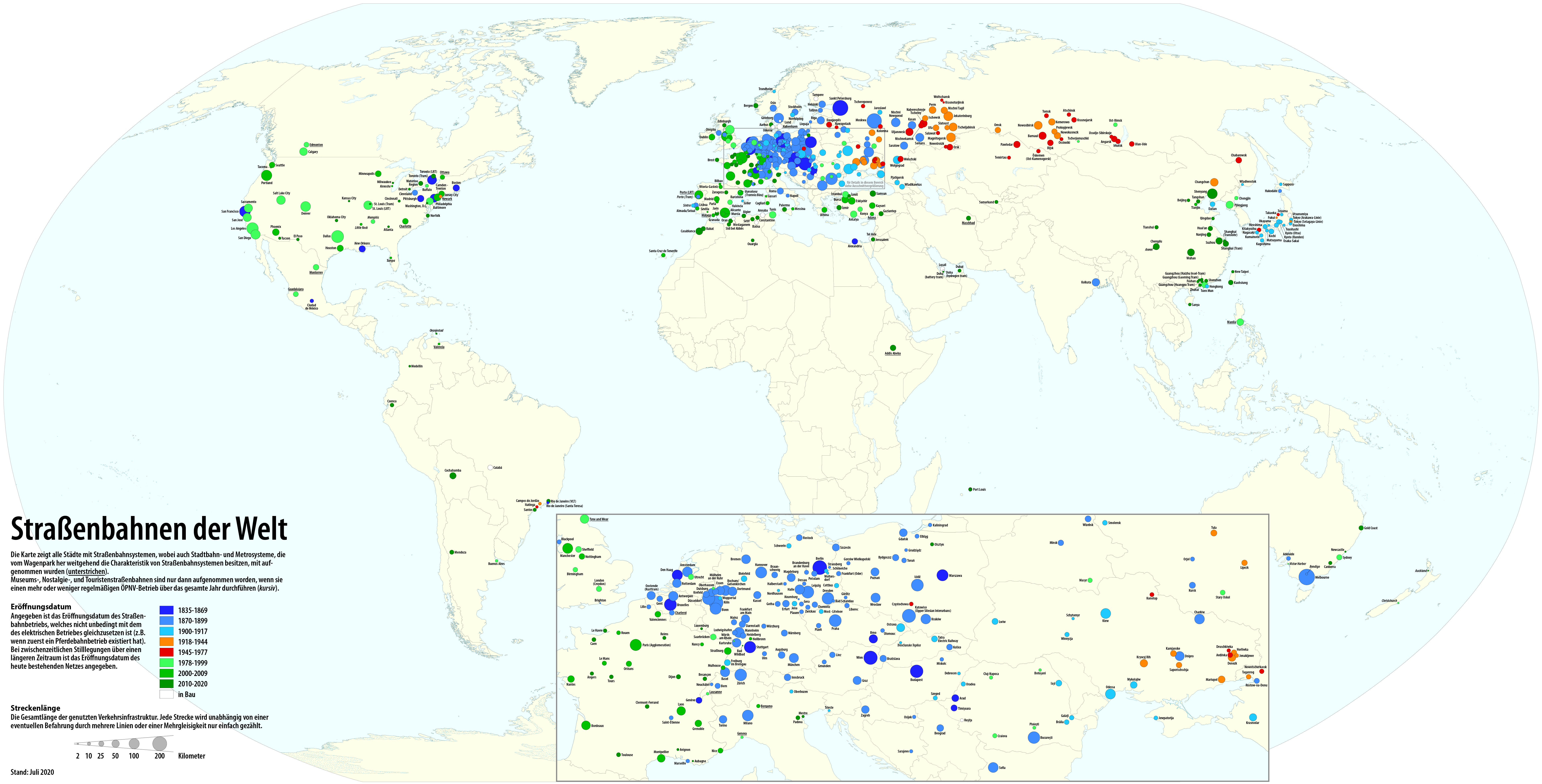
Straßenbahnbetriebe weltweit

Eine Straßenbahn ist ein schienengebundenes, normalerweise mit elektrischer Energie betriebenes öffentliches Personennahverkehrsmittel im Stadtverkehr, das den speziellen Bedingungen des Straßenverkehrs angepasst ist. Sie wird auch Trambahn oder (in Österreich) Tramway beziehungsweise kurz die (Deutschland und Österreich) respektive das (Schweiz) Tram, in Österreich umgangssprachlich auch Bim genannt.
Bedingt durch den in der Frühzeit üblichen Betrieb mit Zugtieren (Pferdebahn), die einen festen und hindernisfreien Untergrund benötigen, mussten die Gleise in den Straßenbelag eingebaut werden. Deshalb und aus Platzgründen im dichtbebauten Stadtgebiet verlaufen klassische Straßenbahnstrecken noch heute vielfach im öffentlichen Straßenraum. Als innerstädtisches Verkehrsmittel oder als Überlandstraßenbahn wurden sie aber in verschiedener Weise weiterentwickelt. Die Verlegung von Strecken auf eigene Bahnkörper oder in Tunnel erhöhte die Reisegeschwindigkeit. Derartige Systeme werden häufig als Stadtbahnen bezeichnet, besonders wenn die Züge auch Tunnelstrecken befahren (U-Straßenbahn), die Unterscheidung ist fließend. Tram-Train-Systeme beziehen, meist außerhalb geschlossener Ortschaften, Eisenbahnstrecken ein, sie verwenden deshalb meist Regelspur und die Triebfahrzeuge sind für unterschiedliche Oberbaumaße und Fahrleitungsspannungen sowie Netzfrequenzen ausgerüstet. Sie verbinden Vororte mit Stadtzentren beziehungsweise erschließen das Umland der Städte.

## Bezeichnungen

In mehreren deutschen Städten verwendetes Logo

Haltestellenkennzeichnung in Polen

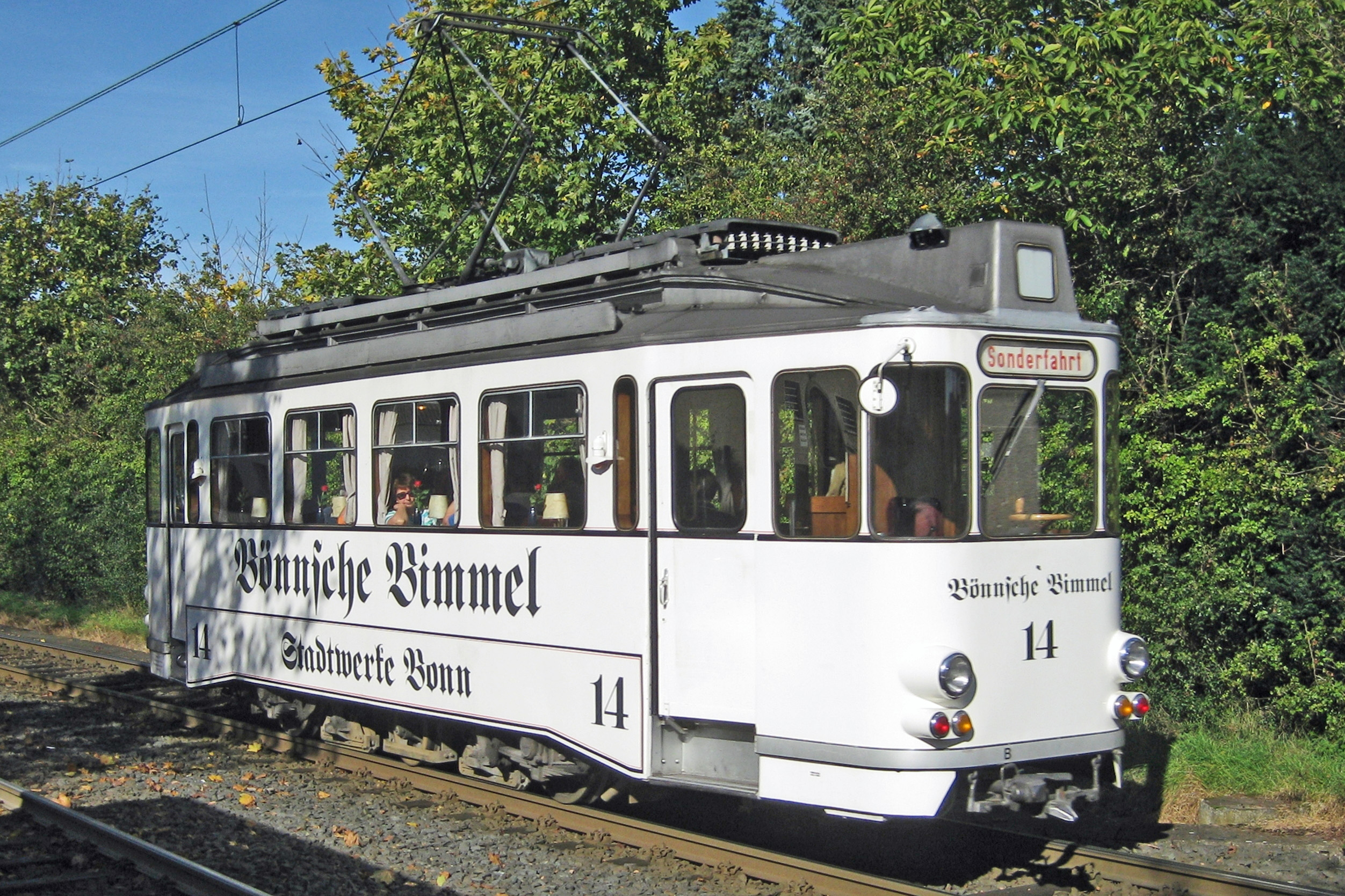
„Bönnsche Bimmel“ in Bonn

Mit dem Wort Straßenbahn wird sowohl das Gesamtsystem oder das Netz, umgangssprachlich auch ein einzelnes Fahrzeug (Straßenbahnwagen) oder Zugverband (Straßenbahnzug) bezeichnet. Es handelt sich dabei um eine Kurzform der veralteten Bezeichnung Straßen-Eisenbahn, analog zum im Englischen teilweise gebräuchlichen street railway.
In Süddeutschland ist alternativ Trambahn oder Tram gebräuchlich, in der Schweiz Tram, in Österreich Tramway, Tram und salopp Bim. Es heißt dabei die Tram in Deutschland und Österreich, aber das Tram in der Schweiz. Das Wort „Tram“ ist deutschen Ursprungs und bedeutet „Balken“ (vgl. „der Trämel“). Ein im Bergbau eingesetztes und auf geschlitzten Balken basierendes spurgeführtes Bahnsystem kam im 15. Jahrhundert von Deutschland nach England, wo sich der Begriff „Tramway“ allgemein für spurgeführte Bahnen entwickelte. Vom Englischen fand die Bezeichnung ihren Weg in weitere Sprachen. Tramway war früher im deutschen Sprachraum bekannt, so wurde mitunter von einer Dampftramway oder einer Pferdetramway gesprochen. Eine weitere Bezeichnung ist Elektrische. Oft dient die jeweilige Liniennummer als Benennung, mit der 5er oder die 5 kann also sowohl ein Zug der Linie 5 als auch die Linie an sich gemeint sein. Eine ganz spezielle Bezeichnung hat sich in Wien für die dort vorhandenen, mit Buchstaben gekennzeichneten Linien eingebürgert, so werden die Züge der Linien D und O als D-Wagen und O-Wagen bezeichnet. Auch den früher vorhandenen weiteren Straßenbahnlinien mit Buchstaben als Linienbezeichnung wurde umgangssprachlich das Suffix -wagen zugefügt, demgemäß etwa A-Wagen, J-Wagen und so fort.
Daneben existieren eine ganze Reihe regionale, umgangssprachliche beziehungsweise mundartliche Bezeichnungen. So ist Bim (lautmalend, österreichisch) ein in Wien, Graz und Linz gebräuchlicher Name für die Straßenbahn, es ist die Abkürzung der süddeutschen und österreichischen Bezeichnung Bimmelbahn. Diese Bezeichnung wurde auch in Bremerhaven verwandt. Bimmeln meint das Betätigen der lauten Fußklingel durch den Fahrer eines Straßenbahnzuges. Die ehemalige Güterstraßenbahn in Wien wurde offiziell Güterbim genannt. Ein ähnlicher Begriff ist Bimmel, in Bonn gab es beispielsweise einen Partywagen Bönnsche Bimmel. Bei der Straßenbahn Posen wird im örtlichen Dialekt von Bimba (Plural: Bimby) gesprochen. Die Kurzbezeichnung in Dresden war häufig Glocke. Die Straßenbahn Hongkong heißt umgangssprachlich auch Ding Ding. In Ravensburg sprach man von der Mühle, dieser Spitzname bezog sich auf die typischen Fahrschalter älterer Triebwagen, die wie die Kurbel einer Kaffeemühle aussahen.
Die Straßenbahn Darmstadt wird auch Ellebembel genannt, in Stuttgart gibt es die mundartlichen Bezeichnungen Trampe, Strampe oder Strambe und in Wuppertal Strotenbohn. Die Straßenbahn Heilbronn hieß im Volksmund Spatzenschaukel, während die Straßenbahn Offenbach mitunter Knochemiehl (Knochenmühle) und die Straßenbahn Freiburg Hoobl (Hobel) heißt. In Nürnberg und Fürth wird die Straßenbahn dialektal auch als Straßaboh oder abgekürzt als Strabo bezeichnet. In München wurde in den 1920er Jahren vom Stangerlwagen gesprochen, bezogen auf die markanten Stangenstromabnehmer der damaligen Fahrzeuggenerationen. In Basel heißt es im dortigen Dialekt Drämmli. Alternative deutsche Kurzbezeichnungen sind Straba oder Strab. Weitere umgangssprachliche Varianten lauten Strapazenbahn, Funkenkutsche bzw. Funken-Chaise.
In Innsbruck und Wien wird die letzte Straßenbahnfahrt vor der nächtlichen Betriebspause als die Blaue bezeichnet. Dies rührt daher, dass das Liniensignal der jeweils letzten Garnitur blau unterlegt war. In zahlreichen deutschen und Schweizer Städten wird die letzte Fahrt in der Nacht als Lumpensammler bezeichnet, siehe auch Gestrichene Linie.

## Gesetzliche Bestimmungen

### Deutschland
Straßenbahnen werden in Deutschland in § 4 Abs. 1 Personenbeförderungsgesetz definiert und nach der Verordnung über den Bau und Betrieb der Straßenbahn (BOStrab) betrieben. Sie unterscheiden sich damit von den Eisenbahnen, die der Eisenbahn-Bau- und Betriebsordnung (EBO) unterliegen. Damit ist Deutschland das einzige Land, das gesetzlich zwei getrennte Regelwerke für den Eisenbahn- und Straßenbahnbetrieb hat. Diese Trennung orientiert sich an den unterschiedlichen Betriebsanforderungen an Straßenbahnen, deren Züge üblicherweise am öffentlichen Straßenverkehr teilnehmen, auf Sicht fahren und zum Beispiel Fahrtrichtungsanzeiger (Blinker) besitzen müssen, und an Eisenbahnen, wo die Züge mit höheren Geschwindigkeiten und größeren Massen vor allem auf besonderem Bahnkörper, durch Signale gesteuert, verkehren. Mischbetrieb mit Straßenbahnfahrzeugen auf Eisenbahnstrecken und umgekehrt erfordert die Einhaltung beider Verordnungen, wenn nicht von den Aufsichtsbehörden Sondergenehmigungen erteilt werden. Derartige Systeme werden meist als Tram-Train-System bezeichnet.
Die Führer und Fahrer von Straßenbahntriebwagen werden nach der BOStrab als Fahrbedienstete bezeichnet. Deren Ausbildung erfolgt durch Lehrbedienstete und die Prüfung durch den Betriebsleiter oder einen von ihm beauftragten Bediensteten des jeweiligen Straßenbahnbetriebes. Die Fahrbediensteten sind danach in regelmäßigen Abständen nachzuschulen.

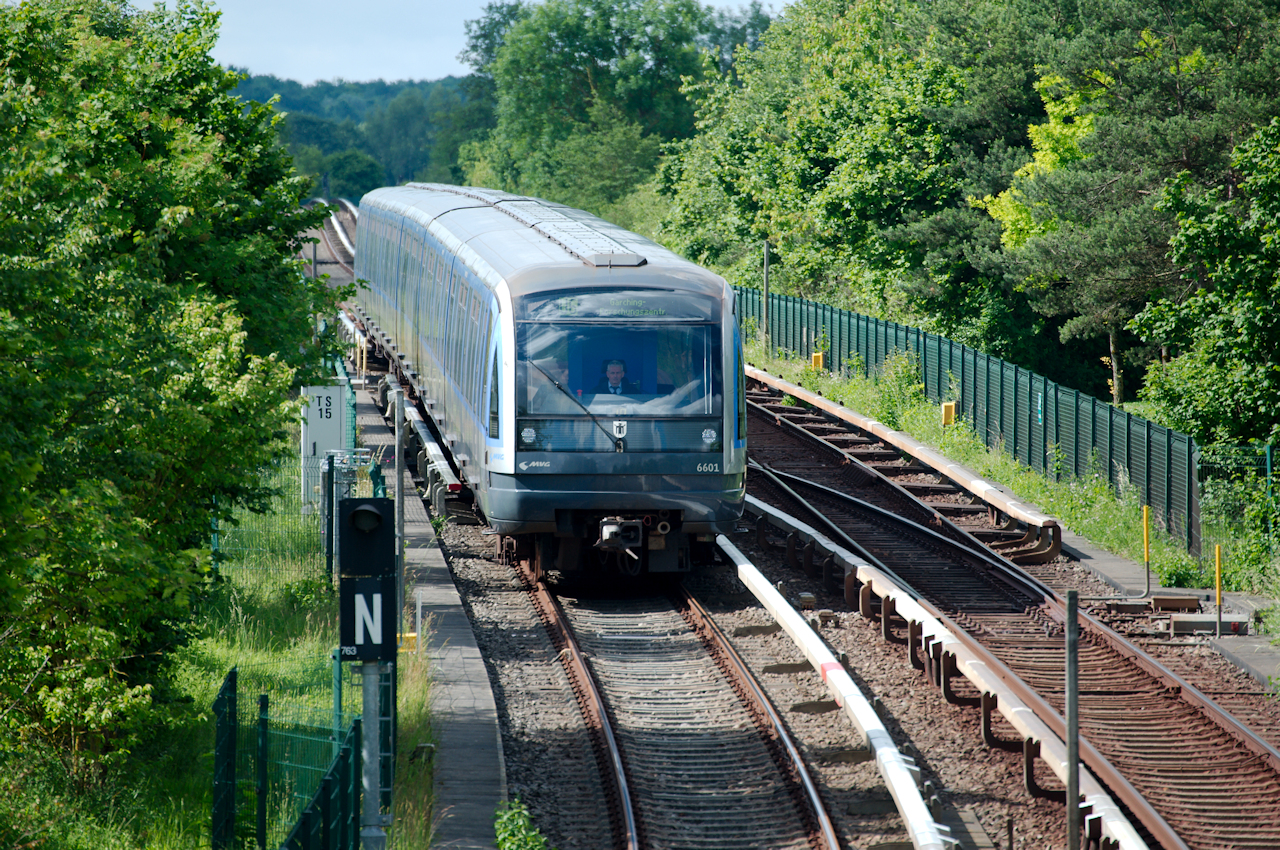
Unabhängige Bahnen wie die U-Bahn München sind nach deutschem Recht Straßenbahnen und unterliegen der BOStrab

Zugleich umfasst die BOStrab auch unabhängige Bahnen, die vom Straßenverkehr genauso getrennt verkehren wie Eisenbahnen. Beispiele der nach BOStrab betriebenen, unabhängigen Bahnen sind U-Bahnen, Hängebahnen und abschnittsweise Stadtbahnen.

### Österreich
In Österreich gelten Straßenbahnen gemäß § 1 Z. 1 lit. c) Eisenbahngesetz 1957 (EisbG) als Eisenbahnen. In § 5 EisbG sind als Straßenbahnen definiert:

„(1) Straßenbahnen sind für den öffentlichen Verkehr innerhalb eines Ortes bestimmte Schienenbahnen (Ortsstraßenbahnen), und zwar:

1. straßenabhängige Bahnen,

a) deren bauliche und betrieblichen Einrichtungen sich zumindest teilweise im Verkehrsraum öffentlicher Straßen befinden und

b) auf denen Schienenfahrzeuge zumindest teilweise den Verkehrsraum öffentlicher Straßen benützen und sich in ihrer Betriebsweise der Eigenart des Straßenverkehrs anpassen;

2. straßenunabhängige Bahnen, auf denen Schienenfahrzeuge ausschließlich auf einem eigenen Bahnkörper verkehren, wie Hoch- und Untergrundbahnen, Schwebebahnen oder ähnliche Bahnen besonderer Bauart.

(2) Für den öffentlichen Verkehr zwischen mehreren benachbarten Orten bestimmte Eisenbahnen gelten als Straßenbahnen, wenn sie infolge ihrer baulichen oder betrieblichen Einrichtungen oder nach der Art des auf ihnen abzuwickelnden Verkehrs im Wesentlichen den Ortsstraßenbahnen entsprechen.

(3) Oberleitungs-Omnibusse gelten als Straßenbahnen, sofern es sich nicht um die Haftung für Schäden beim Betrieb eines Oberleitungs-Kraftfahrzeuges, wenn auch in Verbindung mit ortsfesten eisenbahntechnischen Einrichtungen, handelt.“

Die näheren Bestimmungen über Betrieb, Anlagen, Fahrzeuge, Signale und dergleichen sind auf Grund von § 19 Abs. 4 Eisenbahngesetz erlassenen Verordnung des Bundesministers für Wissenschaft und Verkehr über den Bau und den Betrieb von Straßenbahnen (Straßenbahnverordnung 1999 – StrabVO) geregelt.
Soweit sich aus dem Eisenbahngesetz keine andere Zuständigkeit ergibt, ist gemäß § 12 Abs. 2 EisbG „für alle Angelegenheiten der Straßenbahnen einschließlich des Verkehrs auf Straßenbahnen“ der Landeshauptmann als Behörde zuständig. Straßenbahnen unterliegen im öffentlichen Straßenverkehr („Straßen mit öffentlichem Verkehr“) zusätzlich den Bestimmungen der Straßenverkehrsordnung 1960 (StVO), das heißt, dass unter anderem auf Sicht zu fahren ist. Auch sind nicht alle Kreuzungen entsprechend der Eisenbahnkreuzungsverordnung mit Andreaskreuzen gesichert. Schienenfahrzeuge gelten gemäß § 28 StVO als bevorzugte Straßenbenützer mit besonderen Vorrechten:

„(1) Die Führer von Schienenfahrzeugen sind von der Einhaltung der straßenpolizeilichen Vorschriften insoweit befreit, als die Befolgung dieser Vorschriften wegen der Bindung dieser Fahrzeuge an Gleise nicht möglich ist.

(2) Sofern sich aus den Bestimmungen des § 19 Abs. 2 bis 6 über den Vorrang nichts anderes ergibt [das ist insbesondere Linksvorrang], haben beim Herannahen eines Schienenfahrzeuges andere Straßenbenützer die Gleise jedenfalls so rasch wie möglich zu verlassen, um dem Schienenfahrzeug Platz zu machen; beim Halten auf Gleisen müssen die Lenker während der Betriebszeiten der Schienenfahrzeuge im Fahrzeug verbleiben, um dieser Verpflichtung nachkommen zu können. Unmittelbar vor und unmittelbar nach dem Vorüberfahren eines Schienenfahrzeuges dürfen die Gleise nicht überquert werden. Bodenmarkierungen für das Einordnen der Fahrzeuge vor Kreuzungen sind ungeachtet der Bestimmungen dieses Absatzes zu beachten. Bodenschwellen oder ähnliche bauliche Einrichtungen, die entlang von Gleisen angebracht sind, dürfen nicht überfahren werden.“

Bei besonderer, an Spanndrähten der Fahrleitung angebrachter Kennzeichnung dürfen Straßenbahnzüge gemäß § 53 Abs. 1 StVO, Z. 10a. bei Gelb oder Rot einbiegen („STRASSENBAHN BIEGT BEI GELB ODER ROT EIN“). Bei Haltestellen oder neuralgischen Punkten mit erhöhtem Unfallrisiko werden bei Bedarf eigene rot-gelbe Ampeln angebracht. Überdies sind Schienenfahrzeuge von der Verpflichtung ausgenommen, Fußgängern, Rollschuhfahrern und Radfahrern, die sich auf einem Schutzweg bzw. einer Radfahrerüberfahrt befinden oder diesen/diese erkennbar benützen wollen, das unbehinderte und ungefährdete Überqueren der Fahrbahn zu ermöglichen (siehe § 9 Abs. 2 StVO).

### Schweiz

#### Allgemeine Bestimmungen

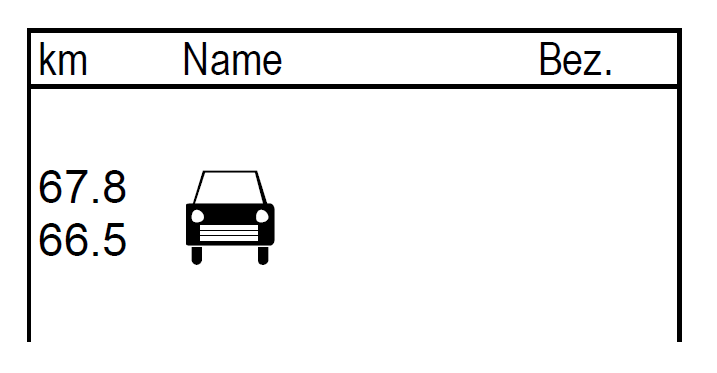
Streckentabelle mit Strassenbahnbereich von km 66.5 bis 67.8

In der Schweiz gibt es keine gesonderte Gesetzgebung, die Strassenbahnen unterstehen dem Eisenbahngesetz (EBG). Dieses verwendet das Wort „Strassenbahnen“ ein einziges Mal und legt fest, dass bei diesen für die Benutzung von Strassen eine Bewilligung durch den jeweiligen Kanton erforderlich ist.
Das Fahrdienstreglement definiert den Strassenbahnbereich als gemeinsame Verkehrsfläche von Bahn und Strasse. Der Strassenbahnbereich kann mit Signalen gekennzeichnet sein oder/und in der Streckentabelle bezeichnet werden.
Im Strassenbahnbereich wird mit Fahrt auf Sicht gefahren, wobei die zulässige Höchstgeschwindigkeit die Fahrzeuge und die örtlichen Verhältnisse berücksichtigt. Wenn die Geschwindigkeit nicht angemessen reduziert ist, werden im Strassenbahnbereich und bei städtischen Strassenbahnen Magnetschienenbremsen verwendet. Der Führer des Schienenfahrzeugs hat sich auch an die Vorschriften des Strassenverkehrsgesetzes zu halten.

#### Signale für den Strassenbahnbetrieb
Strassenbahnbereiche werden auf der Strecke und in Bahnhöfen mit Signalen für Strassenbahnbereich gekennzeichnet:
| Bild | Begriff                               | Bedeutung | Beziehung zu anderen Signalen                               |
| ---- | ------------------------------------- | --- | ----------------------------------------------------------- |
|      | Vorsignal für Strassenbahnbereich     | Ab dem Anfangssignal gelten die Vorschriften für das Befahren von Strassenbahnbereichen.                                         | Es folgt ein Anfangssignal.                                 |
|      | Anfangssignal für Strassenbahnbereich | Ab diesem Signal gelten die Vorschriften für das Befahren von Strassenbahnbereichen.                                             | Es kann ein Vorsignal vorausgehen und ein Endsignal folgen. |
|      | Endsignal für Strassenbahnbereich     | Die Vorschriften für das Befahren von Strassenbahnbereichen gelten, bis das letzte Fahrzeug an diesem Signal vorbeigefahren ist. | Es kann ein Anfangssignal vorausgehen.                      |

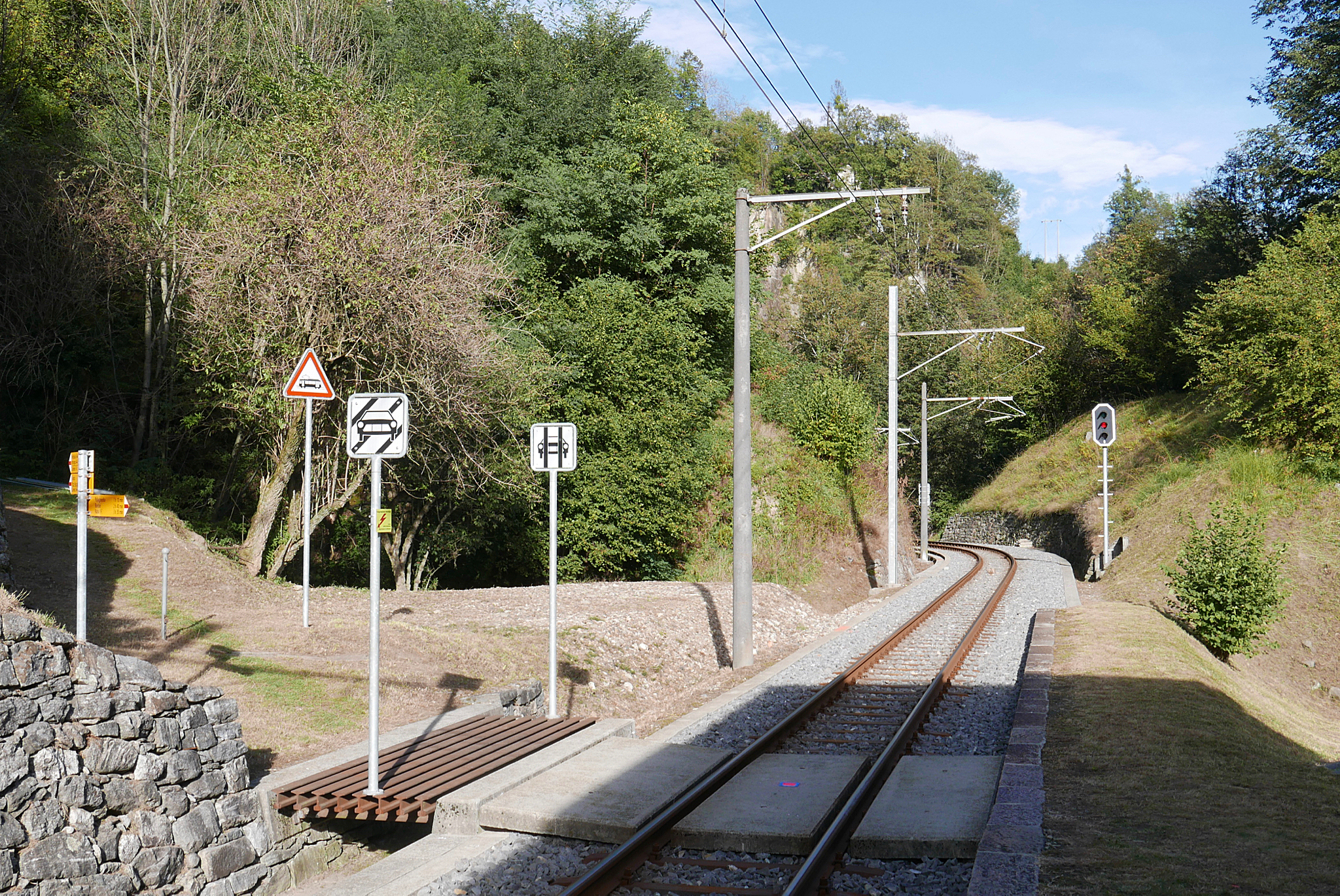
Extrem kurzer Strassenbahnbereich der Centovallibahn in Palagnedra

Strassenbahnsignale befinden sich in unmittelbarer Nähe der Verkehrsregelungsanlage. Das Signalbild kann eine Lichterreihe oder einen leuchtenden Balken zeigen.
| Bild | Begriff       | Bedeutung |
| ---- | ------------- | --- |
|      | Halt          | Halt vor dem Signal                                                                                               |
|      | Fahrt         | Fahrt |
|      | Fahrt         | Mit dem Fahrt zeigenden Signal kann auch die entsprechende Richtung nach rechts (bzw. nach links) gezeigt werden. |
|      | Außer Betrieb | Fahrt mit Vorsicht. Die Verkehrsregelungsanlage ist außer Betrieb.                                                |

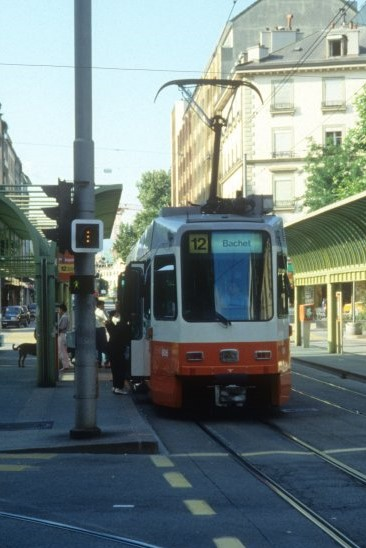
Freie Fahrt für das Genfer Tram.

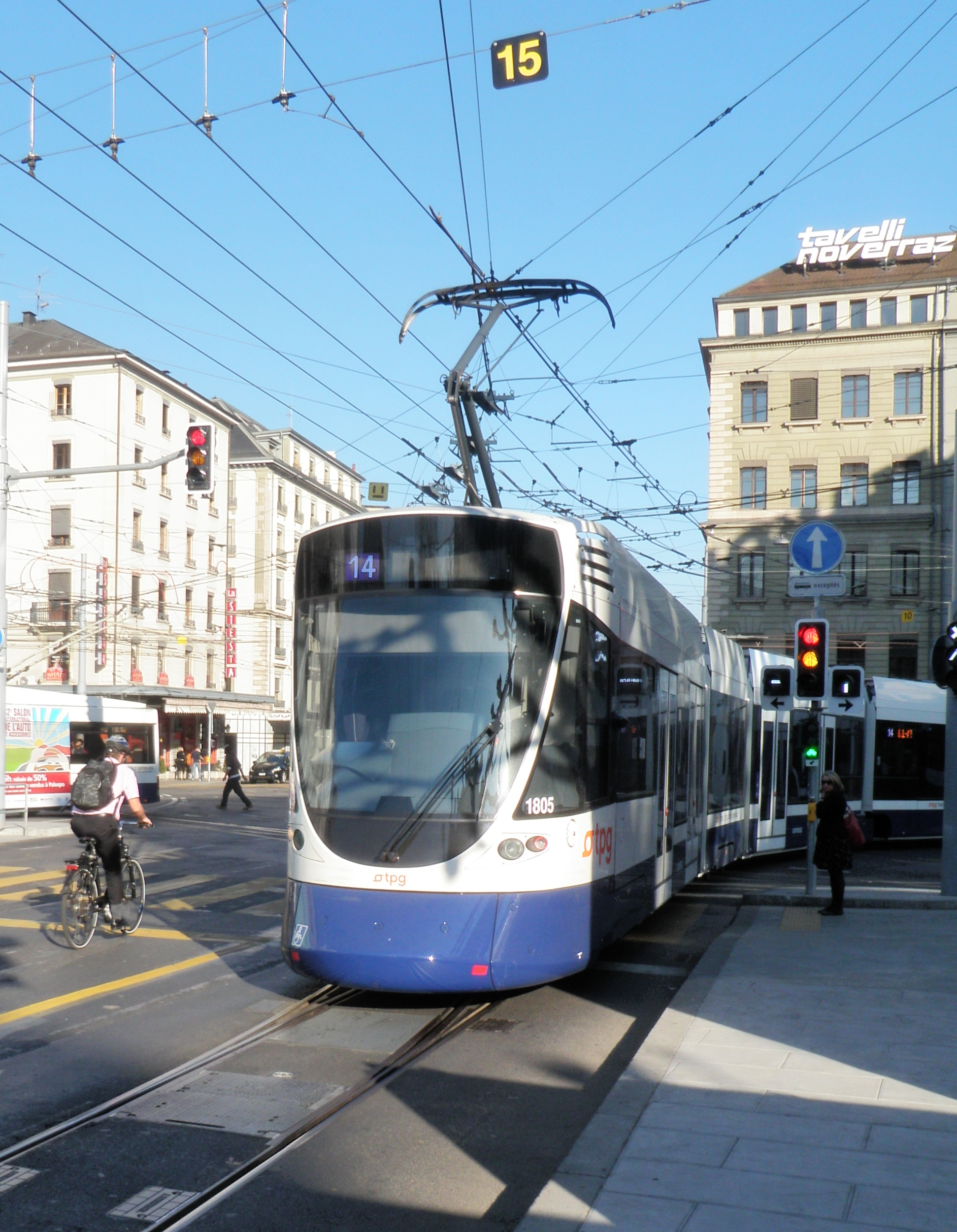
Lichtsignalanlage in Genf. Am Signal für den Strassenverkehr sind links und rechts die Tramsignale angefügt.

Warnsignal vor einem Bahnübergang ohne Schranken innerhalb des Strassenbahnbereichs

Warnsignal vor einem Bahnübergang ohne Schranken außerhalb des Strassenbahnbereichs

Die Signale für den Autofahrer finden sich in der Signalisationsverordnung (SSV). Die Signalisierung der Bahnübergänge ohne Schranken ist auch vom Eisenbahnrecht abhängig und unterscheidet sich bei Bahnstrecken innerhalb und außerhalb des Strassenbahnbereichs.

#### Vortrittsregeln
Generell gilt: Das Schienenfahrzeug ist gegenüber allen anderen Verkehrsteilnehmern vortrittsberechtigt. Dies gilt auch gegenüber Fussgängern auf Fussgängerstreifen. Ausnahmen: Fährt die Strassenbahn auf einer Nebenstrasse, so haben die Verkehrsteilnehmer einer kreuzenden Hauptstrasse Vortritt. Fahrzeuge der Blaulichtorganisationen sind auch gegenüber dem Schienenverkehr vortrittsberechtigt.
Weiter gilt: Das Halten auf Tramschienen ist verboten.

### Israel
Der für Stadtbahnen 2005 verbindlich gewordene israelische Standard SI 5350 entspricht der englischen Übersetzung der deutschen BOStrab. Dadurch wird auf Sicht gefahren (§ 49 SI 5350, übersetzt aus § 49 BOStrab) und die technische Signalisierung ist insgesamt übersetzt aus Anlage 4 zur BOStrab (SI 5350). Angewandt wird dieser Standard bei der Stadtbahn Jerusalem.

## Betreiber
In aller Regel werden Straßenbahnnetze von kommunalen oder privaten Verkehrsunternehmen betrieben, nicht selten handelt es sich dabei um gemischte Ver- und Entsorgungsbetriebe wie Stadtwerke. Um Synergiepotenziale zu nutzen, bildeten in den Anfangszeiten der elektrischen Straßenbahn oft auch Elektrizitätswerk und Straßenbahngesellschaft eine unternehmerische Einheit. Viele Städte führten gleichzeitig mit der elektrischen Straßenbahn auch die elektrische Straßenbeleuchtung ein. Die Straßenbahngesellschaften sind meist auch für den örtlichen Omnibus- und – soweit vorhanden – Oberleitungsbusverkehr zuständig. Insbesondere in den Staaten der ehemaligen Sowjetunion werden hingegen häufig nur Straßenbahn und Oberleitungsbus zusammengefasst – meist enden diese Unternehmensnamen auf -elektrotrans für elektrischen Transport – während der Omnibusverkehr von einer anderen Gesellschaft verantwortet wird. In bestimmten Ausnahmefällen treten auch Staatsbahnen als Betreiber von Straßenbahnen auf. Beispiele hierfür sind:
- die Linie 4 der Pariser Straßenbahn der SNCF, die eine ehemalige Eisenbahntrasse nutzt
- die ehemalige Straßenbahn Ravensburg–Weingarten–Baienfurt, die in ihren letzten Betriebsjahren zur Deutschen Bundesbahn gehörte
- die ehemalige Dampfstraßenbahn Neuötting–Altötting der Deutschen Reichsbahn beziehungsweise deren Vorgängergesellschaft Königlich Bayerische Staatseisenbahnen
- die ehemalige Schmalspurbahn Klingenthal–Sachsenberg-Georgenthal, die nach außen an eine Überlandstraßenbahn erinnerte
- die 1969 stillgelegte Straßenbahn Nyíregyháza, die betrieblich eng mit der von dort ausgehenden Schmalspurbahn verbunden war und deshalb in Folge der allgemeinen Verstaatlichung ab Januar 1949 ebenfalls von der ungarischen Staatsbahn Magyar Államvasutak (MÁV) betrieben wurde,[36] sowie die zeitweise ebenfalls von der MÁV betriebene Straßenbahn Satu Mare

Eine weitere diesbezügliche Besonderheit waren die sogenannten Staatsstraßenbahnen in der Region Dresden. Dort war der Freistaat Sachsen in Form der Königlich Sächsischen Staatseisenbahnen zwar Eigentümer, vergab den Betrieb aber an die Dresdner Straßenbahn AG als Subunternehmer. Dies betraf die Lößnitzbahn, die Plauensche Grundbahn, die Vorortbahn Loschwitz–Pillnitz, die Bühlauer Außenbahn und die Vorortbahn Cotta–Cossebaude.
Mitunter taucht der Begriff „Straßenbahn“ noch als Unternehmensname auf, obwohl schon seit Jahrzehnten kein Schienenverkehr mehr durchgeführt wird. Beispiele hierfür sind die Hanauer Straßenbahn GmbH (HSB, seit 1944 nur Bus), die Celler Straßenbahn GmbH (seit 1956 nur Bus), die Straßenbahn Herne–Castrop-Rauxel GmbH (seit 1959 nur Bus), die Paderborner Elektrizitätswerke und Straßenbahn AG (PESAG, seit 1963 nur Bus), die Aachener Straßenbahn und Energieversorgungs-AG (ASEAG, seit 1974 nur Bus), die Hagener Straßenbahn AG (seit 1976 nur Bus) und die Vestische Straßenbahnen GmbH (VESTISCHE, seit 1982 nur Bus).

## Technik

### Fahrzeugkonstruktion

#### Entwicklung der Fahrzeuge

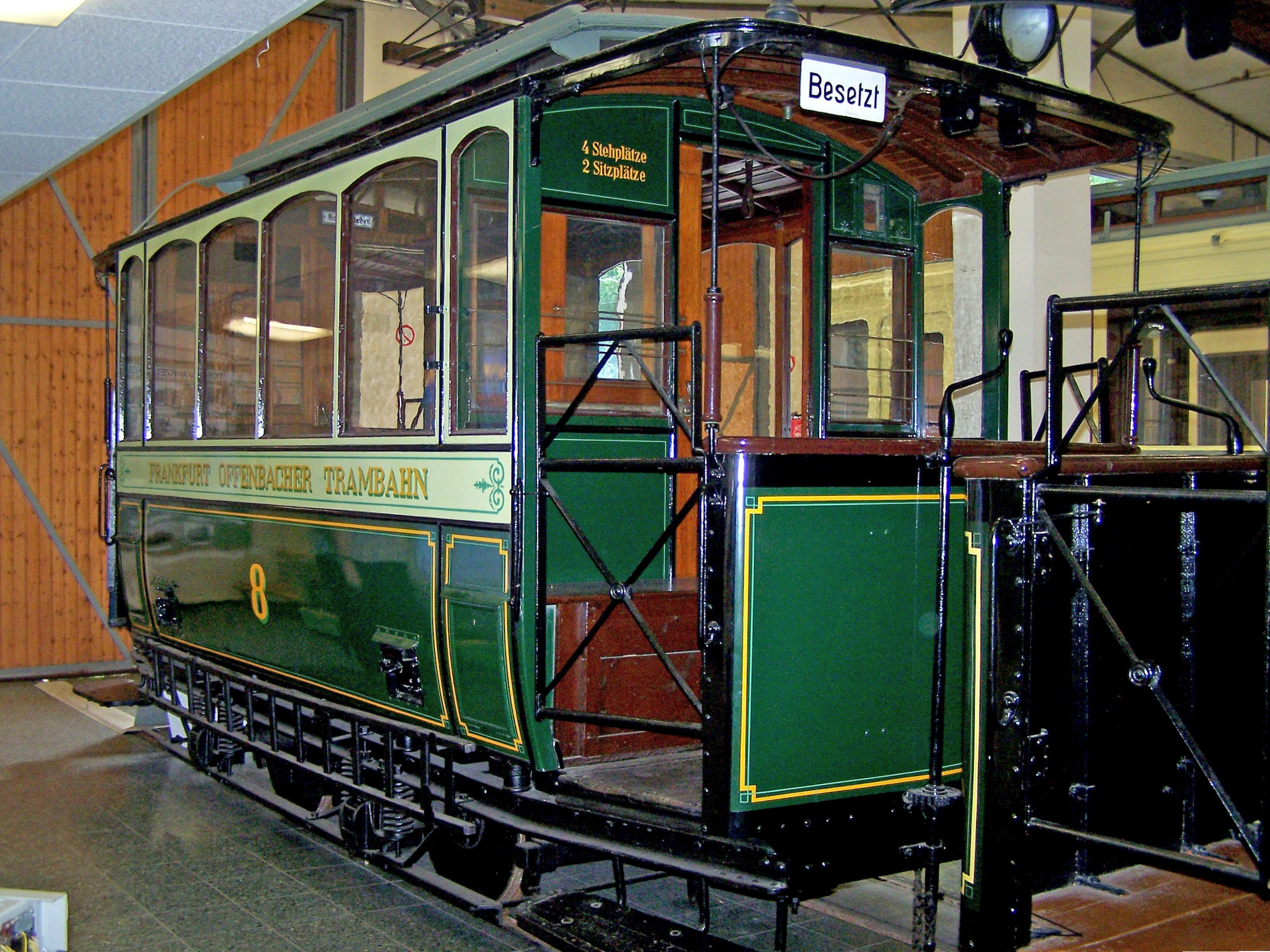
Triebwagen 8 der FOTG im Verkehrsmuseum Frankfurt am Main, weltweit ältester erhaltener elektrischer Straßenbahn-Triebwagen

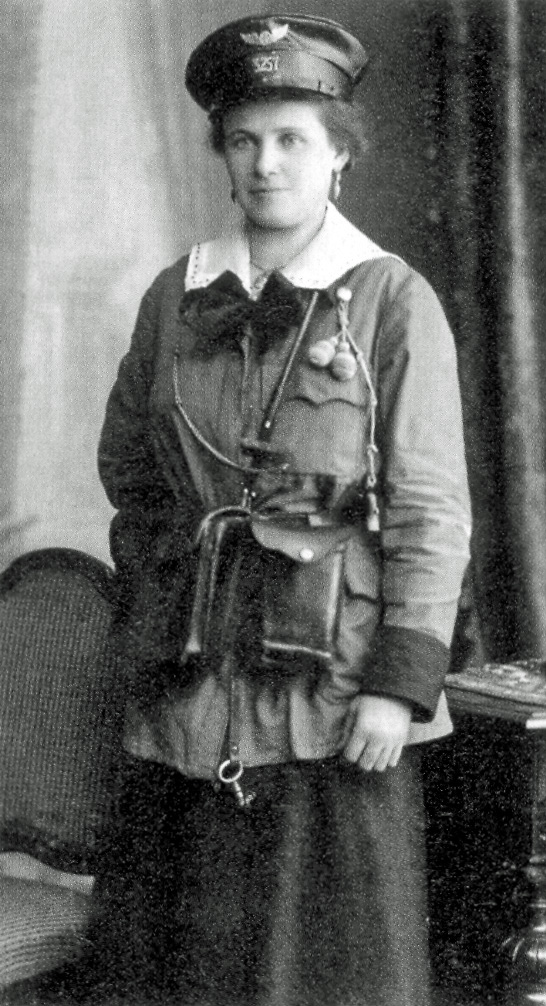
Münchner Trambahnschaffnerin (1917)

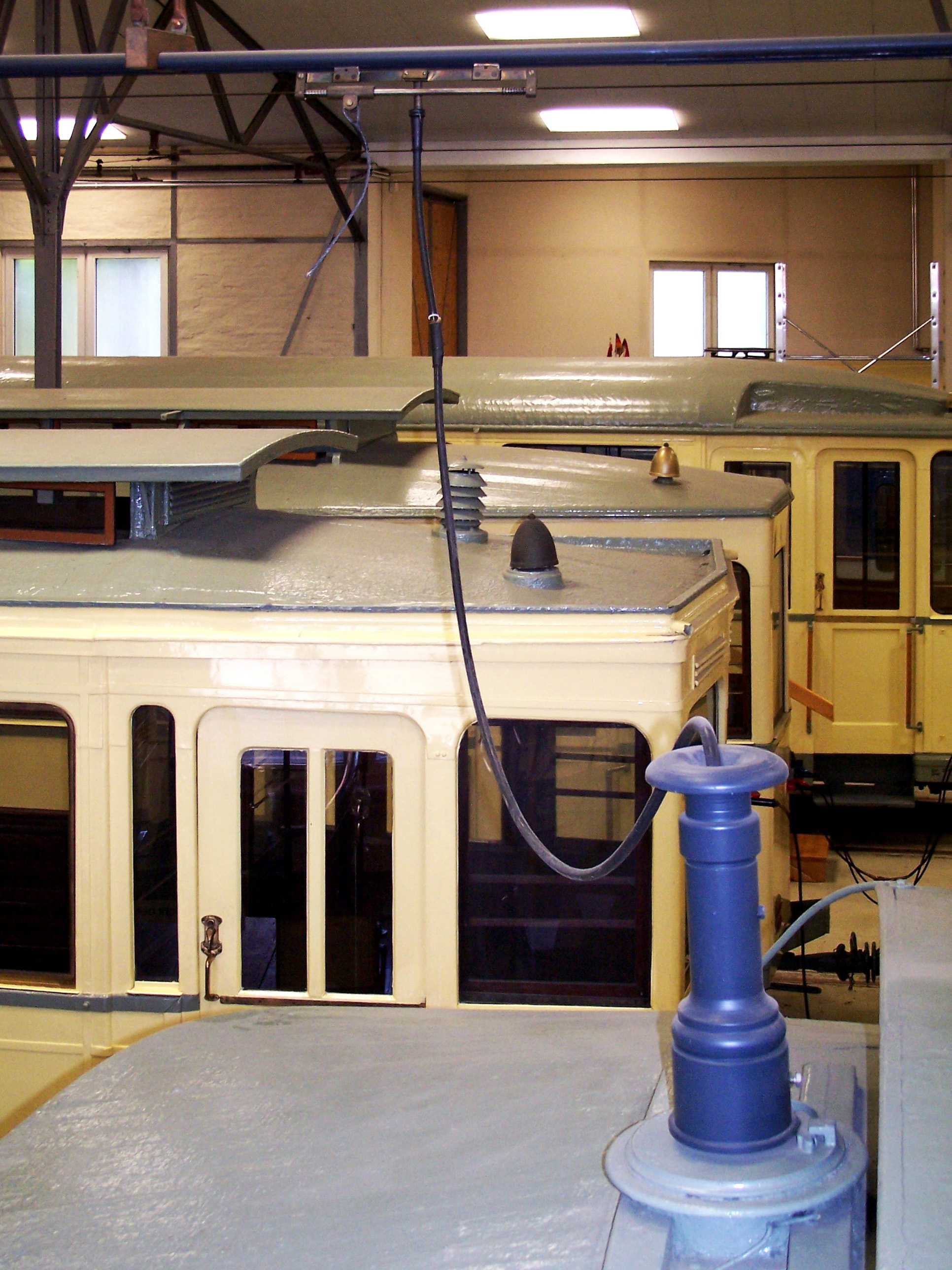
Einer der beiden Pole der Stromzuführung über die Schlitzrohrfahrleitung beim FOTG-Triebwagen

In den Anfängen der elektrischen Straßenbahn wurden Techniken für die Stromzuführung eingesetzt, die später unüblich wurden. Bei der Lokalbahn Mödling–Hinterbrühl in der Nähe von Wien und der ersten kommerziell eingesetzten elektrischen Straßenbahn in Deutschland, der Frankfurt-Offenbacher Trambahn-Gesellschaft (FOTG), wurden noch keine Stromabnehmer und Oberleitungen später üblicher Bauarten verwendet. Verwendung fand bei diesen beiden Bahnen stattdessen ein System aus einer zweipoligen Fahrleitung in Kupferrohren mit kleinem Durchmesser und einem Schlitz an der Unterseite (Schlitzrohrfahrleitung). In dieser liefen zwei Kontaktwägelchen, die von dem Triebwagen nachgezogen wurden. Als Fahrstrom wurde Gleichstrom mit 300 Volt verwendet.
Die frühen Straßenbahnen setzten zu den elektrischen, zunächst meist zweiachsigen Triebwagen ein bis zwei angehängte Beiwagen ein, auf Überlandstrecken auch mehr. Die Beiwagen waren in den ersten Jahren des elektrischen Betriebes häufig umgebaute Wagen der vormaligen Pferdebahn. Üblich waren zwei Varianten: offene Sommerwagen sowie geschlossene Wagen für den Ganzjahresbetrieb. Die Führerstände blieben vielfach auch nach dem Übergang zum elektrischen Betrieb offen, damit war das Personal weiterhin der Witterung ausgesetzt. Teilweise war anfangs nur die Front verglast, erst nach dem Ersten Weltkrieg setzten sich vollständig geschlossene Führerstände durch. Die Fahrer mussten jedoch weiter im Stehen arbeiten. Die Einführung von Fahrersitzen und damit zusammenhängend die Umgestaltung der Führerstände auf sitzende Bedienung erfolgte erst zwischen den 1930er und den 1950er Jahren.
Die Entwicklung der Fahrzeuge war geprägt durch die Wünsche der jeweiligen Straßenbahnbetriebe, denen die Hersteller mit der Fertigung von individuellen Kleinserien folgten. Die oft engen Raumverhältnisse in den Städten erzwangen zudem auch besondere Anpassungen, aus denen heraus beispielsweise in Dresden die vorn und hinten verjüngten Hechtwagen entstanden. Die frühen Straßenbahnwagen hatten häufig Längsbänke mit einem Mittelgang, auf dem der Schaffner mit dem mancherorts in Deutschland typischen Galoppwechsler die Fahrgelder von den Fahrgästen einsammelte. Umstellungen des Betriebes auf Fahrgastfluss, verbunden mit einem fest eingebauten Schaffnersitz, führten zu – z.  B. in Hamburg Sambawagen genannten – Fahrzeugen mit großer Aufnahmefläche im Einstiegsbereich. In Deutschland wurden nach dem Zweiten Weltkrieg erstmals bei der Hamburger Straßenbahn vierachsige Großraumwagen mit Fahrgastfluss eingeführt. Mit der Entwicklung der längeren Gelenkwagen wurden die Beiwagen zunehmend verdrängt.
Bis in die 1950er Jahre hinein wurde ein großer Teil der Straßenbahnwagen individuell nach Wunsch des jeweiligen Straßenbahnbetriebs angefertigt, nicht selten in eigener Werkstatt der Verkehrsbetriebe, besonders die Beiwagen. Schon seit den 1930er Jahren entstand ein Trend zu überörtlicher Standardisierung, um Herstellungs- und Wartungskosten zu senken. Das gilt für die amerikanischen PCC-Wagen der 1930er Jahre, die auch außerhalb der USA kopiert wurden. In Deutschland wurde während des Zweiten Weltkriegs zum Ersatz von Bombenschäden der Kriegsstraßenbahnwagen entwickelt, der einfach, aber leistungsfähig war. Seit den frühen 1950er Jahren fertigte die Düsseldorfer Waggonfabrik (Duewag) in Anlehnung an den PCC-Wagen den Duewag-Einheitswagen, der – vor allem als sechsachsiger Gelenkwagen – in der Bundesrepublik Deutschland und in Österreich weit verbreitet war. Diesem folgte in den 1970er Jahren der Stadtbahnwagen Typ M/N aus gleichem Hause. In der DDR wurde von der LOWA ein Einheitswagen entwickelt und vom VEB Waggonbau Gotha für die Straßenbahnbetriebe sowohl im Inland als auch für Exportkunden produziert. Das Festhalten an steifachsigen Zweiachsern wurde allerdings schon in den 1960er Jahren zu einem Anachronismus. Später kam es zu einer internationalen Vereinheitlichung der Straßenbahnproduktion in den Ländern des RGW. Der tschechoslowakische Hersteller ČKD Tatra lieferte nach einer Lizenz auf den PCC-Wagen basierende Fahrzeuge in die meisten Länder Osteuropas einschließlich der Sowjetunion. Weiterentwicklungen von ČKD Tatra wurden teils exportiert, teils wurde die Konstruktion von Herstellerbetrieben in Partnerländern nachgebaut, so von Konstal in Polen.

#### Niederflurtechnik und Modulbauweise

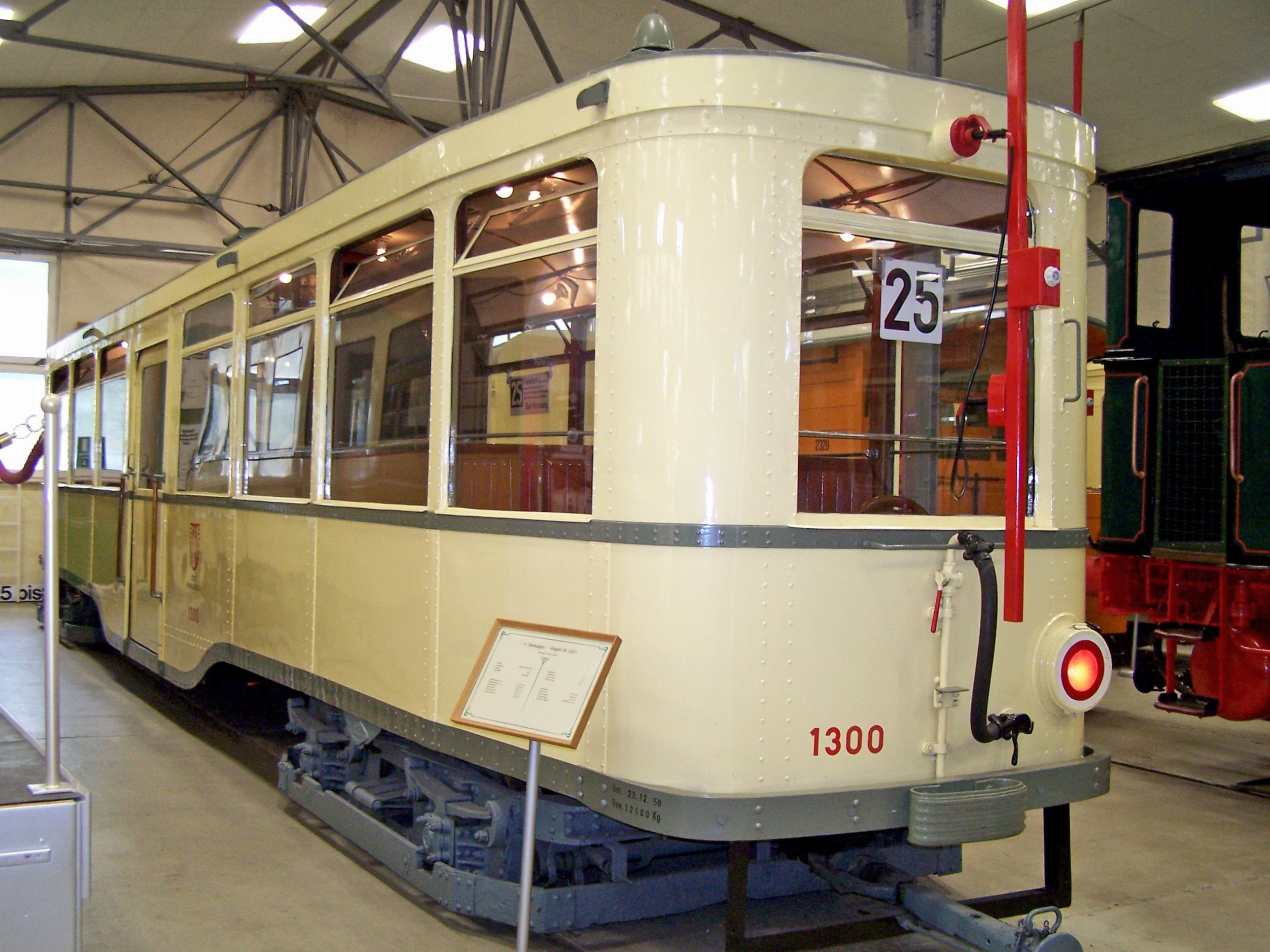
Niederflur-Beiwagen 1300 im Frankfurter Verkehrsmuseum

Ein 1923 erbauter Niederflur-Straßenbahnwagen wurde 1924 von der Waggonfabrik Uerdingen an die Frankfurter Lokalbahn geliefert, die diesen im Vorortverkehr auf Überlandstraßenbahnstrecken zwischen Frankfurt und Oberursel sowie Bad Homburg einsetzte. Dieses Fahrzeug sollte aus Sicht des Herstellers neue Aufträge generieren, blieb jedoch ein Einzelstück. Es war bis zum 31. Dezember 1954 in Betrieb. Ausgemustert wurde dieser Wagen, da die BOStrab die damals neuen Schienenbremsen vorschrieb, die dafür erforderlichen neuen Drehgestelle jedoch zu teuer gewesen wären. Das Fahrzeug befindet sich im Frankfurter Verkehrsmuseum. 1926 beschaffte die Große Leipziger Straßenbahn von Christoph & Unmack in Niesky und WUMAG in Görlitz je einen Dreiwagen-Versuchszug aus zweiachsigen Mitteleinstiegwagen mit einem Niederfluranteil von 30 Prozent. Auf deren Grundlage wurden 1929 eine Serie von Mitteleinstiegbeiwagen mit nahezu identischen Maßen und einer Einstiegshöhe von 400 Millimetern geliefert. Die zugehörigen, erst 1930 und 1931 gebauten Triebwagen waren Vierachser, jedoch ohne Niederflureinstieg. Die Niederflurbeiwagen wurden erst 1973 ausgemustert, weil sie keinen Einbauraum für Magnetschienenbremsen boten.
In den 1980er Jahren begannen die systematische Entwicklung der Niederflurtechnik sowie die Modularisierung der Fahrzeuge. Aufgrund der seinerzeit noch nicht so weit entwickelten Antriebs- und Fahrwerkstechnik verfügten die ersten Fahrzeuge nur über einen 60- bis 70-prozentigen Niederfluranteil im Fahrgastraum, wie bei den ersten Niederflur-Gelenktriebwagen (NGT6C) der Straßenbahn Kassel. Die Wagenteile auf den Antriebsdrehgestellen lagen hochflurig, was analog bei Omnibussen als Low-Entry-Konzept aus Gründen der Kostenersparnis wieder eingeführt wird. Antriebslose Wagenteile konnten auf Losradsätzen (Einzelradlaufwerken) oder als Sänften freischwebend durch benachbarte Wagenteile aufgehängt sein, wodurch ein durchgehend ebener Wagenboden entstand. Die elektrischen Einrichtungen wurden weitgehend auf dem Fahrzeugdach untergebracht, was fortan eine erhöhte Steifigkeit des Wagenkastens erforderte.

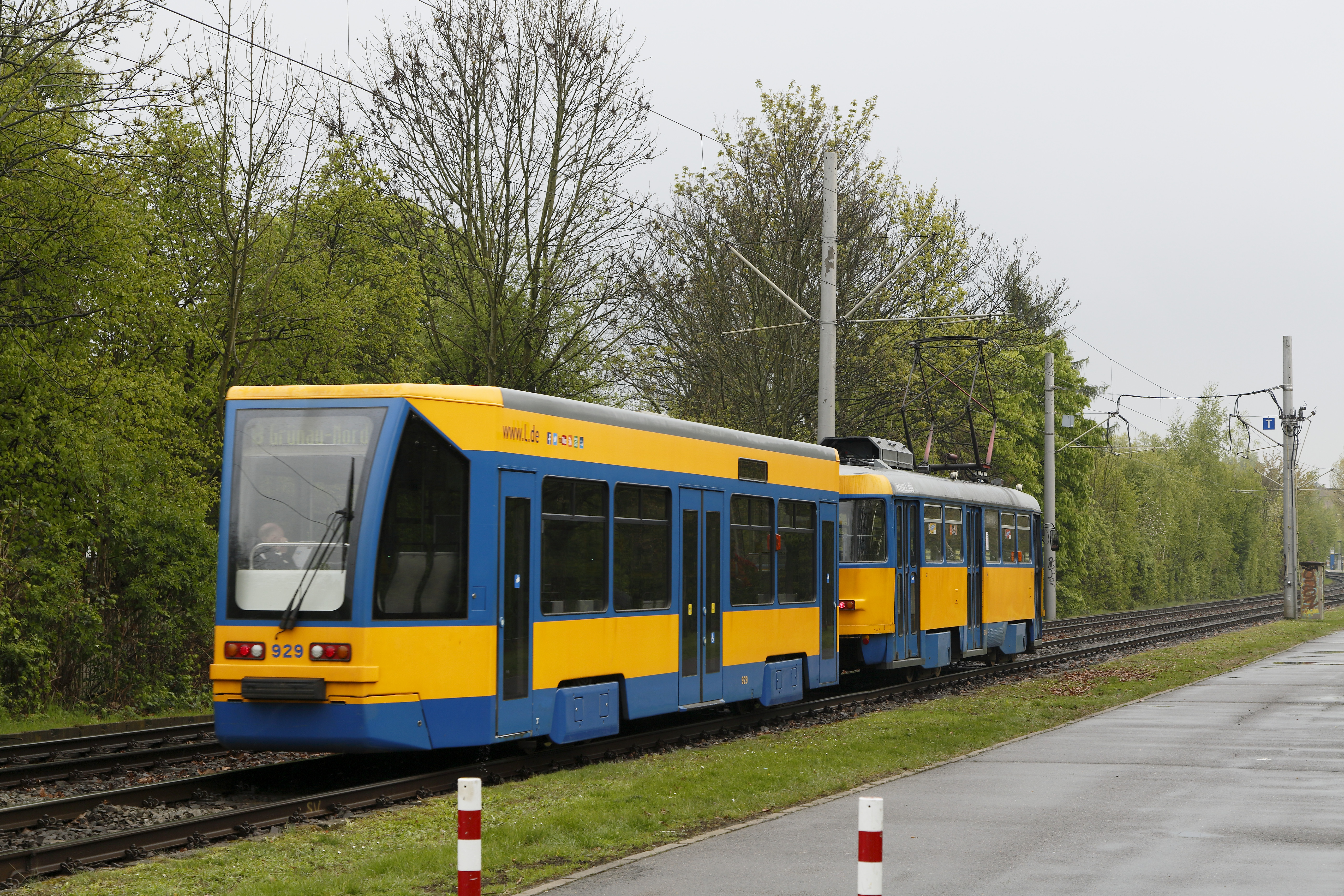
Niederflurbeiwagen Typ 68 hinter einem hochflurigen Tatra-Großraumtriebwagen Typ 33c, Leipzig 2017

Da bis in die 1990er Jahre hinein konventionelle Hochflurfahrzeuge bestellt wurden und Straßenbahn-Triebwagen durchschnittlich eine Einsatzdauer von 40 Jahren aufweisen, standen viele Straßenbahnbetriebe bei der Umstellung auf Niederflurwagen vor einem Problem: ein 1990 angeschaffter Triebwagen wäre damit erst 2030 ausmusterungsreif, sodass der Fuhrpark erst dann vollständig auf Niederflurwagen umgestellt wäre. Da aber eine frühere Ausmusterung der zuletzt beschafften Hochflurwagen unwirtschaftlich gewesen wäre, gingen einige Verkehrsbetriebe in Kooperation mit den Herstellern dazu über, in ihren vorhandenen Hochflur-Gelenktriebwagen nachträglich ein Niederflur-Mittelteil einzusetzen oder dieses umzubauen, sodass in einem dreiteiligen Fahrzeug zumindest ein Niederflureinstieg zur Verfügung steht. Andere Betriebe beschafften neue Niederflur-Beiwagen für den Einsatz mit den Hochflurtriebwagen. Diese Lösung ist insbesondere auch dann anwendbar, wenn die Hochflurwagen keine Gelenkwagen sind.
Moderne Fahrzeuge werden von Herstellern wie Bombardier Transportation oder Siemens in Modulbauweise hergestellt und sind an die örtlichen Gegebenheiten anpassbar (Regelspur/Meterspur, Fahrzeugbreite, Türen rechts/links/beidseitig, Fahrt in eine oder beide Richtungen, Achsanzahl, Niederfluranteil). Beispiele für derartige Fahrzeugbauarten sind Combino, ULF und Variobahn.

### Laufleistung
Die maximale Laufleistung eines Radreifens liegt bei der Straßenbahn Budapest zwischen 250 000 km (Ganz-Gelenkwagen), 300 000 km (Tatra T5C5) und 500 000 km (Combino Plus).

### Antrieb

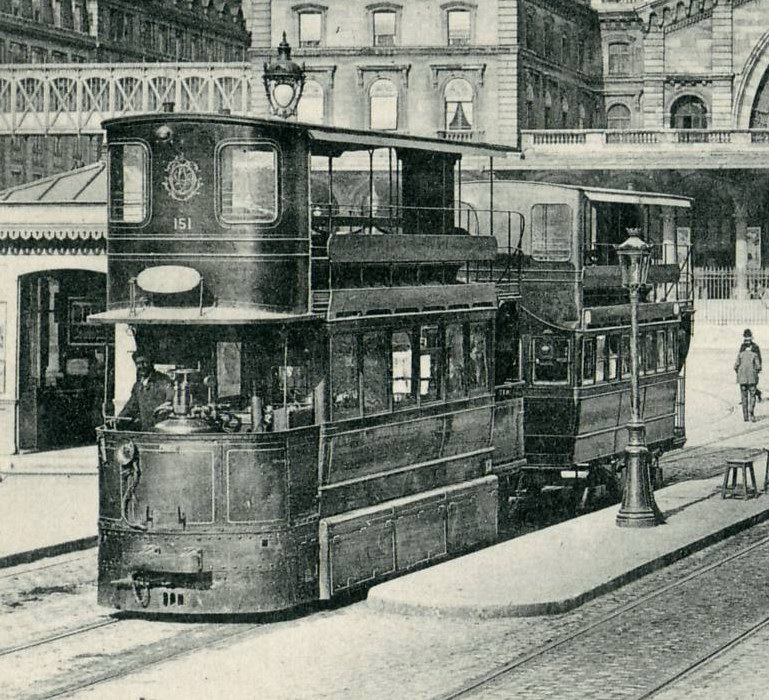
Drucklufttriebwagen in Paris um 1900

Bei den ersten Straßenbahnen wurden die Wagen mit den Fahrgästen von Pferden gezogen. Dampflokomotiven im Straßenraum waren vor allem in großen Städten unbeliebt. In mehreren Städten der USA ließ man Straßenbahnen mittels in Schlitztunneln verlegter Drahtseile ziehen, die von stationären Dampfmaschinen angetrieben wurden. Das letzte System dieser Art ist das Cable Car in San Francisco. Mit der Elektrische Straßenbahn Lichterfelde in Groß-Lichterfelde (seit 1920 ein Ortsteil von Berlin) hielt 1881 der elektrische Antrieb Einzug in den Straßenbahnverkehr. Die in Lichterfelde angewandte zweipolige Energiezufuhr am Boden war aber für einen klassischen Straßenbahnbetrieb ohne separaten Gleiskörper ungeeignet. Werner von Siemens führte noch im selben Jahr auf der Internationalen Elektrizitätsausstellung 1881 in Paris eine erste Straßenbahn mit Oberleitung vor. Seine Schlitzrohroberleitung war noch anfällig, aber mit der versuchsweise 1884 und im Regelbetrieb von Frank Julian Sprague 1888 eingeführten Fahrdrahtoberleitung war und ist eine gefahrlose und zuverlässige Stromzufuhr am leichtesten zu bewerkstelligen.
Allerdings gab es in mehreren großen Städten ästhetische Vorbehalte gegen Oberleitungen. Eine 1885–1888 in Denver (Colorado), danach vor allem im New Yorker Stadtteil Manhattan praktizierte Ausweichlösung waren unterirdische Stromschienen, die man dort großenteils in die schon vorhandenen Kabelbahnrinnen legen konnte. Unter anderem im Stadtzentrum von Berlin gab es Linien mit Akkumulatoren als Energiequelle, ebenso in Paris. In Paris setzte man im Stadtzentrum nicht zuletzt auf den 1876 von Louis Mékarski entwickelten Druckluftantrieb. Nach einer elfjährigen Experimentierphase liefen Druckluftstraßenbahnen im Regelbetrieb von 1887 bis 1906. Es gab auch Gasmotorantrieb, doch der Einsatz von Verbrennungsmotoren fiel in den USA in die Phase des Niedergangs der Straßenbahnen, als die großen Erdölgesellschaften daran gingen, die elektrische Konkurrenz auszuschalten.
Insgesamt setzte sich der Oberleitungsbetrieb wegen seiner Zuverlässigkeit durch. Erst mit Beginn des 21. Jahrhunderts gab es entscheidende Verbesserungen bei Stromspeichern und Stromschienen, so dass nun vermehrt oberleitungsfreie Streckenstücke zu finden sind. Die ersten Straßenbahnfahrzeuge mit Brennstoffzellen existieren bereits, auch wenn sie noch nicht planmäßig eingesetzt werden (Stand 2015).

#### Muskelkraft

##### Pferdebahnen
Pferdebahnen waren anfangs weit verbreitet. Sie wurden meist auf elektrischen Betrieb umgestellt oder aus wirtschaftlichen Überlegungen eingestellt. Zu dieser Antriebsart gehörten auch jene Bahnen, die von Maultieren gezogen wurden. Eine Sonderform der Pferdebahn stellte der sogenannte Perambulatorbetrieb dar, hierbei konnten die Wagen sich auch abseits der Schienen fortbewegen.
Ein Beispiel für die gegenwärtige Nutzung als Attraktion ist die im Juni 2007 wieder in Betrieb genommene Döbelner Straßenbahn, die in den Sommermonaten an jedem ersten Samstag sowie zu besonderen Anlässen verkehrt.

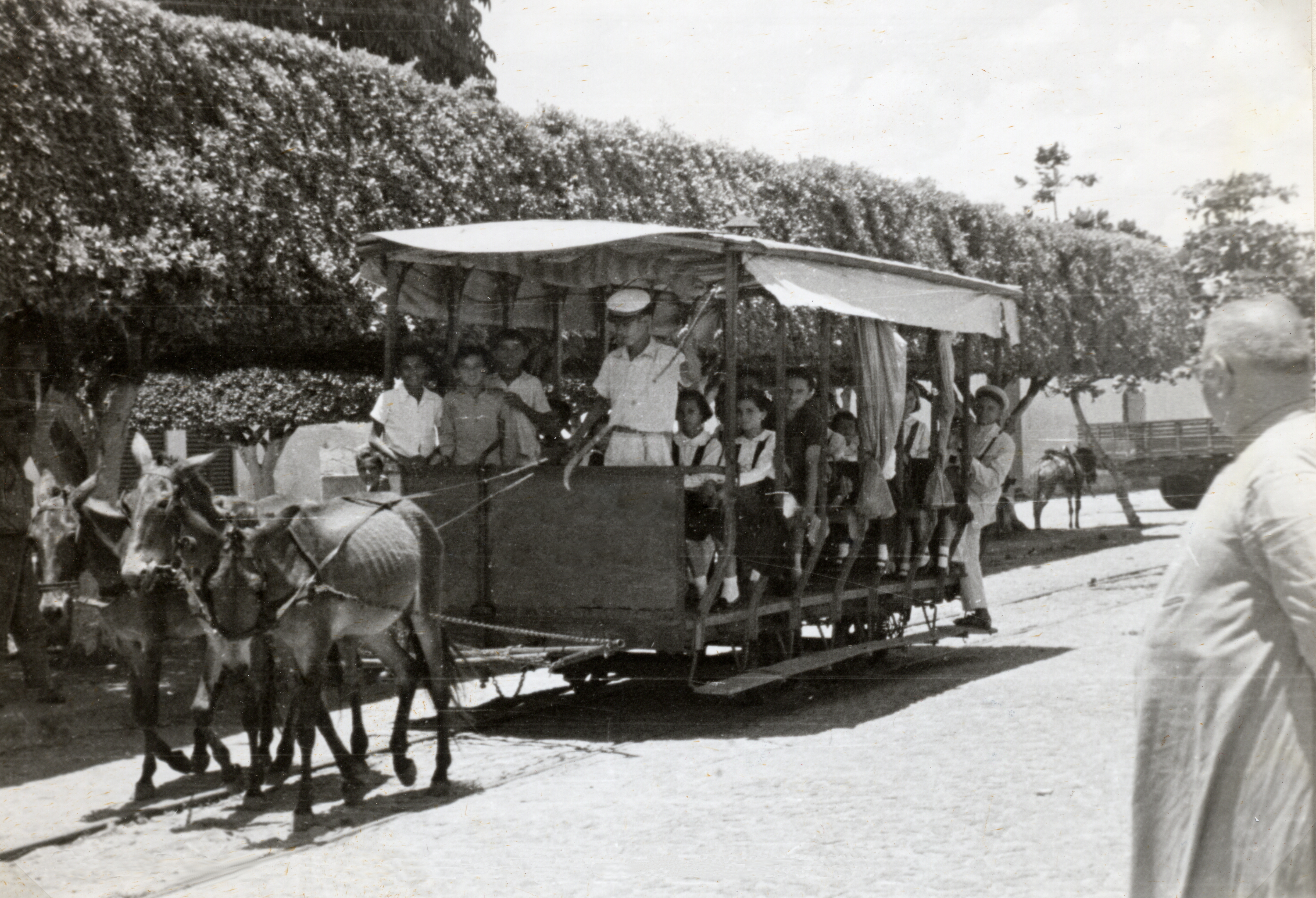
Von Maultieren gezogener Straßenbahnwagen in Limoeiro-PE (Brasilien) (1951)
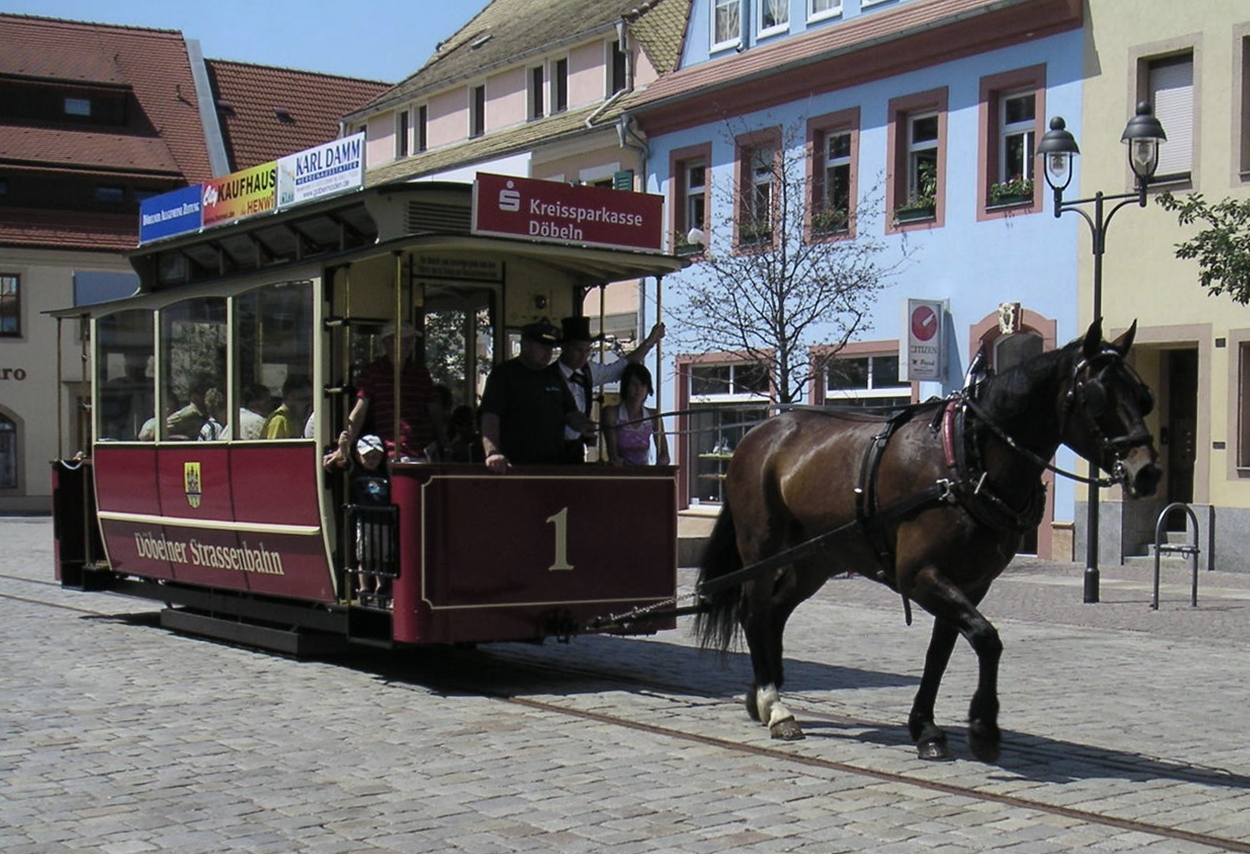
Die Döbelner Pferdebahn (2007)
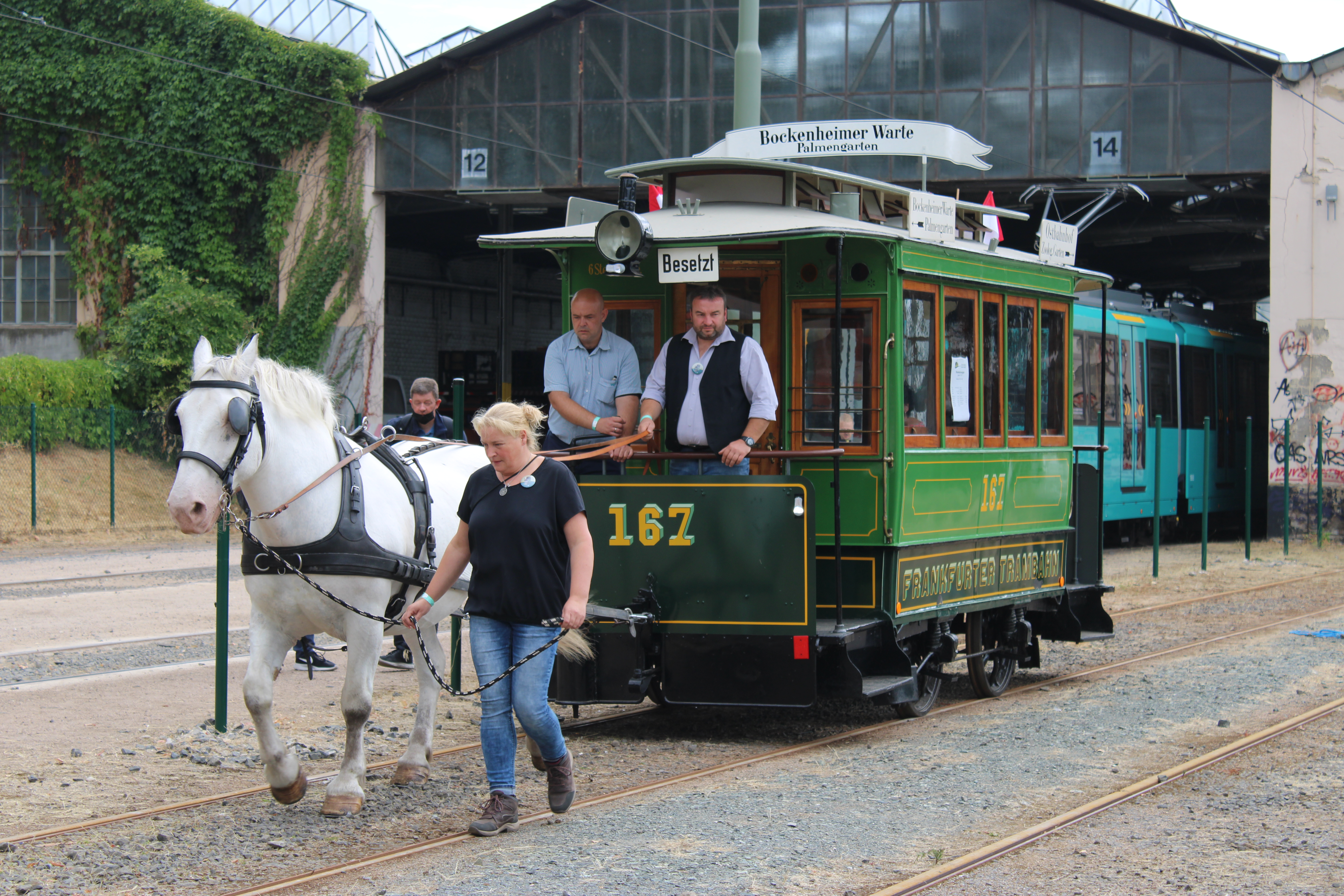
Wagen 167 der Frankfurter Trambahn-Gesellschaft (FTG) des Verkehrsmuseums Frankfurt am Main im Eckenheimer Depot (2022)

##### Menschengetrieben
In Japan bestanden zu Beginn des 20. Jahrhunderts dutzende kurze kommerzielle Strecken bis 10 km Länge, die speziell zum Schieben besonders kleiner und leichter Wagen durch Menschen errichtet wurden. Auf Schmalspurgleisen von 762 und 610 mm Spurweite wurden so Fahrgäste und Güter transportiert. Eine erste solche Bahn, die Fujieda-Yaizu-Tramway, wurde 1891 gebaut, die meisten öffneten vor 1910. Bereits 1912 wurde eine Verbindung und vor 1945 der Rest stillgelegt, da sich konkurrierende Transportmodi durchsetzten.

#### Verbrennungsmotoren

##### Gasmotor
Der Gasmotorantrieb wurde erstmals von Hasse & Co. in Berlin erprobt, deren Konstruktion einer Gaslokomotive am 6. Dezember 1877 als deutsches Patent veröffentlicht wurde. Viele Konstrukteure im In- und Ausland begannen die Verbesserung der Vorrichtung, so Gottlieb Daimler in Cannstatt, die Gebrüder Körting in Hannover und Holt in Manchester. Der erste praktische Versuch einer Gasmotorenstraßenbahn wurde 1885 in Melbourne durchgeführt. Ihre Bedeutung erlangte diese Konstruktion durch Karl Lührig in Dresden, dessen Entwicklung 1892 veröffentlicht wurde und der einen Probebetrieb mit fünf Motorwagen in Dresden einrichtete. Die Patente Lührigs wurden von der im März 1895 gegründeten Deutschen Gasbahngesellschaft in Dessau übernommen, die im Anschluss an die 1894 erfolgte Eröffnung der Dessauer Gasbahn gegründet wurde. Die erste längere Gasbahn ging 1897 zwischen Hirschberg und Warmbrunn mit einer Länge von 15,2 Kilometern in Betrieb, die Hirschberger Talbahn. Hohe Betriebskosten und häufige Reparaturen der Gasmotoren führten zum wirtschaftlichen Misserfolg, sodass 1899 die Spurweite von Normal- auf Meterspur umgestellt und 1900 der elektrischen Betrieb eingeführt wurde. Die einzige nennenswerte Gasmotorenbahn in Deutschland befand sich in Dessau. Die Wagen benötigten durchschnittlich einen halben Kubikmeter Gas pro Wagenkilometer. In der Komprimierstation wurde das Gas auf acht bis zwölf Atmosphären komprimiert. Mit einer Gasfüllung wurden zwölf bis sechzehn Kilometer und mehr bewältigt. Der Tankvorgang dauerte etwa zwei bis drei Minuten.

##### Benzinmotor
Gottlieb Daimler betrieb zur Demonstration und Weiterentwicklung des von ihm für den Fahrzeugeinsatz weiterentwickelten Viertakt-Ottomotors von 1887 bis 1899 eine Benzinmotor-Straßenbahn mit 450 Millimetern Spurweite, die von seiner Werkstatt unweit des Kursaals in Cannstatt bei Stuttgart durch die Königstraße (→ König-Karl-Straße) zum Wilhelmsplatz (Strecke der Stadtbahnlinie U2) führte. Gleise und Betriebsanlagen ließ Daimler auf eigene Kosten errichten. Zum Einsatz kamen kleine, zweiachsige, offene Verbrennungstriebwagen mit Dos-à-dos-Längssitzbänken. Für die etwa 700 Meter lange Strecke benötigten die Wagen etwa zwei Minuten. Die Bahn galt als Attraktion und erfreute sich in der Bevölkerung großer Beliebtheit, auch die Antriebstechnik bewährte sich, sodass von den damaligen Pferdebahngesellschaften Stuttgarter Pferde-Eisenbahnen (SPE) und Neue Stuttgarter Straßenbahnen Lipken & Co. (NSS) bald Anfragen für einen Einsatz der Verbrennungsmotortechnik in ihren Fahrzeugen vorlagen.
Es wurden drei Versuchsfahrzeuge gebaut und auf den Stuttgarter Pferdebahnnetzen zu teilweise öffentlichen Probefahrten eingesetzt. Die Versuche blieben aus verschiedenen Gründen erfolglos. Ab 1895 setzte sich endgültig die elektrische Traktion in Stuttgart durch. Dennoch konnte Daimler aufgrund der guten Erfahrungen mit der Cannstatter Versuchsstrecke mehrere Aufträge zur Einrichtung von Touristenbahnen erhalten. Als 1899 die meterspurige elektrische Cannstatter Straßenbahn durch die Königstraße gebaut wurde, verlor die Daimler-Bahn an Bedeutung und wurde eingestellt. Erhalten blieben Teile der Fahrzeugremise als Unterstehhütte im unteren Kurpark und ein 1894 erbauter Motorwagen, der im Mercedes-Benz-Museum in Bad Cannstatt ausgestellt ist.

##### Dieselmotor

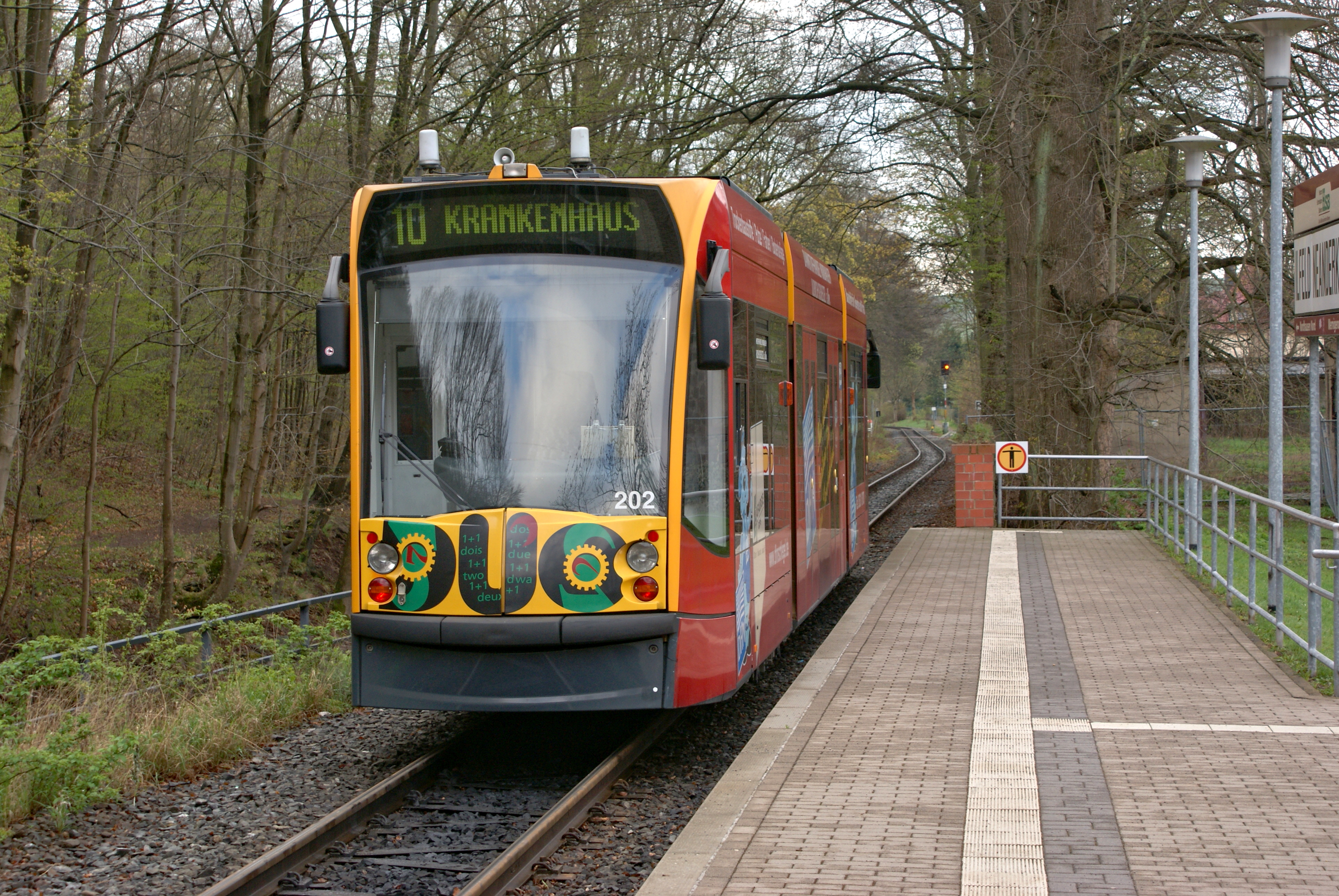
Straßenbahnwagen Combino-Duo mit Zweikraftantrieb in Ilfeld

Die Nordhäuser Straßenbahn setzt seit 2004 Zweikrafttriebwagen auf der Linie 10 ein, die innerstädtisch auf den Gleisen der Straßenbahn im Fahrleitungsbetrieb verkehren und auf dem Netz der Harzer Schmalspurbahnen von einem Dieselgenerator versorgt werden. Die Strecke führt quer durch die Nordhäuser Innenstadt und weiter zum Nachbarort Ilfeld. Ähnliche, allerdings regelspurige, Zweikrafttriebwagen werden bei der RegioTram Kassel und der Chemnitzbahn eingesetzt. Die meterspurige Straßenbahn von Rotterdam nach Hellevoetsluis wurde mit Diesellokomotiven betrieben.

#### Elektrizität

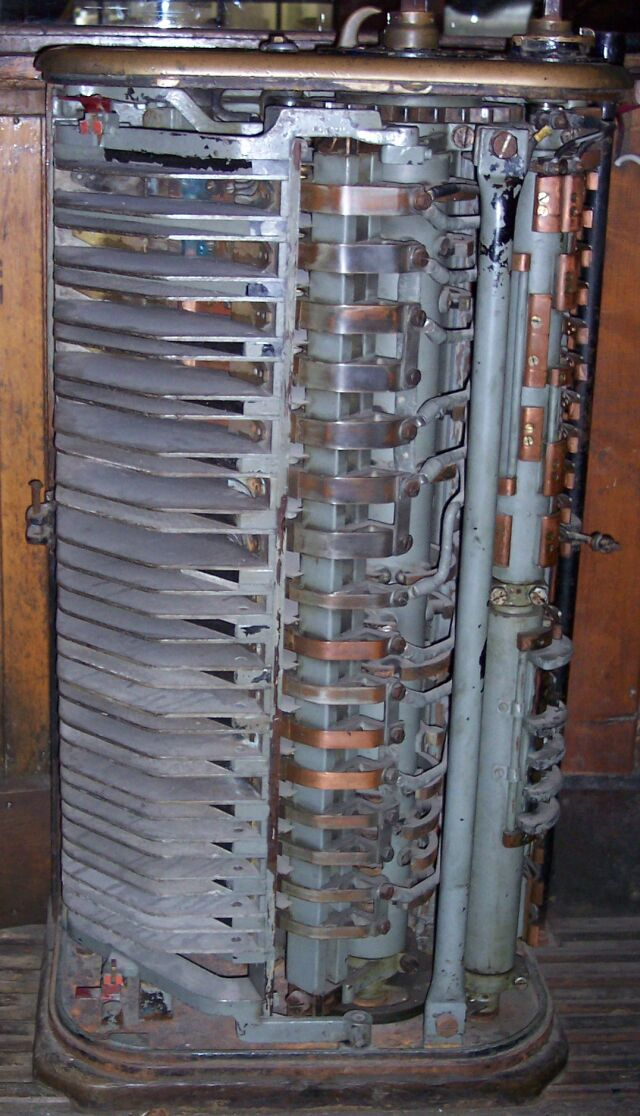
Fahrschalter

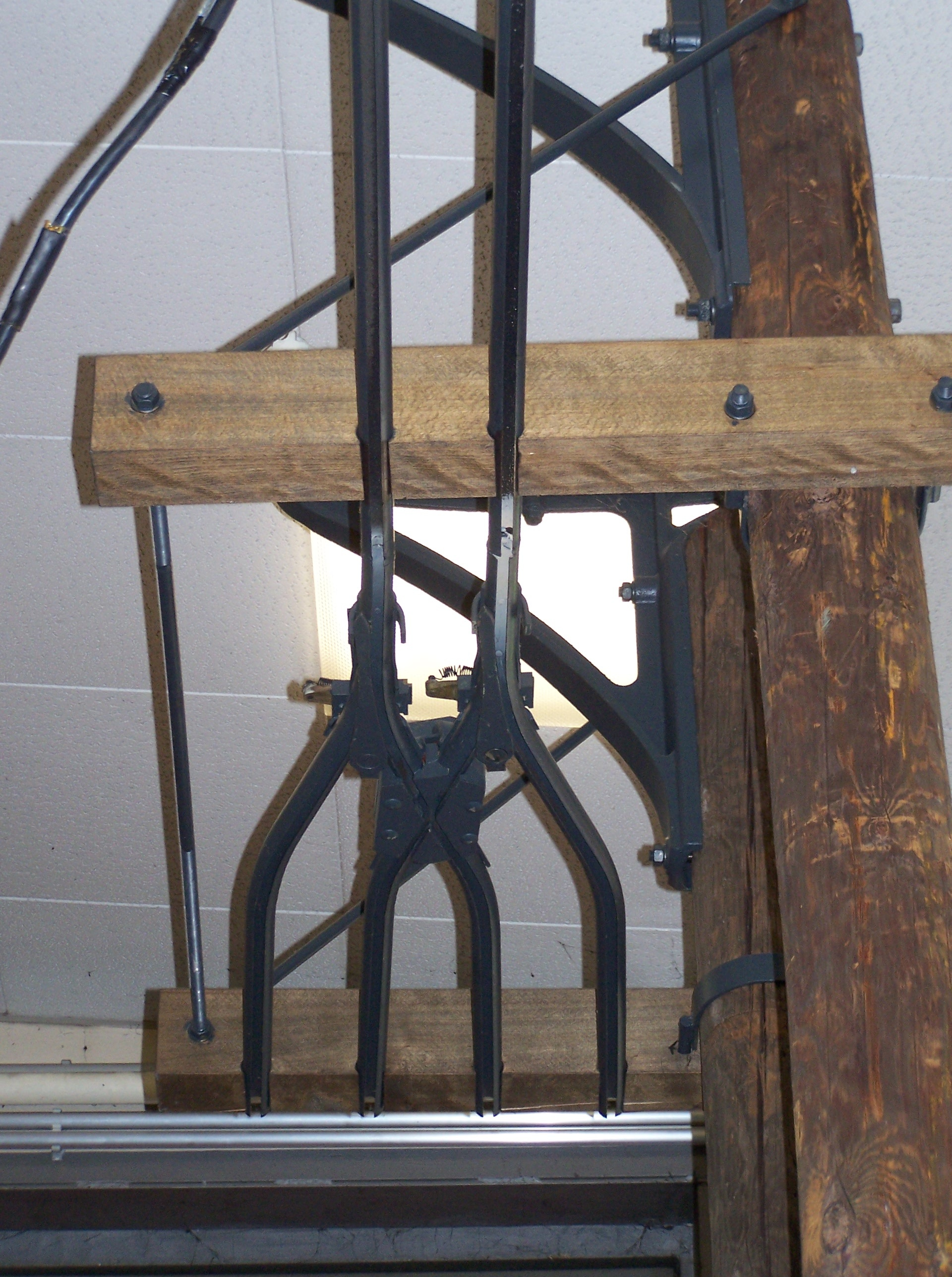
Weiche einer Schlitzrohrfahrleitung

Zur Energieversorgung wird fast immer Gleichstrom mit einer Spannung zwischen 500 und 750 Volt verwendet. Der Wert der gewählten Spannung variiert zwischen den Unternehmen. Es gab vormals an manchen Orten Straßenbahnen, die mit Drehstrom versorgt wurden. Wegen der aufwändigen zweipoligen Oberleitung wurde es nur selten angewendet und blieb nicht dauerhaft im Einsatz. Die Antriebsmotoren sind allerdings bei vielen modernen Wagensystemen Drehstrommaschinen, von der Bauart zumeist Drehstrom-Asynchronmotoren. Dafür wird mit Wechselrichtern aus dem Gleichstrom ein Dreiphasen-Wechselstrom erzeugt, mit dem die Motoren betrieben werden. Über Änderung der Frequenz wird die Drehzahl der Motoren und damit die Fahrgeschwindigkeit geregelt. Daneben verfügen zahlreiche Triebwagen über Gleichstromreihenschlussmotoren, die mit einem Gleichstromsteller auf Thyristorbasis in der Drehzahl gesteuert werden. Bei Fahrzeugen, die etwa bis 1965 entwickelt wurden, werden die Fahrmotoren über Vorwiderstände gesteuert, wobei die zu Anfang verwendeten Schleifring- erst durch Nockenfahrschalter und zuletzt durch Schützensteuerungen ersetzt wurden. Oft sind bei diesen Fahrzeugen zwei Widerstandssätze vorhanden, einer auf dem Dach und einer unter den Sitzen, der im Winter die Funktion der Fahrzeugheizung übernimmt. Der Wunsch nach höheren Fahrgeschwindigkeiten führte nach Versuchen mit Verbundschaltungen, durch die gekuppelte Triebwagen wie ein einzelner geschaltet wurden, zur Anwendung von Vielfachsteuerungen auch im Straßenbahnbetrieb.
Nach dem Ersten Weltkrieg wurden die Fahrmotoren auch zum Bremsen genutzt, indem sie als Generatoren geschaltet und der dadurch induzierte Strom in Widerständen in Wärme umgewandelt wurde. Dafür wurden in der Regel die Anfahrwiderstände einschließlich der Wagenheizkörper mitbenutzt. Die Beiwagen erhielten Solenoide, die die mechanische Bremse betätigten, dadurch wurde auf einfache Weise eine allerdings nicht selbsttätig wirkende Zugbremse realisiert. Mit der Einführung von rückspeisefähigen Gleichrichterunterwerken ab den 1980er Jahren konnte auch in Straßenbahnnetzen zur Nutzbremse übergegangen werden.
Vor der Einführung der Widerstandsbremse wurde die Gegenstrombremsung genutzt, jedoch war das in der Regel nur als Notbremsmöglichkeit im Gefahrenfall zulässig.
In Linz um 1980/1990 wurden daneben auch Magnete mit Polschuhen, die knapp über den Fahrschultern der Schienen schwebten, zum starken Bremsen eingesetzt. Werden die Elektromagnete mit Spannung versorgt, beginnt ein Stromfluss, der ab einer gewissen Stärke ausreicht, die je Seite etwa 8 Paar Magnetschuhe gegen die Kraft einer gefederten Aufhängung an die eiserne Schiene hinunterzuziehen. Auch nur kurzes Aktivieren dieser Schienenbremse verursachte das Geräusch der aufprallenden Magnetschuhe.

##### Oberleitung

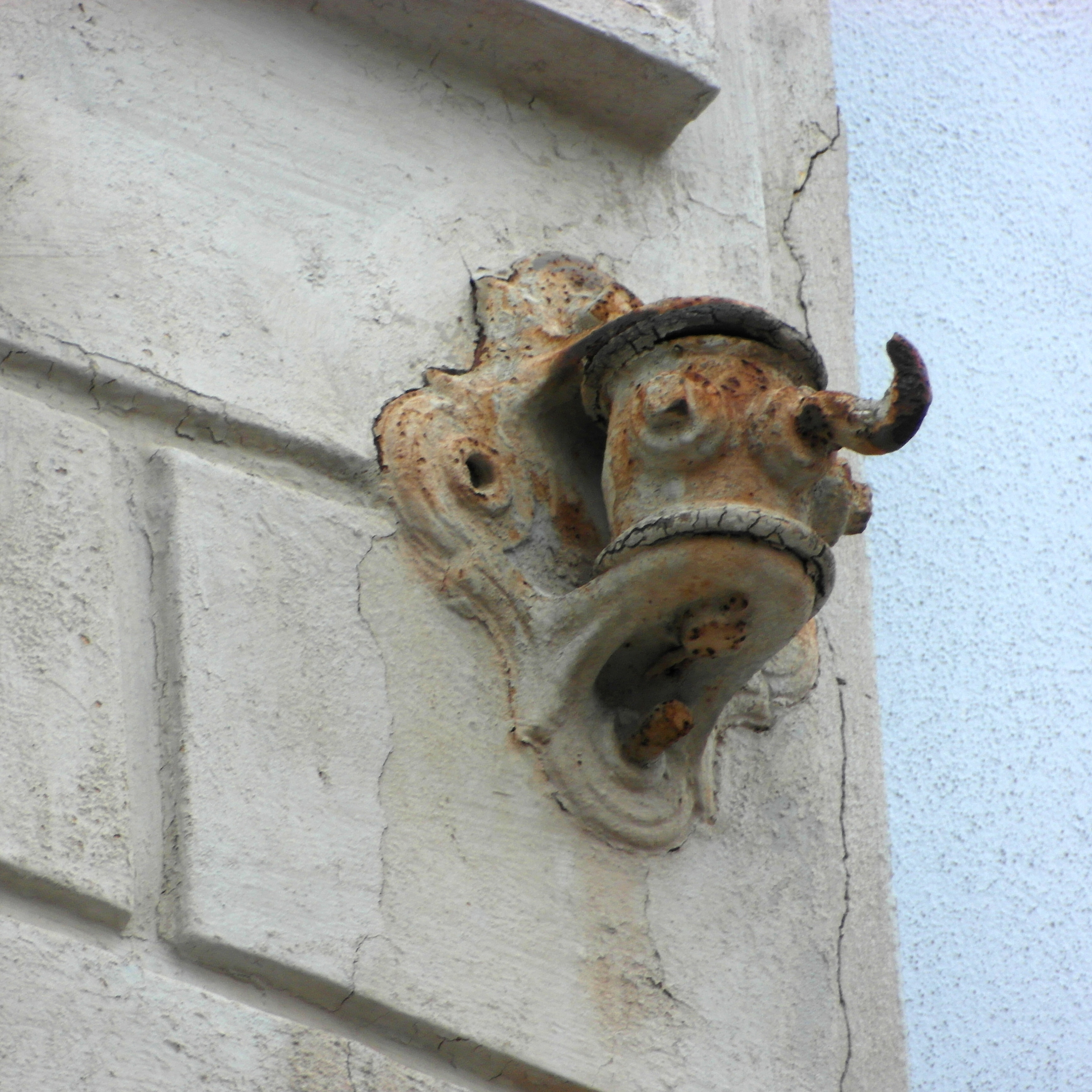
Oberleitungsrosetten (Straßenbahn Weimar) sind meist die letzte verbleibende Infrastruktur bei nicht mehr existierenden Straßenbahnbetrieben

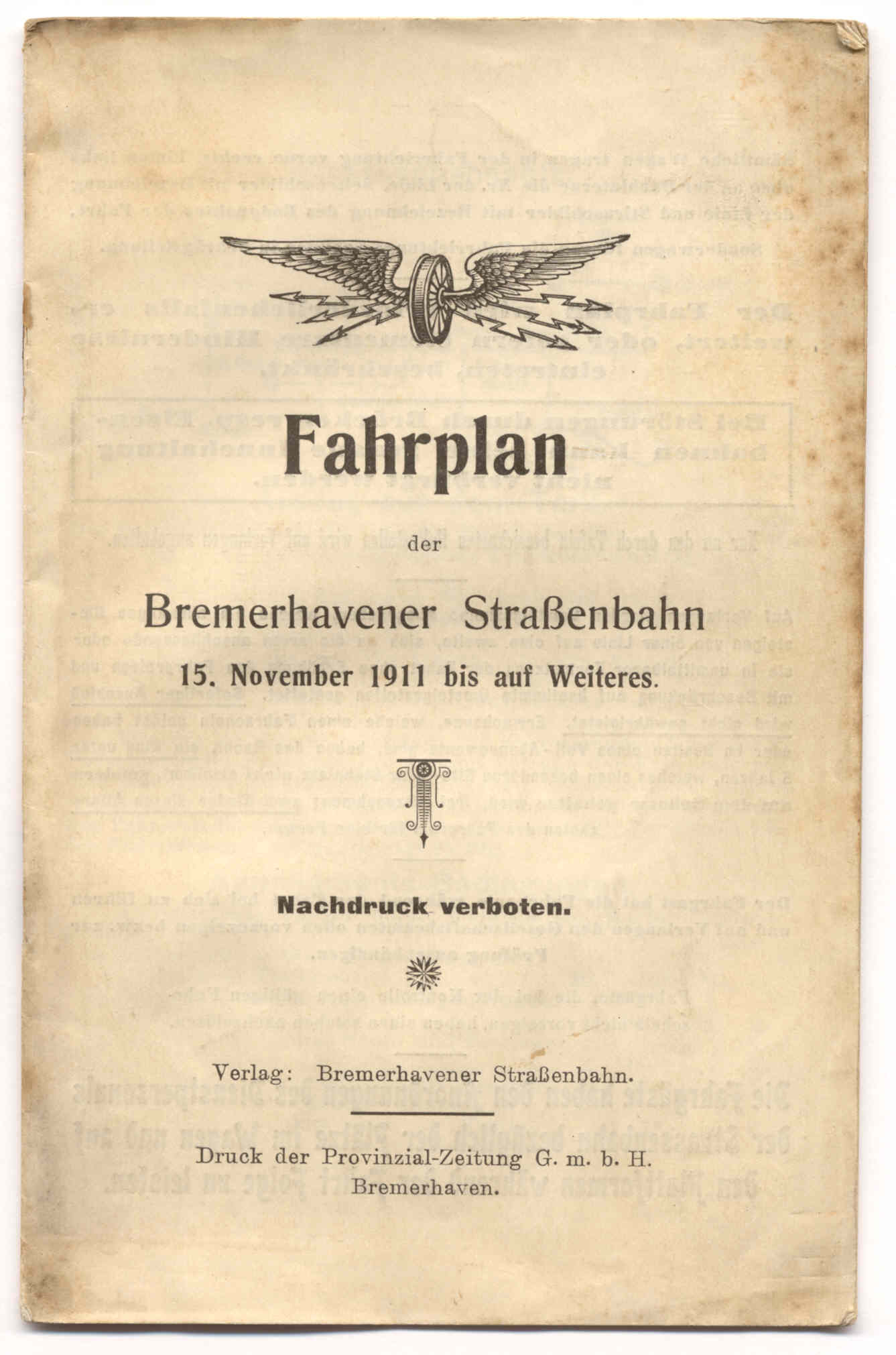
Ein Oberleitungsbetrieb wurde dem Fahrgast durch „Blitze“ im Symbol „Flügelrad“ angezeigt

Elektrizität wird meistens mittels Stromabnehmer durch Oberleitungen zugeführt. Gebräuchlich waren und sind Rollenstromabnehmer und solche mit Schleifstück(en). Die Oberleitungen können an freistehenden Oberleitungsmasten oder mittels Oberleitungsrosetten an benachbarten Gebäuden aufgehängt sein.

##### Stromschiene

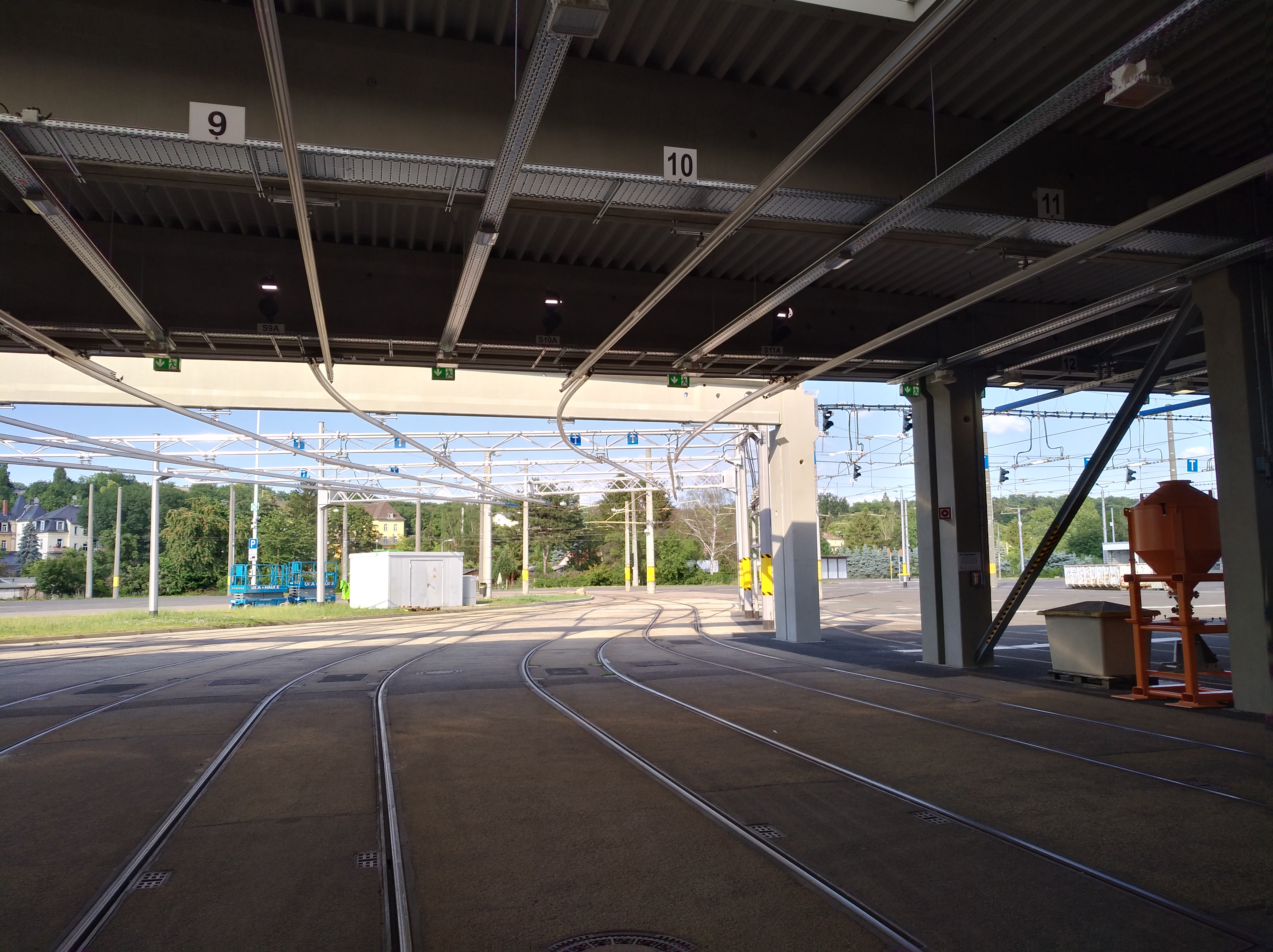
Deckenstromschienen im Straßenbahnhof Trachenberge in Dresden (2019)

Aus ästhetischen Gründen (Verzicht auf die Oberleitung) wurde gelegentlich auch eine Stromabnahme aus unterirdischen Stromschienen zwischen den beiden Fahrschienen eingebaut, so auf der Wiener Ringstraße zwischen 1898 und 1915.
Auch in Paris wurden ab 1896 verschiedene Linien und Teilstrecken mit unterirdischer Stromversorgung ausgerüstet. Es wurde das vom Italiener Alfredo Diatto aus Turin entwickelte System benutzte, bei dem in Quecksilber schwimmende Kontaktstifte vom darüber fahrenden Straßenbahnwagen durch einen Elektromagneten angehoben werden und so die Stromzuführung zu unter dem Fahrzeug liegenden Schleifkontakten durchschalten. In Frankreich waren um 1900 ungefähr 20 000 Kontaktstifte installiert. Das schwerfällige System verschwand um 1905. Andere Pariser Straßenbahnbetreiber benutzten unterirdische Stromschienen.
Julius Weil beschrieb 1899 sieben unterschiedliche Systeme von unterirdischer Stromzuführung, überwiegend von deutschen Firmen entwickelt (Siemens & Halske, Union Elektrizitätsgesellschaft, Hörder Bergwerks- und Hüttenverein, Eduard Lachmann, La Burt, Schuckert und Rast). Weitere Systeme wurden von ihm ohne Beschreibung aufgeführt.
Seit der Jahrtausendwende werden wieder Teilstrecken mit einer mittig zwischen den Fahrschienen liegenden Stromschiene gebaut. Diese ist dabei in einzelne Segmente unterteilt, die zum Schutz anderer Verkehrsteilnehmer nur dann unter Spannung stehen, wenn sie sich unter einem darüberfahrenden Straßenbahnzug befinden. Es gibt dabei zwei verschiedene Systeme:
1. Das von ALSTOM entwickelte System Alimentation Par Sol (APS) kam zunächst ab 2003 bei der Straßenbahn Bordeaux zum Einsatz. Weitere – überwiegend französische – Städte folgten nach. 2013 waren insgesamt 43 Kilometer APS-Strecken in Betrieb. In Rio de Janeiro ist eine Straßenbahnstrecke in Bau, die auf insgesamt 28 Kilometern mit APS-Stromschienen ausgerüstet sein wird.[42]
2. Auch das italienische Unternehmen Ansaldo STS hat ein ähnliches Produkt entwickelt. Es trägt dort den Namen TramWave. Im November 2014 begannen Versuchsfahrten auf einem 1,7 km langen Abschnitt der im Bau befindlichen Linie 1 der Straßenbahn Zhuhai.[43]

Heute gebräuchlich sind ebenfalls Deckenstromschienen, beispielsweise auf Tunnelstrecken und in Fahrzeughallen von Betriebshöfen.

##### Akkumulatoren und Kondensatoren
In der Anfangszeit wurden auch Akkumulatortriebwagen eingesetzt, so etwa in Paris ab 1892 im Linienbetrieb.
Nachteilig war bei den seinerzeit verfügbaren Bleiakkumulatoren die hohe Masse, die nur geringe Fahrleistungen zuließ und die Festigkeit des Oberbaues beeinträchtigte, daneben auch ihre geringe mechanische Robustheit und die beim Laden auftretenden Säuredämpfe.
Im 21. Jahrhundert werden nun erneut Akkumulatoren (wiederaufladbare Batterien) mit verbesserter Technik eingebaut, mit deren Hilfe fahrleitungsfreie Streckenabschnitte befahren werden können.
- Bei der 2007 eröffneten Straßenbahn Nizza z. B. wurde auf der Place Masséna und der Place Garibaldi auf Strecken von 435 m bzw. 485 m Länge auf die Oberleitung verzichtet, um das historische Stadtbild nicht zu beeinträchtigen. Die Triebwagen überbrücken diese Streckenabschnitte mit Hilfe von Batterien.
- Im Jahr 2015 lieferte der tschechische Hersteller Škoda zwölf Straßenbahngarnituren an die Straßenbahn der türkischen Stadt Konya. Sie sind mit Batterien ausgerüstet, womit eine drei Kilometer lange oberleitungslose Strecke überbrückt werden könnte.[45]

Diese Antriebstechnik wurde im Rahmen der Superkapazitoren weiterentwickelt. Sie waren ursprünglich nur zur Energierückgewinnung gedacht und wurden 2003 in Mannheim erstmals im laufenden Betrieb verwendet. In den Folgejahren wurde diese Technik so erfolgreich ausgebaut, dass seit ca. 2015 ganze Straßenbahnsysteme damit geplant und betrieben werden, wie z. B. im chinesischen Shenzhen.

##### Drahtlose Stromzuführung
Ein in Erprobung befindliches Energieversorgungssystem stellt das von Bombardier Transportation vorgestellte Primove dar. Dieses basiert auf induktiver Energieübertragung anstelle von Fahrleitungen, zusätzlich sind die Fahrzeuge mit Akkumulatoren für den Antrieb ausgestattet. Von September bis Dezember 2010 fand ein Testbetrieb mit einem umgerüsteten Straßenbahnwagen der Rhein-Neckar-Verkehrsbetriebe auf einer 800 Meter langen Teststrecke am Augsburger Messegelände statt. Vorteile der drahtlosen Energieübertragung sind die geringere visuelle Beeinträchtigung, da es keine Fahrleitungsanlagen mehr gibt. Nachteile sind in den hohen Kosten und der im Vergleich zu Oberleitung schlechtere Wirkungsgrad der drahtlosen Energieübertragung zum Fahrzeug.

##### Brennstoffzellen
Die zur CRRC Corporation Limited gehörende Sifang Company aus der ostchinesischen Küstenstadt Qingdao hat ein Straßenbahnfahrzeug entwickelt, das durch Brennstoffzellen mit Energie versorgt wird. Die Brennstoffzelle wird mit Wasserstoff betrieben, der in Drucktanks gespeichert ist. Das Betanken dauert nur drei Minuten. Mit einer Füllung kann bei einer Spitzengeschwindigkeit von 70 km/h eine Entfernung von bis zu 100 Kilometern zurückgelegt werden. Die ersten acht Modelle kommen laut Meldungen von 2017 in Foshan zum Einsatz.
Der französische Hersteller Alstom hat einen Brennstoffzellen-Triebwagen entwickelt, der 2018 zum ersten Mal im öffentlichen Linienbetrieb zum Einsatz kam.

#### Sonstige Antriebsarten

##### Dampf- und Luftdruck

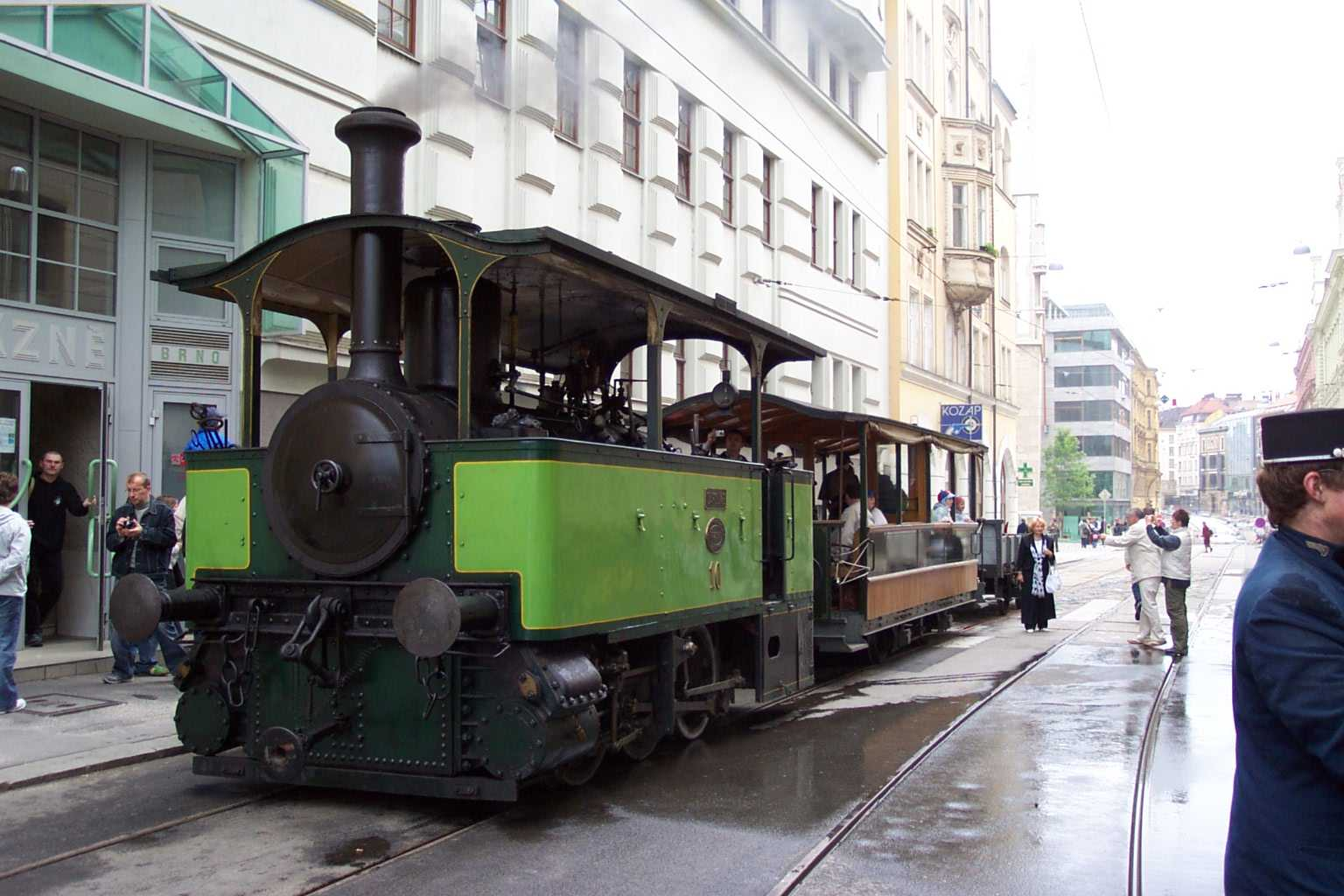
„Dampf-Tramway“ – hier als Museumszug in Brünn (2006)

Im Jahr 1870 konstruierte Louis Mékarski einen Druckluftantrieb für Straßenbahnen. 1876 erhielt Mékarski die Konzession zum Betrieb einer Straßenbahn in Nantes, die 1879 ihren Betrieb aufnahm.
Das Hauptbetätigungsfeld Mékarskis wurden die Pariser Straßenbahnen: 1894 wurden dort die ersten Mékarski-Wagen eingesetzt. Bis 1903 wurden insgesamt zehn Linien auf Druckluftbetrieb umgestellt. Die letzten Fahrzeuge des Typs Mékarski wurden im August 1914 durch elektrische Triebwagen ersetzt. In einigen anderen kleineren Städten Frankreichs kamen derartige Fahrzeuge jedoch zum Einsatz.
An einigen Orten wurden gegen Ende des 19. Jahrhunderts Dampfstraßenbahnen errichtet, etwa wenn sich der Bau einer vollwertigen Eisenbahn nicht lohnte. Diese wurden meist mit speziellen Kleinlokomotiven und Leichtbau-Personenwagen betrieben, und die Schienen waren überwiegend im Straßenplanum verlegt. Bekannte Beispiele sind die Dampfstraßenbahn Neuötting–Altötting und die Filderbahnstrecke von Degerloch nach Hohenheim. Die letztere wurde von 1888 bis zu ihrer Elektrifizierung 1902 mit Dampf betrieben. Daneben ist die Straßenbahn der Siegener Kreisbahnen zu nennen, die inzwischen nicht mehr existiert. Am ehesten vermittelt noch die (allerdings als Eisenbahn konzessionierte) Chiemsee-Bahn von Prien nach Stock einen Eindruck von den damaligen Dampfstraßenbahnen.
In Bern ist ein betriebsfähiges Dampftram erhalten und wird von Bernmobil historique als Attraktion betrieben. Von 1890 bis 1902 verkehrten zehn druckluftbetriebene Straßenbahntriebwagen auf einer Linie durch die historische Altstadt von Bern. Ende der Nullerjahre war zum 120-Jahr-Jubiläum auch ein Nachbau eines Drucklufttrams geplant, die Umsetzung scheiterte aber an den Auflagen für die Zulassung zum Personentransport.
Eine ungewöhnliche Bauform waren feuerlose Natronlokomotiven als Sonderform der Dampfspeicherlokomotive, die Mitte der 1880er Jahre versuchsweise bei der Straßenbahn Aachen sowie in Leipzig und Charlottenburg eingesetzt wurden und den Dampf mittels erhitzter Natronlauge erzeugten. Diese Bauform entlastete durch das Fehlen einer Feuerung den Fahrer und war zudem im Betrieb völlig rauchlos. Sie konnte sich jedoch nicht durchsetzen, da die Korrosion infolge der verwendeten Natronlauge eine regelmäßige und teure Erneuerung der Kesselanlage erforderte.

##### Zugseil

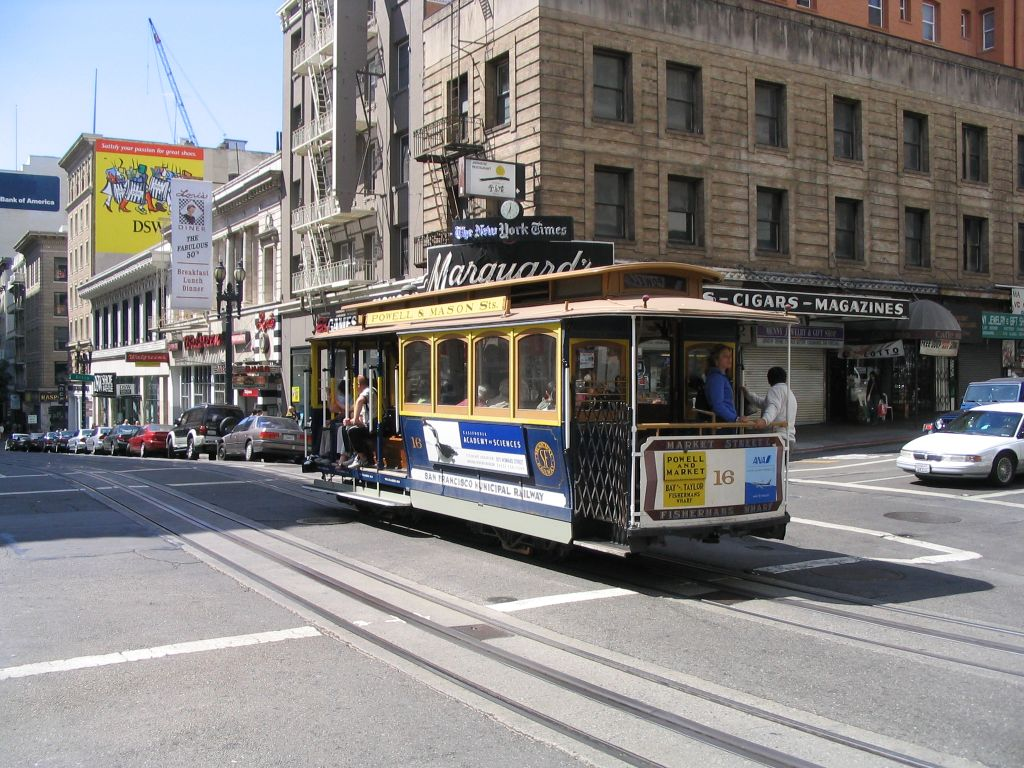
Cable Car in San Francisco

Straßenbahnen mit Zugseil werden als Kabelstraßenbahnen bezeichnet. Weltweit sind nur noch wenige in Betrieb. Die bekanntesten sind die Cable Cars in San Francisco, welche seit 1873 unterwegs sind. In Paris betrieb die Compagnie du Tramway Funiculaire de Belleville von 1891 bis 1924 eine Kabelstraßenbahn mit Steilstrecke im Stadtteil Belleville (→ Kabelstraßenbahn Belleville). In Lissabon verkehren drei Standseilbahnen im Straßenraum, zwei davon mit klassischer Straßenbahntechnik und Antrieb über die Radsätze der Wagen.

##### Zahnradantrieb
Anders als andere Zahnradbahnen verkehrt die Zahnradbahn Stuttgart als normales städtisches Verkehrsmittel vorwiegend im Straßenraum (teils straßenbündig, teils auf besonderem Gleiskörper) und im 15-Minuten-Takt nach der Straßenbahn-Bau- und Betriebsordnung. Vergleichbar damit war nur die von 1894 bis 1959 verkehrende Barmer Bergbahn in Wuppertal, die ebenfalls straßenbündige Abschnitte hatte.

### Sicherheits- und Meldeausstattung

#### Bremsen
Einheitliche Vorschriften hinsichtlich auf Straßenbahnfahrzeugen vorhandener Bremssysteme wurden erst Ende des 19. Jahrhunderts erlassen. Bis dahin war es gewöhnlich der jeweiligen Konzession vorbehalten, dieses zu regeln. Heute sind mindestens zwei voneinander unabhängige Bremssysteme vorgeschrieben, von denen mindestens eines auch nach Ausfall der Fahrleitungsspannung funktionieren muss. Unterschieden werden dabei
- Betriebsbremsen (im gewöhnlichen Fahrbetrieb verwendet)
- Notbremsen (u. a. Klotz- und Abreißbremsen)
- Feststellbremsen (Bremse zum bzw. beim Abstellen eines Fahrzeuges).

Als Betriebsbremse ist die elektrodynamische Bremse üblich und in Deutschland von der Straßenbahn-Bau- und Betriebsordnung (BOStrab) vorgeschrieben. Hier bewirken die Fahrmotoren selbst die Bremsverzögerung, indem sie als Generator geschaltet werden. Bei der älteren Form, der Widerstandsbremse, wird die kinetische Energie in einem Bremswiderstand in Wärme umgewandelt, bei moderneren Nutzbremsen wird die dadurch gewonnene elektrische Energie in die Fahrleitung rückgespeist. Daneben sind mechanische Bremsen erforderlich, bei denen die Bremskraft entweder in Form von Überdruck als Druckluftbremse oder von Federkraft als Federspeicherbremse erzeugt wird. Die mechanischen Bremsen wirken in der Regel auf die Radsätze, sei es als Trommel-, Scheiben- oder Klotzbremse. Sie ermöglichen damit das Zielbremsen bis zum Stand, wenn die dynamische Bremse bei geringer Geschwindigkeit nicht mehr ausreichend wirkt. Jeder Wagen eines Zuges hat zudem mindestens eine Bremse, die vom Fahrer ausgelöst werden kann. Außer bei musealen Fahrzeugen sind auch Notbremsen vorgeschrieben. Überdies ist in Deutschland nach der BOStrab eine Magnetschienenbremse als vom Reibwert zwischen Rad und Schiene unabhängiger Bremse vorgeschrieben. Bei dieser wird die Bremskraft erzeugt, indem ein Schleifschuh durch einen Elektromagneten auf die Schienenfahrfläche gezogen wird.
Abreißbremsen wurden früh beim Beiwagenbetrieb in Netzen mit starken Neigungen eingeführt. Vorgeschrieben wurden sie bei der Einführung des schaffnerlosen Betriebes mit Beiwagenzügen.
Kommt es dennoch zu einer Kollision mit Lebewesen oder Gegenständen, verhindert teilweise ein Fangkorb ein Überfahren.

#### Akustische Signale
Bei Straßenbahnentriebwagen gibt es bis heute vielerorts eine Signalglocke (Läutewerk) als primäres akustisches Warnsignal. In deutschsprachigen Ländern ist die Straßenbahnklingel so bekannt, dass sie in Wien („die Bim“), in Leipzig („de Bimmel“) und in Dresden („de Glocke“) gar zum Spitznamen der Straßenbahn wurde. Über lange Zeit gab es eigentlich zwei Klingeln: Die Warnglocke entspricht der Hupe schienenunabhängiger Motorfahrzeuge. Darüber hinaus hatte lange Zeit jeder Straßenbahnwagen, also auch die Beiwagen, an beiden Enden je eine Signalglocke, die vom Schaffner mittels einer über Kopfhöhe längs durch den Wagen geführten Klingelleine betätigt werden konnte. Dies ermöglichte es dem Zugpersonal, im laufenden Betrieb und vor allem bei der Abfertigung zur Abfahrt zu kommunizieren. Mit der Verbesserung elektrischer Kommunikationsmittel wurden die Signalglocken teils ersetzt. In den in Mittel- und Osteuropa hergestellten Straßenbahnwagen kam bei der Einführung des schaffnerlosen Betriebes eine akustische Abfahrsignalisierung als Ersatz für die bisherigen Abfertigungsglocken auf. Die OS-Anlage diente mit in den Fahrgasträumen angebrachten Tasten gleichzeitig als Not- und Rangiersignal. Die Abfahrsignalanlage wurde danach in die zentrale Türschließung einbezogen.

### Sonderbauarten

#### Aussichtswagen

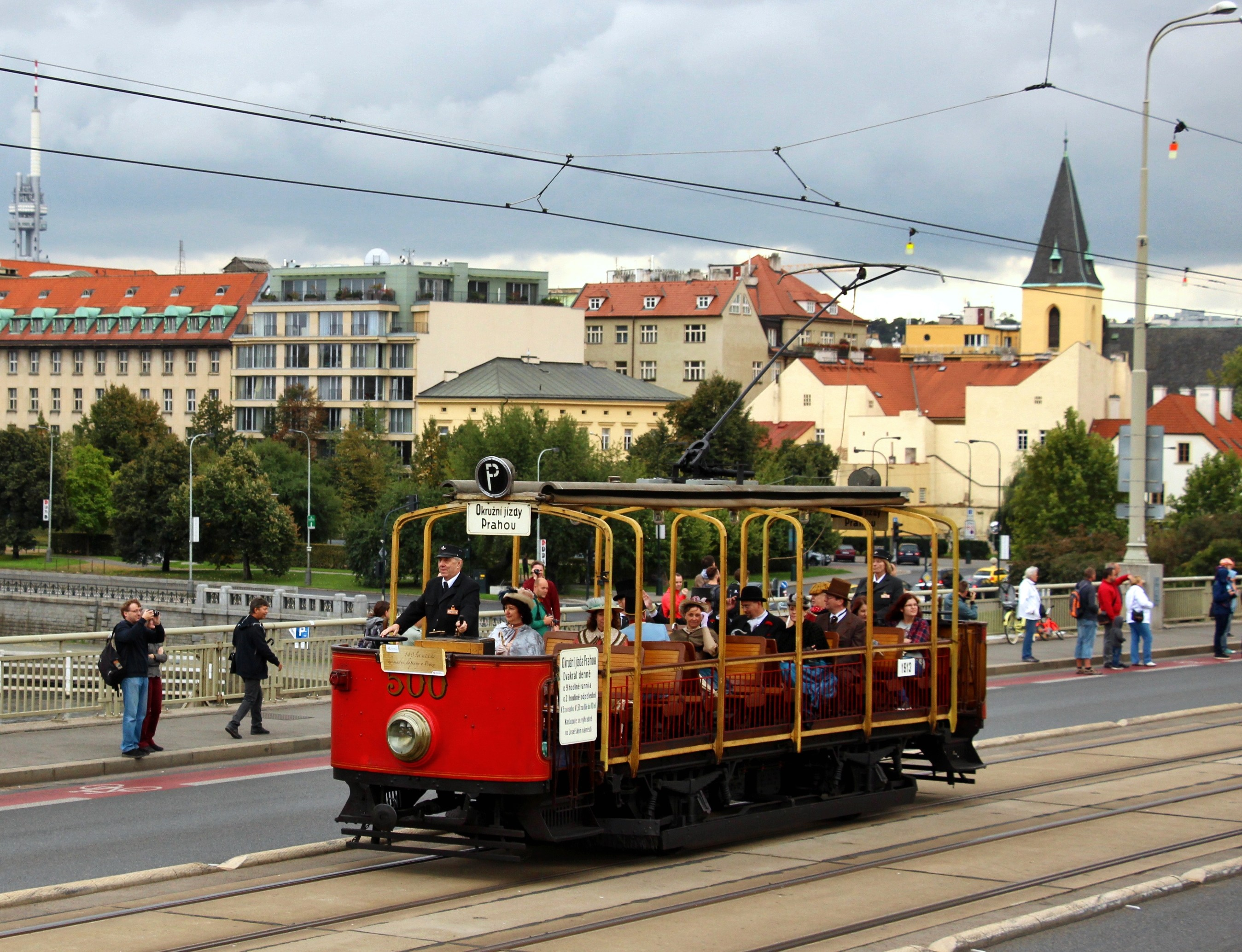
Aussichtstriebwagen der Prager Straßenbahn

Viele Straßenbahnbetriebe unterhielten spezielle Aussichtstriebwagen für touristische Fahrten auf ihren Netzen. Diese waren häufig mit größeren Fenstern oder gediegeneren Innenausstattungen versehen. Teilweise – wie in Prag oder Montreal – gab es auch Fahrzeuge ohne Seitenwände bzw. ohne Dach.

#### Güterstraßenbahnen

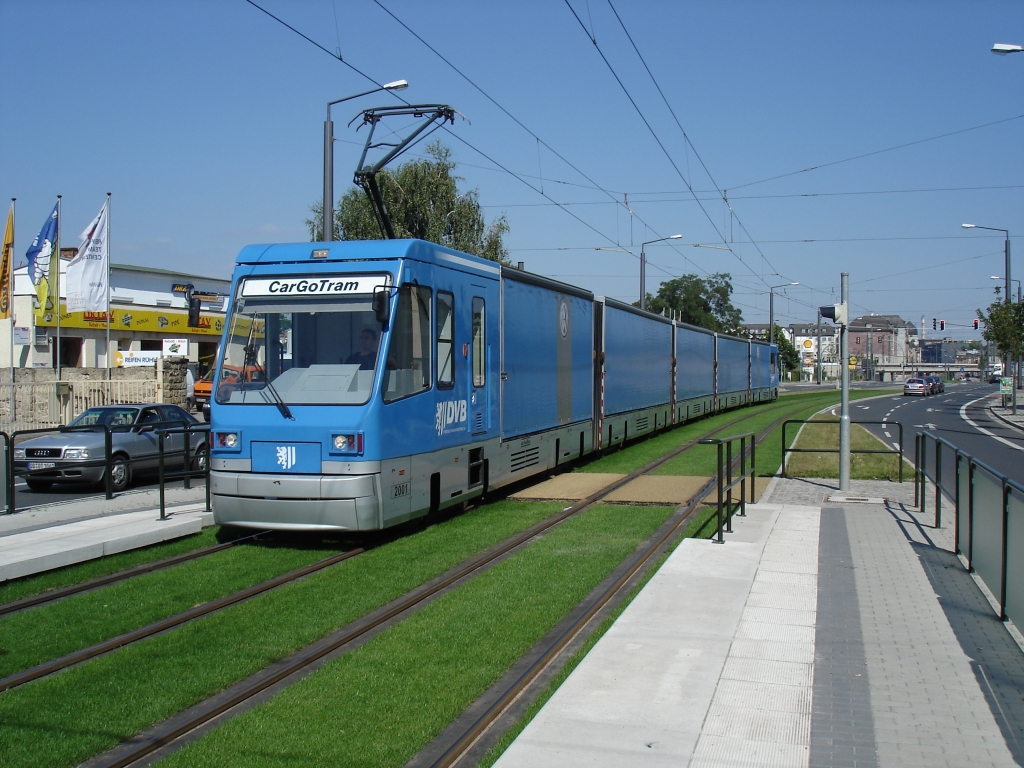
CargoTram Dresden

In vielen Städten wurden spezielle Straßenbahnen für den Güterverkehr heran gezogen. Besonders bekannt war die CargoTram für ein Volkswagenwerk im Dresdner Stadtgebiet.

#### Fahrzeuge für innerbetriebliche Zwecke
Fast alle Straßenbahnbetrieb besitzen oder besaßen derartige Fahrzeuge. Oft handelt es sich um Fahrzeuge des normalen Verkehrs, die aufgrund Überalterung nicht mehr im Fahrgastbetrieb genützt werden sollen. In vielen Fällen gab es aber auch Sonderbauarten, etwa für Zweck des Gleisbaues, die Wartung der Fahrleitung oder das Sprengen von Gleisen und Fahrbahnen.

## Geschichte

### Der Beginn der Entwicklung im 19. Jahrhundert

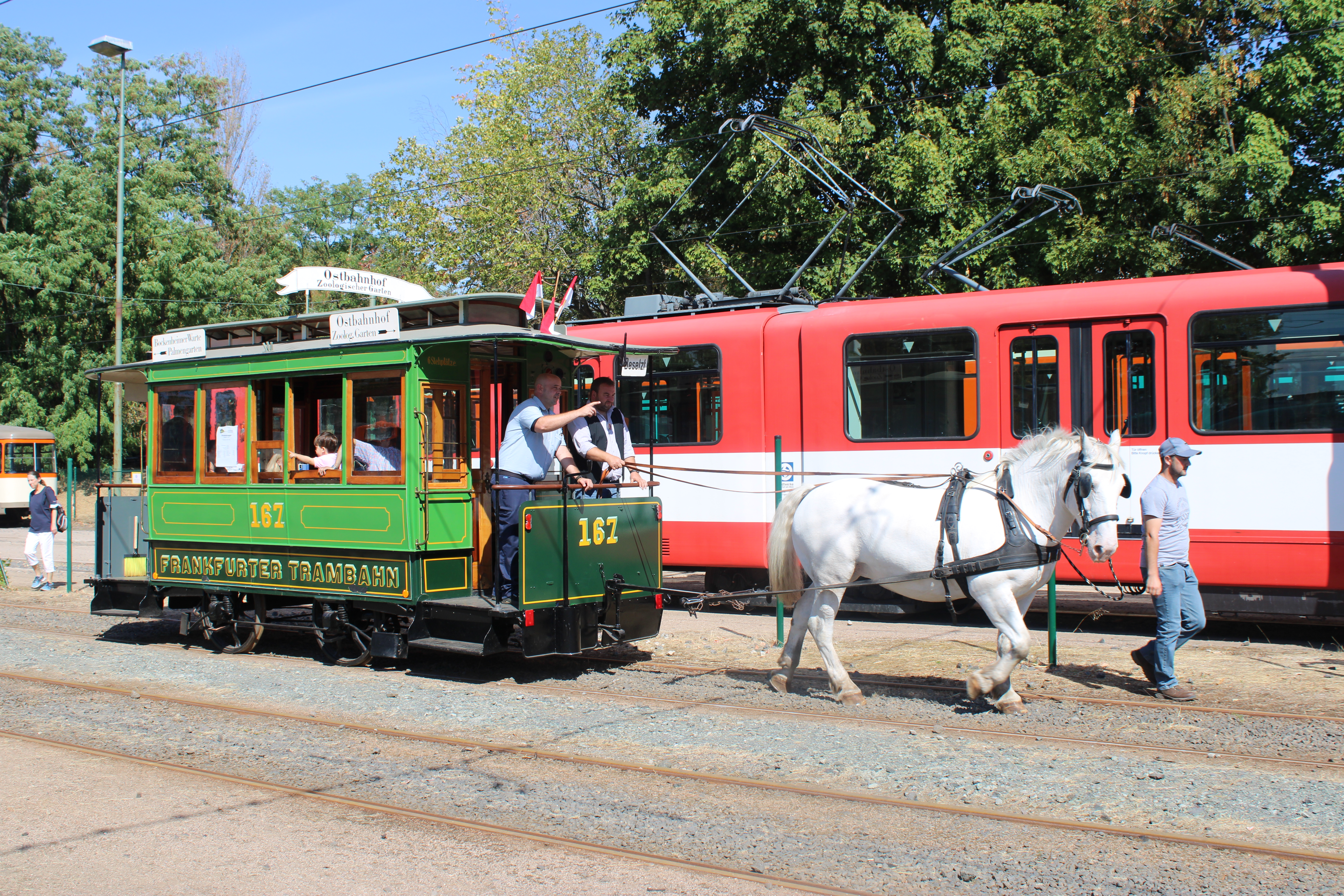
Ausfahrt einer Pferdebahn der Frankfurter Trambahn-Gesellschaft zum 150-jährigen Jubiläum im Jahr 2022

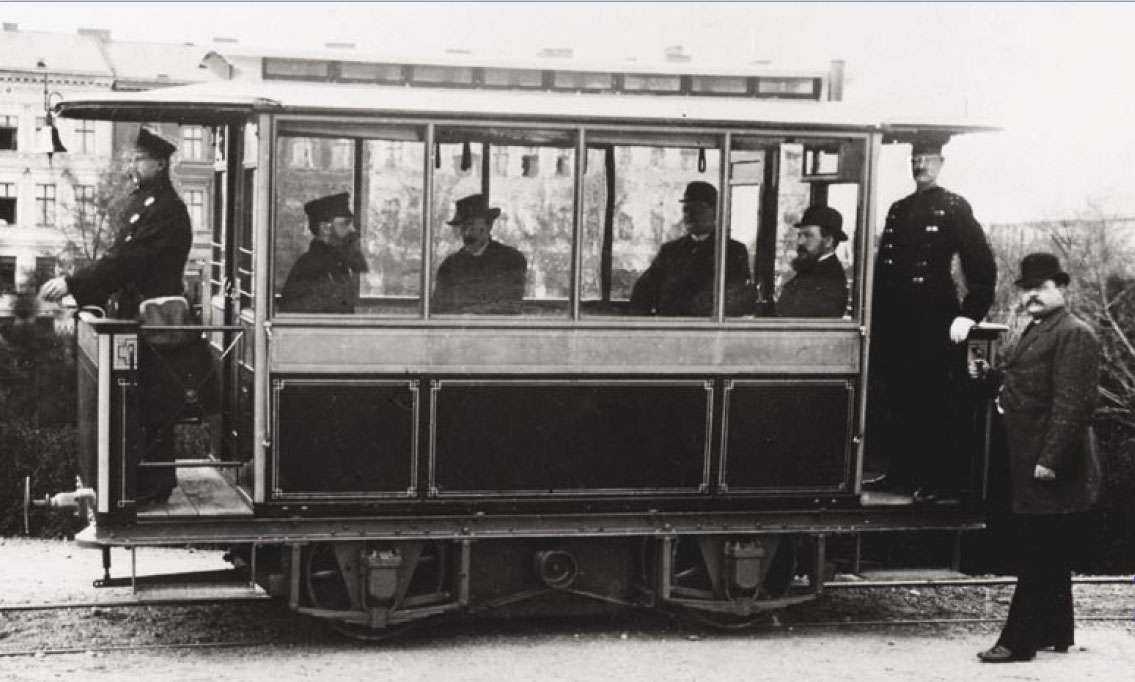
Erste elektrische Straßenbahn in Berlin-Lichterfelde, 1881

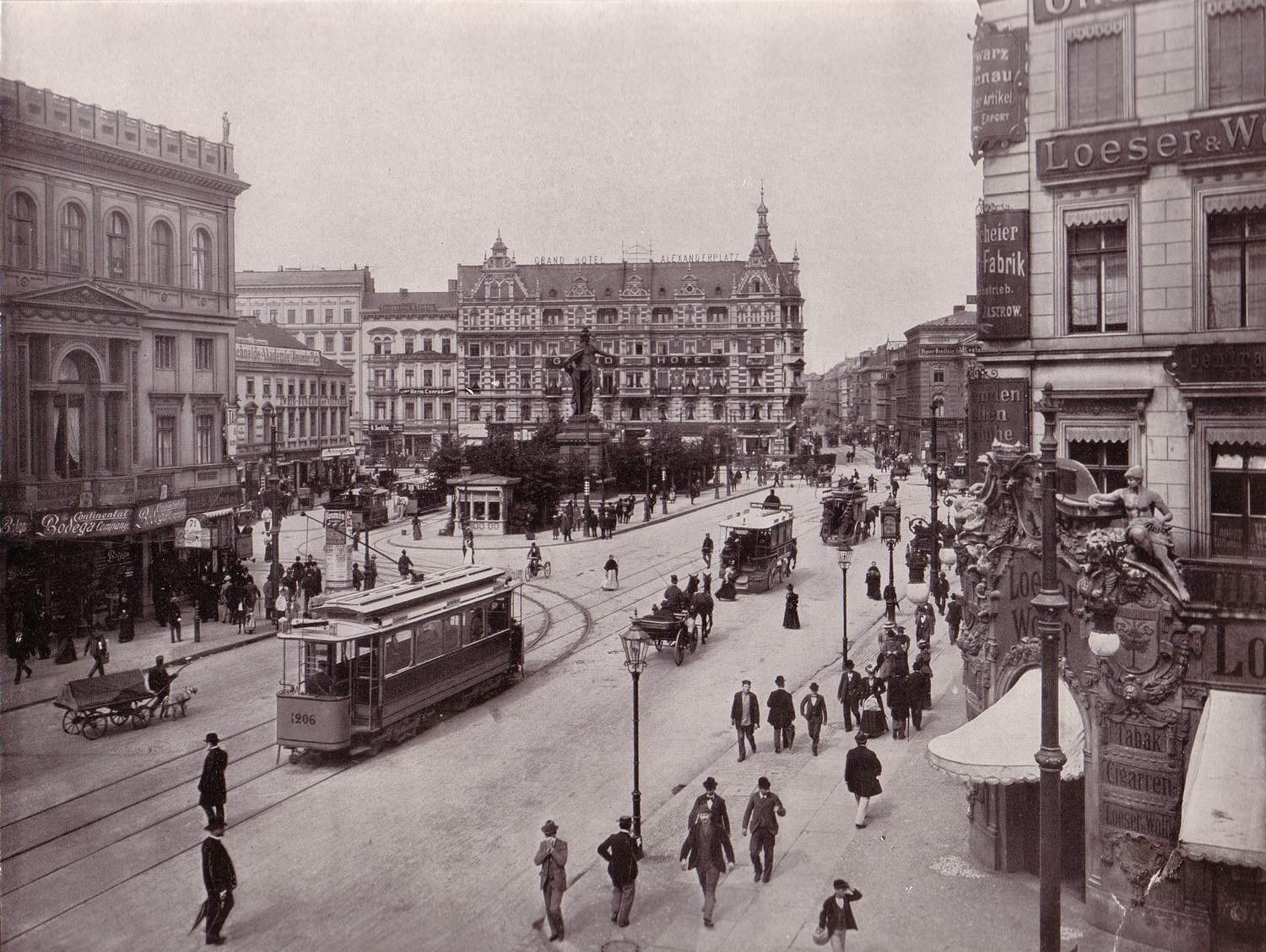
Vierachsiger Triebwagen mit Stangenstromabnehmer am Alexanderplatz in Berlin 1903

Die Entwicklung der Straßenbahnen begann mit der Einführung der Pferdebahnen. Die erste wurde am 26. November 1832 in New York eröffnet, kurz nachdem die Pferdeeisenbahn Budweis–Linz–Gmunden am 1. August 1832 als zweite europäische Festlandeisenbahn eröffnet worden war. Später sind die Pferdebahnen auf einzelnen Linien durch Dampfstraßenbahn-Fahrzeuge ersetzt worden. Die erste Straßenbahn in Europa war die Überlandstraßenbahn Montbrison–Montrond, sie nahm ihren Betrieb trotz Konzession für Dampftraktion 1839 mit Pferdekraft auf; 1848 musste sie ihn wieder einstellen. Wesentlich kürzer und noch kurzlebiger war die erste Wiener Pferde-Tramway, die 1840 bis 1842 in der Nähe des Augartens betrieben wurde. Die erste pferdebetriebene Tramstrecke der Schweiz wurde 1862 in Genf in Betrieb genommen. Die erste deutsche Pferdebahn wurde 1865 zwischen Berlin und Charlottenburg durch die Berliner Pferde-Eisenbahn eröffnet, die erste deutsche Dampfstraßenbahn fuhr ab 1877 in Cassel. Es wurde auch mit weiteren Antriebsarten (beispielsweise Druckluft oder Natron) experimentiert; schon bald überzeugte der elektrische Antrieb durch seine Leistungsfähigkeit. Knapp nach 1870 fuhren Straßenbahnen in Großstädten der USA mit Ammoniak.
Ab dem 3. September 1880 führte der ukrainische Artillerieoffizier Fjodor Pirozki auf einer kurzen Vorortstrecke des Petersburger Straßenbahnnetzes einen mehrwöchigen Versuchsbetrieb mit einem umgebauten Pferdebahnwagen durch. Es wurde auch international darüber berichtet, aber er betrieb das nur als Hobby und verfolgte es später nicht weiter.
Am 16. Mai 1881 nahm in Lichterfelde bei Berlin die Elektrische Straßenbahn Lichterfelde–Kadettenanstalt den Probebetrieb auf. Die von Werner von Siemens gebauten Wagen hatten eine Länge von 4,3 m und fuhren auf einer 2,5 km langen Strecke mit einer Geschwindigkeit von maximal 20 km/h. Die Stromaufnahme des 3,7 kW (5 PS) starken Motors erfolgte über beide Schienen. Ab 1883 verkehrte sie im regulären Betrieb zwischen der Preußischen Hauptkadettenanstalt in Lichterfelde West und dem Bahnhof Lichterfelde. Im strengen Sinne war es keine Straßenbahn, denn das Streckengleis befand sich auf einer eigenen Trasse neben den Fahrwegen oder im freien Gelände. Das Betreten des Bahnkörpers war wegen der Lage beider Pole der Energiezufuhr am Boden von Anfang an untersagt. Einen guten Überblick auf den Beginn des Straßenbahnzeitalters gab 1899 Julius Weil.
Gleiches gilt für Volk’s Electric Railway in Brighton. Am 4. August 1883 in Betrieb genommen, gilt sie als erste elektrische Straßenbahn in Großbritannien.

#### 1881: Die erste elektrische Straßenbahn mit Oberleitung

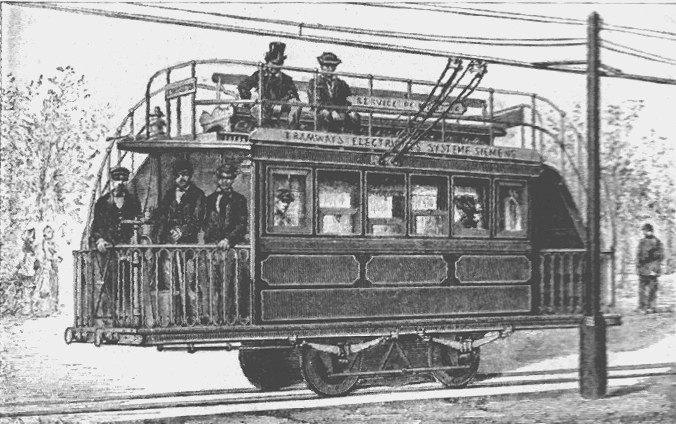
Die Tram Siemens & Halske; 1881

Im Jahr 1881 fand in Paris die Exposition d’électricité statt. Aus diesem Anlass baute Siemens & Halske eine etwa 500 Meter lange, von der Place de la Concorde zum Palais de l’Industrie führende Strecke. Letzteres befand sich an Stelle der Grand Palais. Das Doppelstockfahrzeug mit offenem Deck konnte 50 Personen befördern. Die Stromzufuhr erfolgte über Schlitzrohrfahrleitungen. In Paris handelte es sich um zwei Messingröhren von 22 Millimeter Durchmesser, die auf der Unterseite einen sechs Millimeter breiten Schlitz aufwiesen. Im Innern der Röhren befand sich je ein metallener beweglicher Körper – genannt Schiffchen – der über Kabel mit dem Fahrzeug verbunden war und vom fahrenden Fahrzeug mitgezogen wurde. Die Bahn war nur während der Dauer der Ausstellung in Betrieb. Es handelte sich um die weltweit erste Strecke mit Oberleitung.

#### Dauerhafte Bahnen mit Oberleitung
In Österreich eröffnete die erste elektrische Straßenbahn am 22. Oktober 1883 zwischen Mödling und Hinterbrühl den Betrieb, sie hatte eine symmetrisch angebrachte zweipolige Schlitzrohroberleitung und wurde in Teilbereichen im Straßenplanum geführt.
Am 18. Februar 1884 wurde die erste regelmäßig in Deutschland betriebene elektrische Straßenbahn mit Oberleitung von der Frankfurt-Offenbacher Trambahn-Gesellschaft (FOTG) zwischen der Alten Brücke in Frankfurt-Sachsenhausen und dem Mathildenplatz in Offenbach eröffnet. Die Oberleitung war noch eine zweipolige Schlitzrohrfahrleitung, und als Stromabnehmer dienten daran hängende kleine Kontaktwagen. Ein Teil der historischen Strecke wird noch von der Straßenbahnlinie 16 befahren, jedoch wurde das Frankfurter Ende von der Alten Brücke in Sachsenhausen nach und nach über den Frankfurter Hauptbahnhof, die Hamburger Allee und die Schloßstraße bis nach Ginnheim verlängert, während das Offenbacher Ende um 2000 stillgelegt und durch eine Stadtbuslinie ersetzt wurde.
Der elektrische Straßenbahnbetrieb in der Schweiz begann am 6. Juni 1888 mit dem ersten Teilstück der Tramway Vevey–Montreux–Chillon.
In den USA entwickelte Frank Julian Sprague 1888 einen Straßenbahnwagen, der seine Energie aus einer Oberleitung bezog, und baute damit in Richmond das erste erfolgreiche größere elektrische Straßenbahnsystem auf. Dabei wurden auf den Hügeln von Richmond Steigungen bis 100 ‰ bewältigt, was sich als überzeugender Prüfstein für die Anwendung in anderen Städten erwies. Um 1889 befanden sich 110 elektrische Bahnen mit Sprague-Ausrüstung in Bau oder in Planung. Edison, der Sprague-Ausrüstungen anfertigte, kaufte 1890 die Sprague Electric Railway & Motor Company auf. Sprague führte auch die klassische Führerstandsaufteilung mit dem Fahrschalter auf der linken und der Betriebsbremse auf der rechten Seite sowie die Grundstellung der Fahrschalterkurbel auf der Position »zehn vor zwölf« ein.

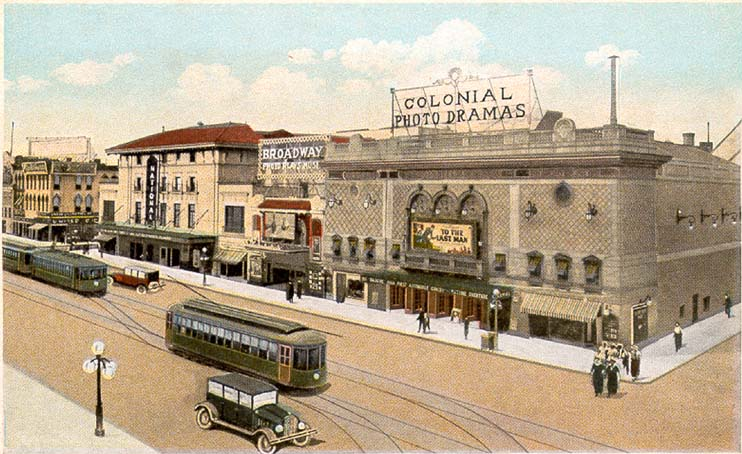
Elektrischer Streetcar in Richmond, Virginia, in den 1920er Jahren

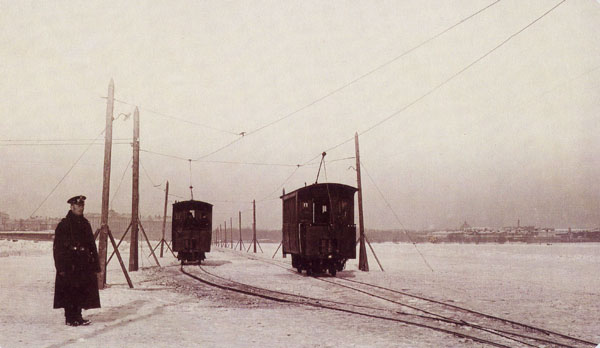
Elektrische Straßenbahn über die zugefrorene Newa, um 1900

Im April 1891 wurde in Halle an der Saale die erste große innerstädtische elektrische Straßenbahnlinie, mit Straßenbahnwagen, die von der Allgemeinen Elektricitäts-Gesellschaft (AEG) nach den Patenten des Amerikaners Frank J. Sprague gebaut wurden, eröffnet. Sie waren mit Stangenstromabnehmer ausgerüstet, eine Demonstrationsstrecke nach diesem System war im Jahr zuvor vorübergehend anlässlich der Nordwestdeutschen Gewerbe- und Industrieausstellung betrieben worden. Bis Juni 1891 kamen drei weitere Linien hinzu. Halle gibt an, dass dies das erste elektrische Straßenbahnnetz Europas war.
Am 22. Februar 1892 wurde in Gera die zweitälteste noch existierende elektrische Straßenbahn in Deutschland eröffnet. Im gleichen Jahr begann der dauerhafte elektrische Betrieb in Bremen. 1893 kamen Chemnitz, Dresden, Hannover und Remscheid hinzu, 1894 Hamburg, Dortmund, Erfurt, Gotha und Wuppertal, auch die Straßenbahn Plauen nahm ihren Betrieb auf.
In den Jahren 1895 und 1896 verlegte die Finnische Gesellschaft für Schifffahrt auf der zugefrorenen Newa Gleise für drei elektrisch betriebene Straßenbahnlinien. Sie umging damit das Monopol der Zweiten Aktiengesellschaft der Pferdebahnen in Sankt Petersburg. Mit dem Neubau einer Brücke endete 1910 dieser Betrieb.

### Eignungsbeurteilung von Straßenbahnfahrern
In Deutschland wurden erste Fahreignungsuntersuchungen an Straßenbahnfahrern am „psychotechnischen Labor“ von Hugo Münsterberg durchgeführt. Diese Untersuchungen gehörten zu den ersten Berufseignungstests in der Geschichte der Psychologie überhaupt und stellen einen Meilenstein in der Entwicklung der verkehrspsychologischen Diagnostik dar.

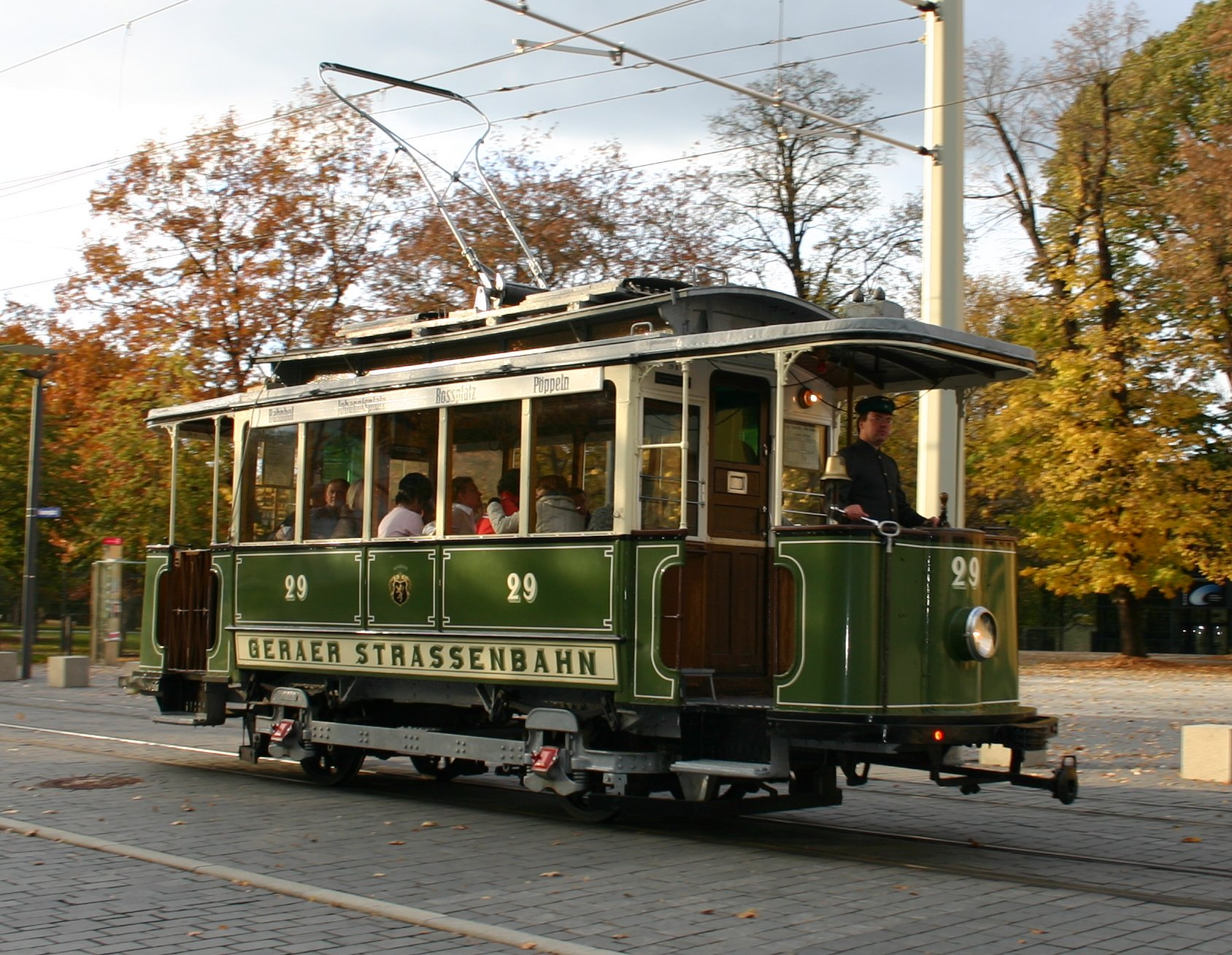
Historischer Triebwagen in Gera

### Zulassung in Deutschland
Der Begriff „Straßenbahn“ für schienengebundene Transportmittel in Städten ist bereits aus den 1860er Jahren belegt, bis mindestens Ende der 1880er Jahre mangelte es jedoch an einer genauen Abgrenzung des Begriffs.
Genehmigungen, Konzessionen und Betriebsvorschriften von Straßenbahnen wurden in Deutschland zunächst von lokalen und regionalen Behörden, Eisenbahnverwaltungen und Aufsichtsbehörden allein oder in gemeinsamer Abstimmung vorgegeben, wobei selbst innerhalb eines Landes lokal uneinheitlich vorgegangen wurde. Die ersten Pferdebahnen wurden offenbar durchgängig bereitwillig genehmigt und die Vorschriften meist von den Polizeidirektionen erlassen. Sie wurden dabei mehr den Pferdeomnibussen gleichgestellt, wobei zunächst offen war, ob sie als Eisenbahnen betrachtet werden sollten oder nicht.
Richtungsweisend war schließlich das Preußische Gesetz über Kleinbahnen und Privatanschlussbahnen vom 28. Juli 1892, in dem dreierlei unterschieden wurde: Bahnen ohne Maschinenbetrieb (Pferdebahnen), die regionalen Polizeibehörden unterstanden; Kleinbahnen mit Maschinenbetrieb (zu denen auch die Straßenbahnen zählten), die dem Kleinbahngesetz unterlagen; und Eisenbahnen, die der Eisenbahngesetzgebung unterstanden, diese wiederum unterteilt in Haupt- und Nebenbahnen. Der Gesetzestext und ein Kommentar dazu von 1893 finden sich bei W. Gleim. In den Ausführungsbestimmungen von 1898 wurden die Kleinbahnen differenziert in Straßenbahnen und nebenbahnähnliche Kleinbahnen. In der Folge setzte in Preußen ein Boom im Kleinbahn- und Straßenbahnbau ein, da die Gesetzeslage jetzt einheitliche und gegenüber Eisenbahnen erheblich vereinfachte Betriebsvorschriften und Genehmigungen vorsah. Angeregt durch diesen Erfolg übernahmen andere deutsche Länder den Grundgedanken dieser Gesetzgebung.
Auch in der Weimarer Republik bestanden diese Regelungen fort. Die Eisenbahngesetzgebung wurde bereits in den 1920er Jahren vereinheitlicht, aber erst 1937 die ab 1. April 1938 deutschlandweit geltende Verordnung über den Bau und Betrieb der Straßenbahnen, kurz BOStrab, erlassen und frühere Gesetze aufgehoben. Fortan wurde nurmehr zwischen Straßenbahnen einerseits (zu denen allerdings auch U-Bahnen und die Wuppertaler Schwebebahn gezählt wurden) und Eisenbahnen andererseits unterschieden.
Die Verkehrsunternehmen, die bisher unter die Kleinbahngesetzgebung der Länder fielen, mussten entscheiden, ob sie ihren Betrieb zukünftig als Straßenbahnen oder als Eisenbahnen durchführen wollten. Bedingt durch die vorangegangene unterschiedliche gesetzliche Entwicklung in den deutschen Ländern wurden ab 1938 zum Beispiel die großen Straßenbahn- und Kleinbahnnetze an Rhein und Ruhr (Preußen) bis auf Ausnahmen als Straßenbahnen betrieben, im Land Baden wurden vergleichbare elektrische Überlandbahnen zu Eisenbahnen.
Seit 1938 wurden die Bestimmungen immer wieder aktuellen Erfordernissen und Bedingungen angepasst; die Grundprinzipien – die Unterscheidung zwischen Straßenbahn und Eisenbahn mit vereinfachten Betriebsvorschriften für die Straßenbahn – blieben noch erhalten.

### Verbreitung in der ersten Hälfte des 20. Jahrhunderts

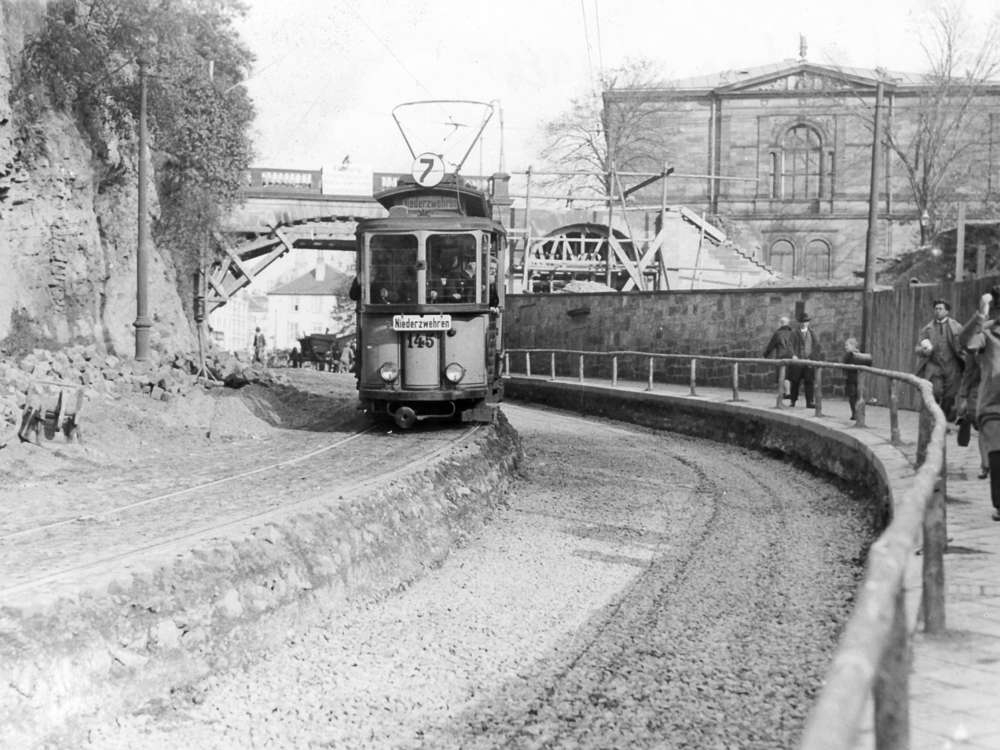
Zweigleisiger Ausbau einer Trasse der Straßenbahn Kassel, 1926

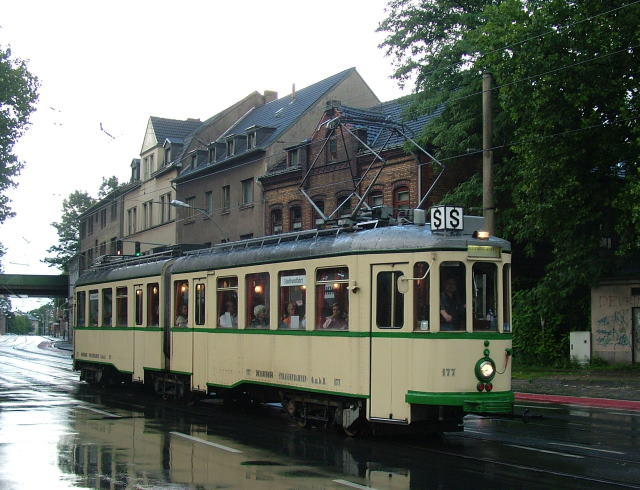
Der weltweit erste Straßenbahn-Gelenkwagen mit Jakobs-Drehgestell wurde 1926 in Duisburg in Dienst gestellt

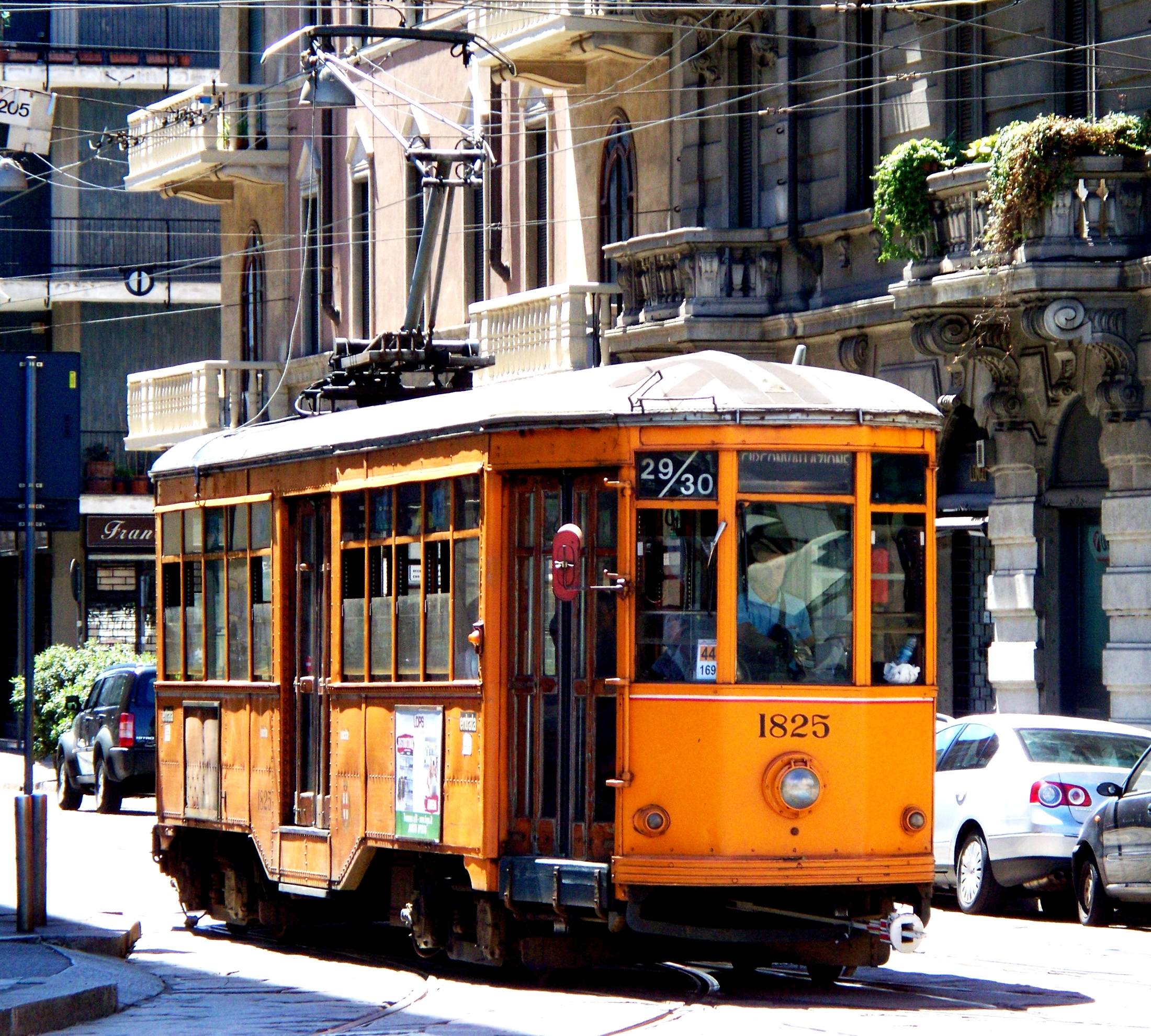
Die Mailänder Wagen des Typs Ventotto sind die ältesten planmäßig eingesetzten Straßenbahnwagen Europas

In rascher Folge wurden weltweit viele Straßenbahnbetriebe – in Deutschland gab es diese um 1900 in ca. 150 Städten – gegründet und verdrängten die anderen Traktionsarten. Die Straßenbahn entwickelte sich zum Massentransportmittel. Sie beeinflusste in maßgeblicher Weise Entwicklung und Planung der Städte, indem sie das Umland mit der Stadt verband und durch kostengünstige Reisemöglichkeiten und ihre große Beförderungskapazität die Bedingungen für die Ansiedlung großer Industrien an der Peripherie der Städte schuf.

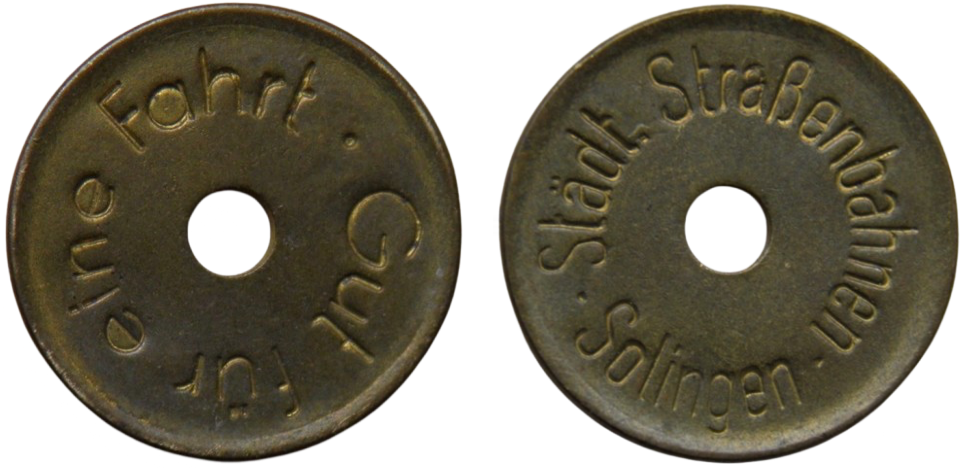
Alte Straßenbahnmünze aus Solingen

Anfang des 20. Jahrhunderts entstanden überwiegend in Europa und den USA sehr viele Bahnen, die auch außerhalb der Städte aus Kostengründen nicht auf eigener Trasse, sondern auf bereits vorhandenen Straßen verkehrten, ohne als Straßenbahn konzipiert zu sein. Die Konflikte mit dem Straßenverkehr waren durchaus programmiert und auch gewünscht. So weigerten sich manche Konzessionsbetriebe lange Zeit, ihre Gleise so zu verlegen, dass diese von anderen Fahrzeugen passiert oder überquert werden konnten. Diese Epoche wird als die Zeit der Eisenbahnschlachten in der Verkehrsgeschichte gehandelt.
Um 1920 war der Höhepunkt der Straßenbahnentwicklung erreicht, als in Europa, Nord- und Südamerika sowie Australien fast alle Groß- und Mittelstädte, aber auch viele Kleinstädte über Straßenbahnen verfügten. Zu jener Zeit waren ausgedehnte Überlandstraßenbahnnetze sehr verbreitet. Weltweit existierten damals über 3000 Straßenbahnbetriebe, nur wenige davon in Afrika und Asien. Es bestanden neben sehr großen Netzen auch diverse Klein- und Kleinstbetriebe, und in den Großstädten existierten oft mehrere, bis zu zwei Dutzend, einzelne, private Betriebe nebeneinander.

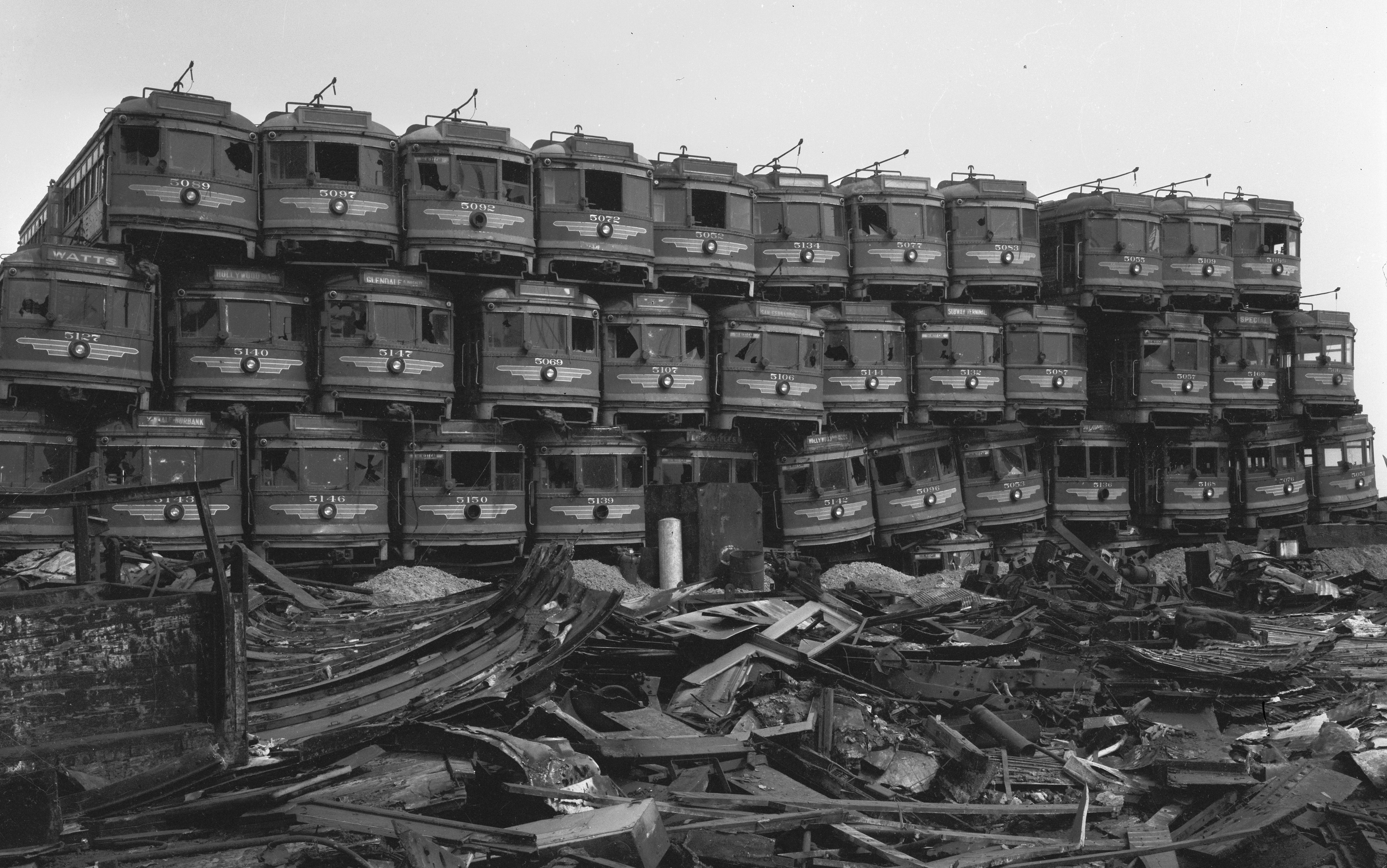
Ausgemusterte Straßenbahntriebwagen der Pacific Electric vor der Verschrottung

Zunächst in Nordamerika, später auch in Europa und den anderen Kontinenten, reduzierte sich mit dem Aufkommen des motorisierten Individualverkehrs die Zahl der Straßenbahnen. Die Betriebe mussten häufig geschlossen werden, da vielerorts jahrzehntelang kaum noch in sie investiert wurde und sie fast vollständig veraltet waren. Für die stillgelegten Straßenbahnen wurden häufig Oberleitungsbussysteme eingerichtet, in der Mehrzahl überwogen jedoch Omnibusse mit Verbrennungsmotoren.

### Die Zeit nach dem Zweiten Weltkrieg

Straßenbahn in Adelaide, Strecke: Adelaide–Glenelg

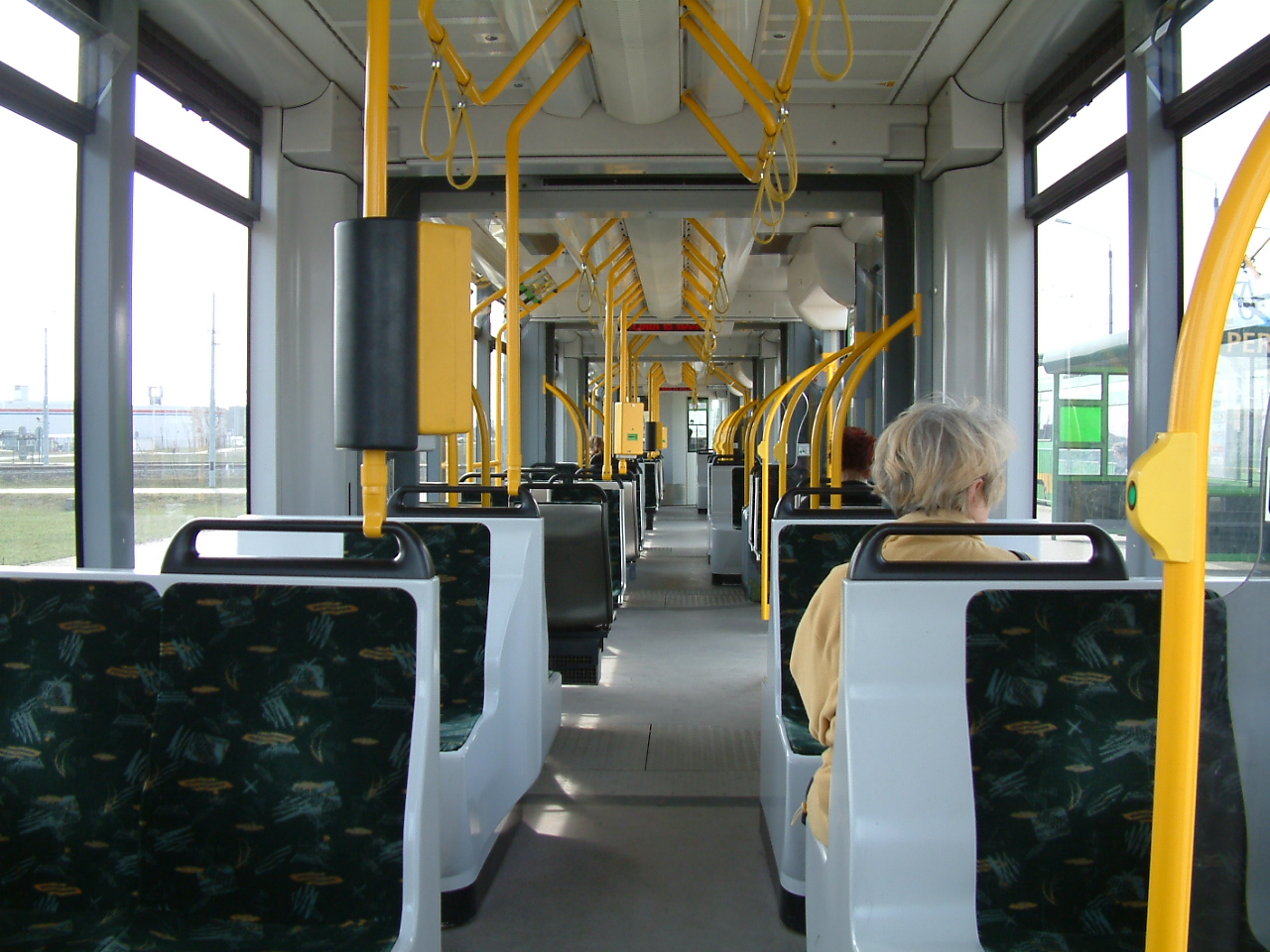
Fahrgastraum eines Combino in Posen

Die Stilllegungswelle verlangsamte sich zunächst durch den Zweiten Weltkrieg, da viele Busse für den Kriegsdienst verwendet wurden. Obwohl in der Sowjetunion nach Beendigung des Krieges ab 1945 neue Betriebe eröffnet wurden, nahm weltweit die Zahl der Straßenbahnbetriebe ab. Zudem war damals die Meinung vorherrschend, die Straßenbahn zerschneide und behindere den Verkehrsfluss, deshalb wurden auch unzerstörte Linien stillgelegt. Im einstigen Ostblock wurde dagegen konsequent auf Straßenbahnen gesetzt. Hier verschwanden andererseits Straßenbahnen – auch aus touristisch wichtigen und gut erschlossenen Bereichen wie der (Ost-)Berliner Mitte rund um den Alexanderplatz.
Um 1970 schien sicher zu sein, dass in wenigen Jahrzehnten der letzte Straßenbahnbetrieb im Westen aufgegeben werden würde. So wurden in jener Zeit überwiegend der Einsatz von Omnibussen und der Bau von U-Bahnen gefördert. Doch der extrem angestiegene motorisierte Individualverkehr in den Städten hatte die Lebensqualität, die Ölkrise das Bewusstsein der Menschen so verändert, dass eine neue Richtung der Verkehrspolitik erwogen werden musste.
Vor allem in mittelgroßen Städten, in denen sich der sehr teure U-Bahn-Bau nicht rechnet, kehrte die Straßenbahn zurück. In Westdeutschland, aber auch zahlreichen anderen Staaten war eine Modernisierung der Bahnen angestrebt, wobei sie häufig durch eigene Gleiskörper und den Bau einzelner Tunnelabschnitte aus dem allgemeinen Verkehrsfluss genommen wurden. Aus der Straßenbahn entstand so mancherorts eine Stadtbahn. Die steigenden Fahrgastzahlen bewiesen die Akzeptanz der Veränderung durch die Bevölkerung. Die Einführung der Niederflurtechnik zeigte die Möglichkeiten und die Bequemlichkeit des bewährten Verkehrsmittels.

### Verbreitung ab Ende des 20. Jahrhunderts

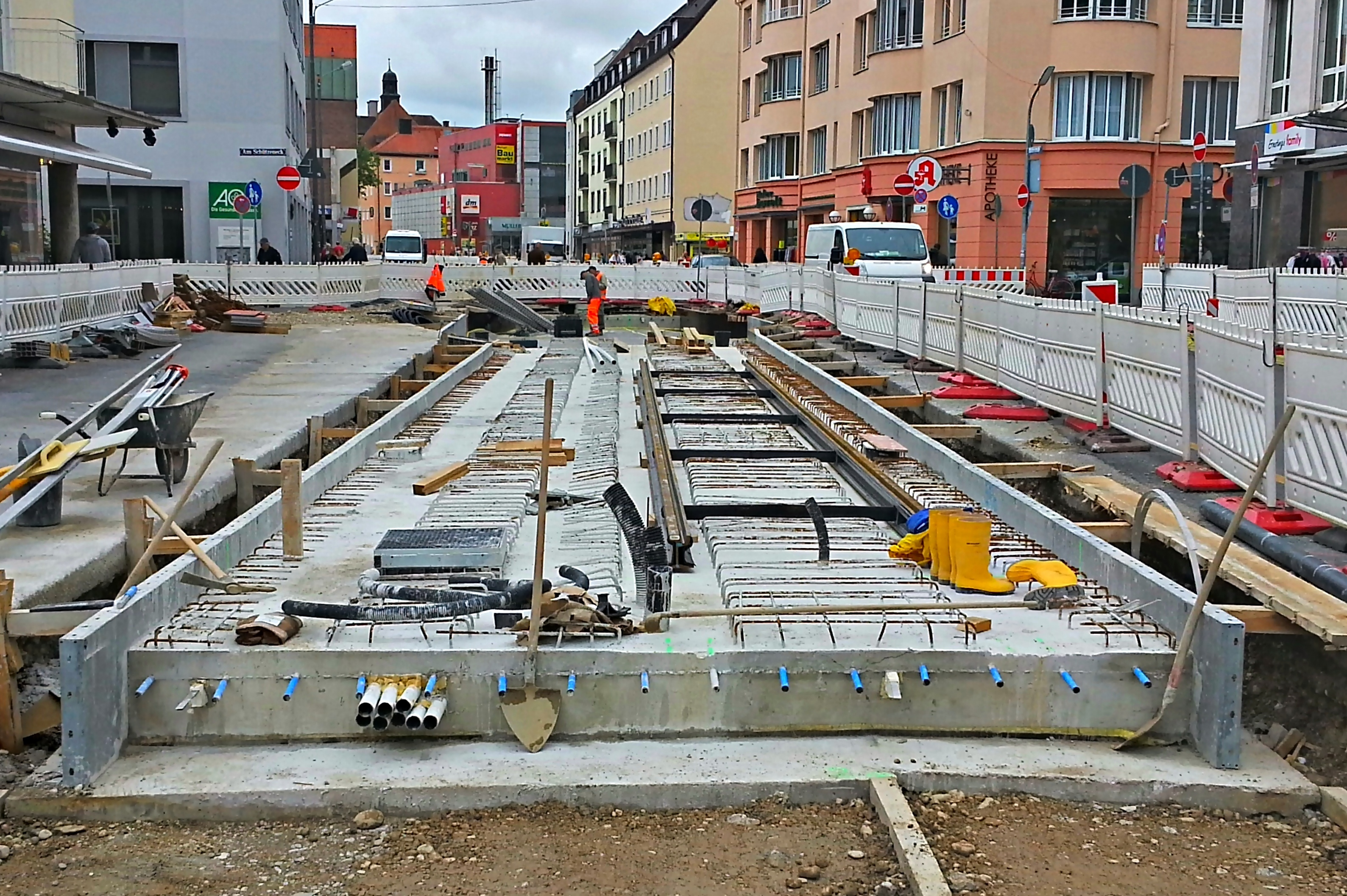
Neuverlegung eines Straßenbahngleises in München (2013)

Eine weltweite Trendwende begann 1980 zunächst in Nordamerika, etwas später auch in Europa, als neue Straßen- und Stadtbahnbetriebe eröffnet wurden. Als erste Stadt hat Edmonton in Kanada Anfang der 1980er Jahre begonnen, sein Straßenbahnnetz wieder aufzubauen. Ab etwa 1985 erreichte die Trendwende auch Europa. Obwohl seitdem auch einige kleine und unrentable Betriebe stillgelegt wurden, stieg durch Neueröffnungen die Anzahl der Straßenbahnbetriebe insgesamt an.
Die Wiedereinführung der Straßenbahn ging vielfach mit einem Umbau der durch sie genutzten Straßen und der Stadtzentren einher, indem die Aufteilung des Straßenraumes verändert wurde. Die Flächen für den motorisierten Individualverkehr wurden reduziert, und Straßenbahn, Radfahrer sowie Fußgänger bekamen mehr Platz. Besonders in Frankreich, aber auch in den USA finden sich Beispiele derartiger Verkehrspolitik.
Die teilweise Benutzung vorhandener oder brachliegender Eisenbahnstrecken – Karlsruhe war und ist hier beispielgebend – schuf weitere Möglichkeiten der Erschließung neuer Verkehrsräume. Die Menschen waren nun in der Lage, mit öffentlichen Verkehrsmitteln ohne Umsteigen zügig die Stadtzentren zu erreichen.
Sogar von Güterstraßenbahnen wird wieder gesprochen. In Dresden wurde durch die Straßenbahn der Güterverkehr zur Versorgung der Gläsernen Manufaktur abgewickelt. Der Transport der Fahrzeugteile geschah mit eigens dafür gefertigten Güterstraßenbahnwagen, der CarGoTram. Aufgrund der Neuausrichtung der Produktionsstätte wurde der Betrieb Anfang 2016 vorübergehend eingestellt, eine Wiederaufnahme erfolgte 2017. Inzwischen wurde dieser Betrieb endgültig eingestellt.
Auch in Wien war eine Studie mit dem Projekttitel Güterbim in Auftrag, die die Straßenbahn als Gütertransportmittel innerhalb der Stadt untersuchte. Mangels Interesse potenzieller Kunden endete das Projekt ergebnislos. In Zürich wird unter dem Namen Cargotram-Zürich versucht, die Entsorgung von Sperrmüll per Straßenbahn zu organisieren.

## Perspektiven

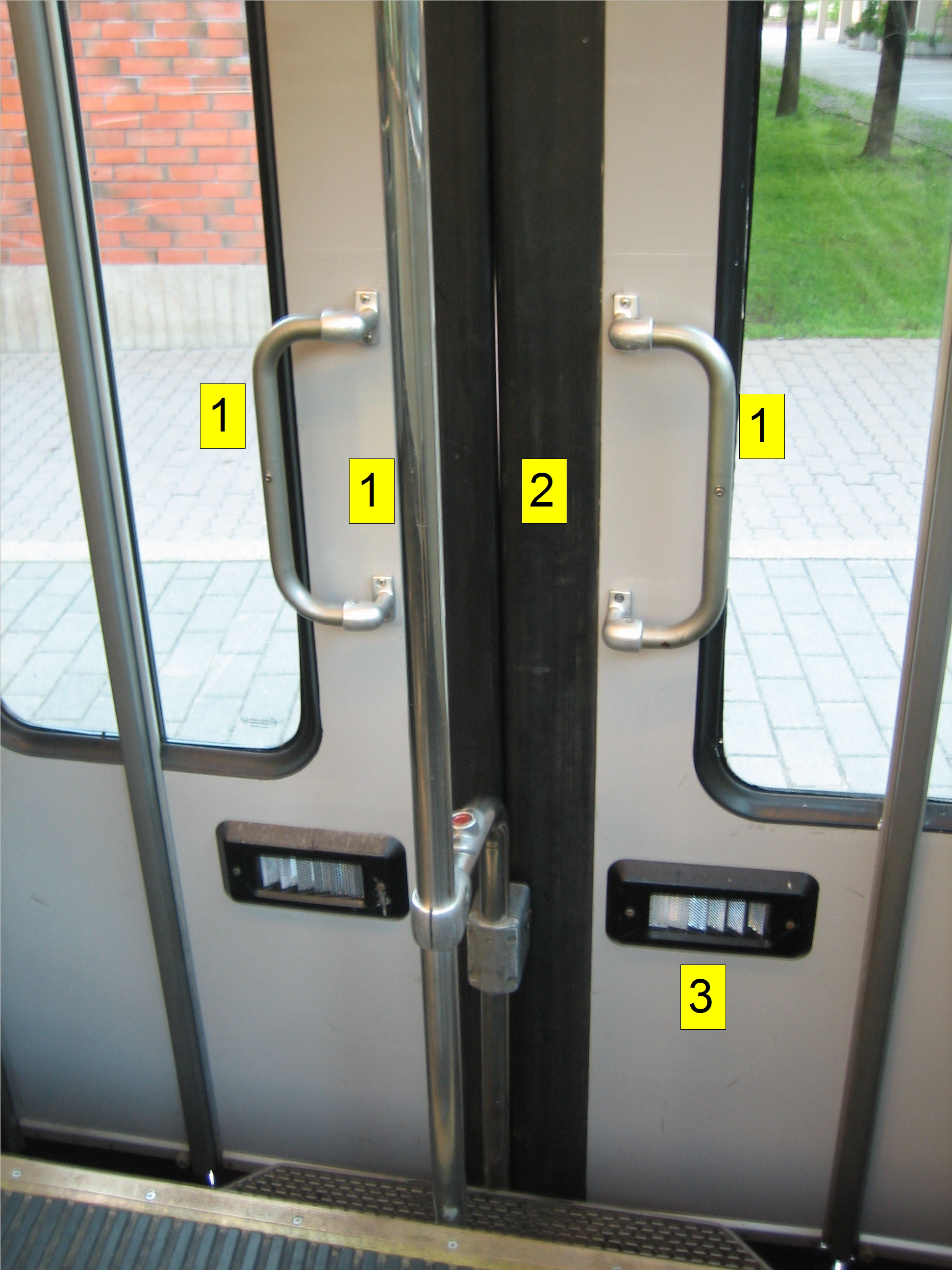
Falttür einer Straßenbahn:
Markierte Sicherheitseinrichtungen:
(1) Handgriffe,
(2) Schließdrucksicherung,
(3) Hindernisdetektor

Gab es um 1980 nur noch etwa 300 Straßenbahnbetriebe weltweit, so sind es schon wieder rund 390. Laut UITP, des internationalen Verbands für öffentliches Verkehrswesen, sei gegenwärtig zudem etwa 100 Straßen- und Stadtbahnsysteme in Bau bzw. in Planung.
Nach Einschätzung der UITP wird sich die seit Anfang der 1980er Jahre veränderte Verkehrspolitik fortsetzen. Diese macht einerseits durch den stärkeren Umweltschutzgedanken das Verkehrsmittel Straßenbahn wieder populär und verhindert andererseits geplante U-Bahn-Bauvorhaben aufgrund nicht ausreichender finanzieller Mittel. Obwohl es in Zukunft sicher weiterhin zu einzelnen Stilllegungen kleiner oder unrentabler Betriebe kommen wird, ist also insgesamt mit einer weiteren Zunahme von Straßenbahnbetrieben zu rechnen.
Wachstumsmarkt für Straßenbahnen dürfte China werden: Bis zum Jahr 2020 sollen in 36 Städten insgesamt mehr als 5.000 Kilometer Straßenbahnstrecken gebaut werden. Umgerechnet 500 Milliarden Euro sind dafür notwendig.

### Wirtschaftlicher Einsatz
Im Stadtverkehr ist der Einsatz von Straßenbahnen dort sinnvoll, wo die vorhandenen Fahrgastzahlen einen Betrieb mit Buslinien unwirtschaftlich werden lassen, wo für den Bau einer U-Bahn jedoch die Fahrgastzahlen auch perspektivisch zu niedrig sind. Für eine U-Bahn werden als Spitzenwert 4.000 Fahrgäste pro Stunde und Richtung benötigt. Für deutsche Verhältnisse gilt als Faustregel, dass eine Straßenbahnlinie ab etwa 4000 Fahrgästen pro Werktag wirtschaftlicher als eine Buslinie ist. Bei circa 30.000 bis 40.000 Fahrgästen je Tag ist die Grenze erreicht, bei der ein U-Bahn-Betrieb betriebswirtschaftlich sinnvoller ist. Hierbei ist zu beachten, dass eine reine Linienbetrachtung in den wenigsten Fällen ausreicht, da beim Systemwechsel in der Regel umfangreiche Linienanpassungen im betroffenen Netz vorgenommen werden.
Neben diesem quantitativen Einsatzkriterium gibt es weitere qualitative Einsatzmerkmale, die auch in Fällen, in denen diese genannten Fahrgastzahlen nicht erreicht werden, einen Straßenbahnbetrieb gegenüber einem Busbetrieb vorteilhaft werden lassen.
Die Universität Kassel entwickelt und erprobt seit 2019 bis 2022 zusammen mit einem Forschungskonsortium ein digitales System, das unter anderem Informationen über den Belegungszustand von Bussen und Straßenbahnen bereitstellen, die Anschlusssicherheit beim Umsteigen verbessern und mit einem Lieferdienst die separate Beförderung von Einkäufen und Gepäck ermöglichen soll.

### Vorteile

#### Komfort
Eine Straßenbahn hat die für schienengebundene Verkehrsmittel typische Laufruhe und damit einen hohen Fahrkomfort. Dies wird insbesondere beim Einsatz moderner und leiser Fahrzeuge erreicht. Bei Bussen kann vergleichsweise die Laufruhe stärker von unterschiedlichen Fahrbahnzuständen beeinflusst werden. Verkehrt die Straßenbahn an der Oberfläche, so müssen zu den Haltestellen im Allgemeinen keine Treppen überwunden werden. Hochbahnsteige oder Niederflurfahrzeuge erleichtern den Einstieg für Rollstuhlbenutzer, ältere Leute und Fahrgäste mit Kinderwagen, Fahrrädern oder Gepäck.

#### Fahr- und Reisegeschwindigkeit
Mittlere Fahrgeschwindigkeiten städtischer Verkehrsmittel hängen immer vom Haltestellenabstand und den Haltezeiten und Interaktionen mit anderen Verkehrsteilnehmern ab. So erreicht die moderne Straßenbahn von Bordeaux als schnellste Straßenbahn Frankreichs eine Durchschnittsgeschwindigkeit (inklusive der Stationsaufenthalte) von 21 km/h.
Bei Straßenbahnen können im Stadtverkehr dann hohe Reise- und Fahrgeschwindigkeiten erreicht werden, wenn ein großer Teil der Strecke auf unabhängigem oder besonderem Bahnkörper geführt wird oder die Straßenbahn an Ampeln eine Vorrangschaltung besitzt und vor Störungen geschützt wird. Auf kurzen und mittellangen Strecken kann eine Straßenbahn sogar mit U-Bahnen konkurrieren, da die Gesamtreisezeit des Fahrgastes durch kurze Zu- und Abgangswege an den meist ebenerdigen Haltestellen (keine Treppen) und dichtere Haltestellenabstände verkürzt wird.

#### Flächendeckung
Die Straßenbahn ist das einzige Schienenverkehrsmittel, das eine hohe Flächendeckung erreichen kann. Dadurch können viele Direktverbindungen angeboten werden, wodurch die Zahl der Umsteigevorgänge reduziert und damit die Reisezeit verkürzt wird.

#### Betriebliche Flexibilität

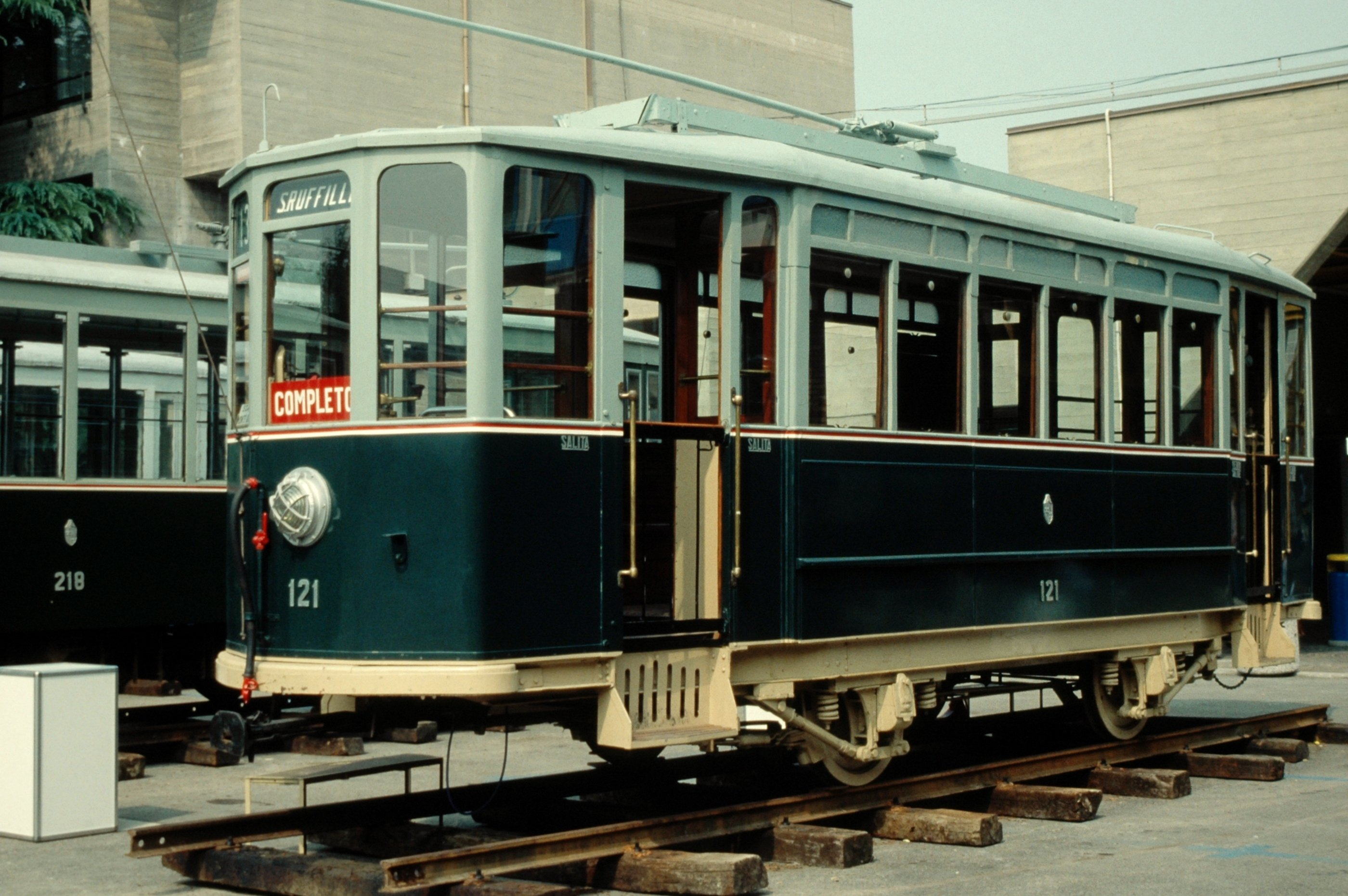
Ein Wagen der Straßenbahn Bologna mit Steckschild „COMPLETO“ in der Frontscheibe, in diesem Fall durften keine weiteren Fahrgäste mehr zusteigen, um eine Überfüllung zu vermeiden

Ein Vorteil gegenüber Bussen ist die Möglichkeit der Zugbildung. Die variable Beigabe von Bei- oder weiteren Triebwagen vergrößert die Kapazität, ohne dass der Personalbedarf erhöht wird, wie es etwa bei Einsatzbussen unvermeidlich ist. Die Straßenbahn kann somit Verkehrsspitzen im Berufsverkehr und Schwachlastzeiten mit jeweils angepasstem Fahrzeugeinsatz abdecken. Durch die in der Bau- und Betriebsordnung Straßenbahn festgesetzte maximale Zuglänge von 75 Metern können Straßenbahnzüge vergleichsweise viele Fahrgäste auf einmal befördern.

#### Schienenbonus
In Deutschland wird besonders gegenüber dem Bus mit dem Schienenbonus geworben. Dieser Begriff wird verwendet, um eine Kundenpräferenz für schienengebundene Verkehrsmittel gegenüber Omnibussen zu quantifizieren.

#### Umweltfreundlichkeit
Da bei der Straßenbahn im Gegensatz zu Omnibussen die Energie nicht lokal produziert wird, sondern aus Oberleitungen bezogen wird, entstehen am Betriebsort keine Emissionen für die Energieherstellung. Davon profitieren besonders Anwohner von Straßenbahnstrecken und Städte, in denen aufgrund des dichten Kfz-Verkehrs die Umweltverschmutzung ohnehin sehr groß ist. Die lokalen Feinstaubemissionen sind bei der Straßenbahn hingegen nur unwesentlich niedriger als beim Omnibus, was auf den Abrieb von Rädern, Schienen, Stromabnehmern und Oberleitung zurückzuführen ist.
Die konkrete Umweltfreundlichkeit der Straßenbahn hängt maßgeblich vom verwendeten Strommix sowie den verwendeten Fahrzeugen, dem Beschaffungsintervall und der Auslastung der Fahrzeuge ab.
In Annahme der durchschnittlichen Flottenzusammensetzung sowie Auslastung der einzelnen Verkehrsträger ergeben sich in der Schweiz folgende Umweltbilanz pro Personenkilometer, wobei auch die Energieproduktion und die Herstellung der Fahrzeuge und Infrastruktur miteinbezogen wurden:
| Ausstoß pro Personenkilometer   | Energieverbrauch (MJ-Äquivalente) | Treibhausgase (g CO2-Äquivalente) | Stickoxide (mg NOx) | Feinstaub PM10 (mg) | Feinstaub PM2.5 (mg) |
| ------------------------------- | --------------------------------- | --------------------------------- | ------------------- | ------------------- | -------------------- |
| Tram (CH)                       | 1,79                              | 42,74                             | 77,13               | 28,09               | 10,12                |
| Trolleybus (CH)                 | 1,68                              | 29,96                             | 43,50               | 32,73               | 16,44                |
| Autobus                         | 2,26                              | 152,23                            | 811,96              | 42,19               | 25,29                |
| Personenwagen (Strecken < 5 km) | 3,29                              | 208,82                            | 336,34              | 65,14               | 32,33                |

Es zeigt sich, dass unter schweizerischen Bedingungen die Infrastruktur besonders stark wiegt, da Trolley- und Autobuslinien in der Regel die normale Straßeninfrastruktur mitnutzen.

#### Stadtentwicklung
Laut einer neueren Studie der Bergischen Universität Wuppertal hat eine Straßen- oder auch Stadtbahnlinie einen positiven Einfluss auf die Entwicklung eines Stadtteiles. Dies bezieht sich sowohl auf die Immobilienpreise als auch den Einzelhandel. Umgekehrt lassen sich nach Verlagerung oder Stilllegung einer Linie gegenteilige Entwicklungen nachweisen.

#### Weiche Faktoren
Die folgenden Faktoren sind eher subjektiv und regional unterschiedlich. Durch die Führung der Straßenbahn an der Oberfläche hat sie einige Vorteile gegenüber U-Bahnen und Bussen. Die hohe Präsenz der Straßenbahn im öffentlichen Raum macht die Linienführung ohne weiteres erkenn- und nachvollziehbar, führt aber auch zu möglichen Beeinträchtigungen von Parkraum und Kfz-Verkehr und erhöht die Ansprüche an die architektonische Einbindung. Die Fahrgäste erleben den Stadtraum und das Stadtleben unmittelbar mit. Nicht nur Sonderfahrten (in historischen Wagen, in „Christkindl“- oder Partytrams), bereits die alltägliche Benutzung vermittelt Urbanität. Die Präsenz wie der ebenerdige Zugang an beleuchteten Haltestellen verbessert auch abends und nachts das subjektive Sicherheitsgefühl. Der Neubau von Straßenbahnen hat oft erhebliche Konflikte um die neue Infrastruktur zur Folge – nach der Durchsetzung weist die Tram gegenüber dem Bus den Schienenbonus wie auch eine höhere Identifikation klassischer Tramstädte und Tramanlieger mit diesem Verkehrsmittel auf.

### Nachteile

#### Schienengebundenheit

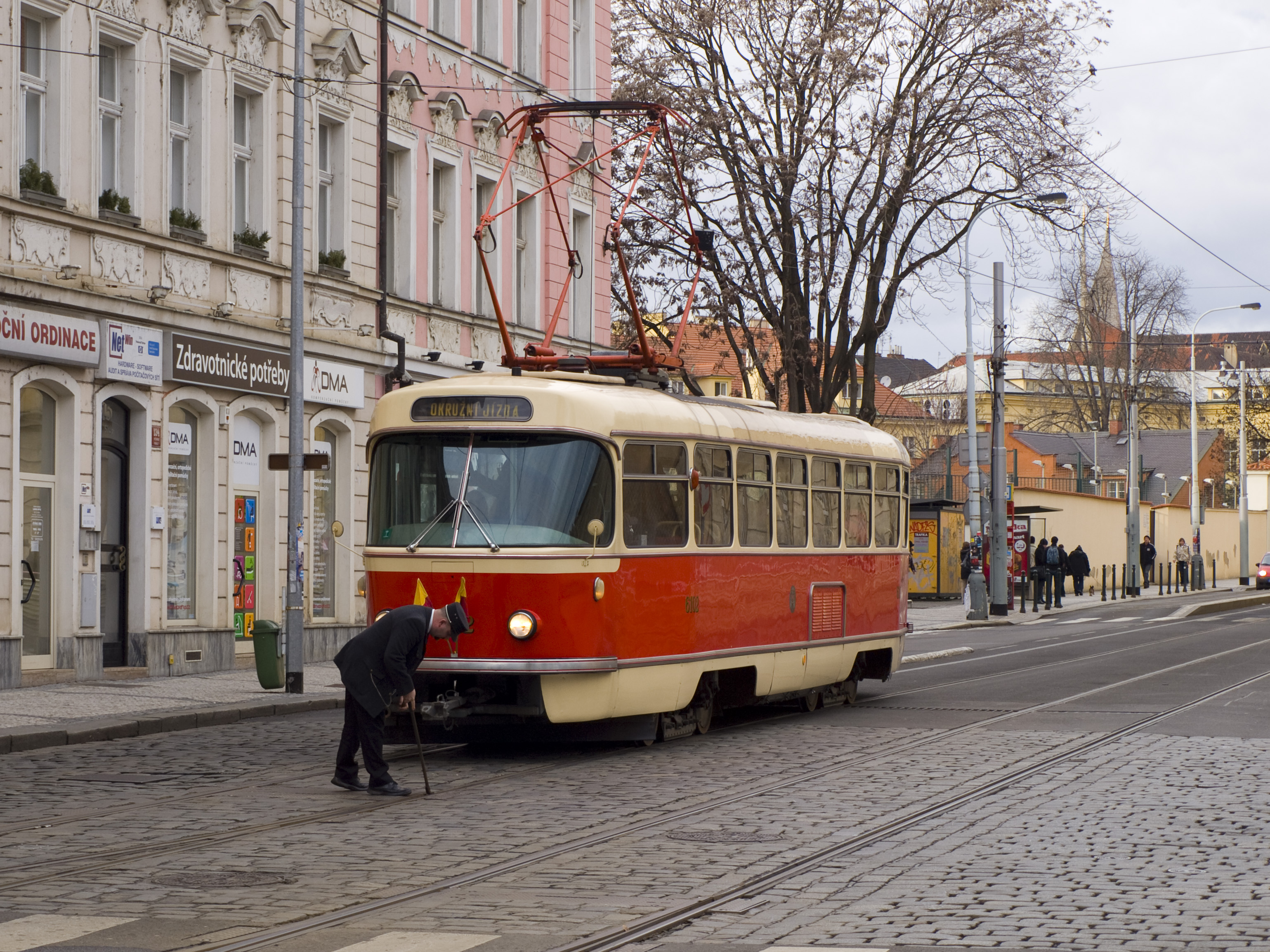
Ein Weichenstelleisen gehört zur Grundausstattung eines Straßenbahntriebwagens

Da die Straßenbahnzüge an Schienen gebunden sind, können sie im Straßenverkehr leicht behindert werden, z. B. durch im Gleisbereich abgestellte Kraftfahrzeuge. Bei Baustellen sind in Straßenbahnnetzen nur Umleitungen möglich, wenn eine Parallelstrecke vorhanden ist. Ist dies nicht der Fall, bleibt nur die zeitweilige, ggf. teilweise Einstellung der die betroffene Strecke befahrenden Linien und die Einrichtung von Schienenersatzverkehr oder die mit zusätzlichen Kosten verbundene Verlegung von besonderen Gleisen für die Zeit der Bauarbeiten. In Netzen mit Zweirichtungswagen ist das Einrichten von zeitweiligen Linienendpunkten prinzipbedingt etwas einfacher.
Auch die Anpassung an veränderte Verkehrsströme ist meist nur mit vergleichsweise großem Aufwand möglich.

#### Hohe Fahrzeugkosten
Die Preise für neues Rollmaterial sind in den letzten Jahren stark gestiegen. Dies ist mitunter auf neue Technik z. B. in der Fahrgastinformation zurückzuführen, die auch in anderen öffentlichen Verkehrsmitteln Einzug gehalten haben. Moderne Straßenbahnfahrzeuge kosten je nach Ausführung zwischen 1,5 Millionen und 4 Millionen Euro. Omnibusse sind zwar in der Anschaffung billiger, erreichen jedoch in der Regel lediglich eine Lebensdauer von acht bis zwölf Jahren, während Straßenbahnwagen mit entsprechenden Retrofit-Programmen 30 bis 50 Jahre eingesetzt werden können. Weiterhin bieten Straßenbahnen üblicherweise mehr Fahrgästen Platz als ein Omnibus oder Oberleitungsbus, wodurch weniger Fahrzeuge benötigt werden, um dieselbe Menge Passagiere zu transportieren. Bezogen auf die Rollmaterialkosten pro Personenkilometer schneidet die Straßenbahn daher bei gleicher Auslastung der Fahrzeuge nach wie vor günstiger ab.

#### Störung des Stadtbildes

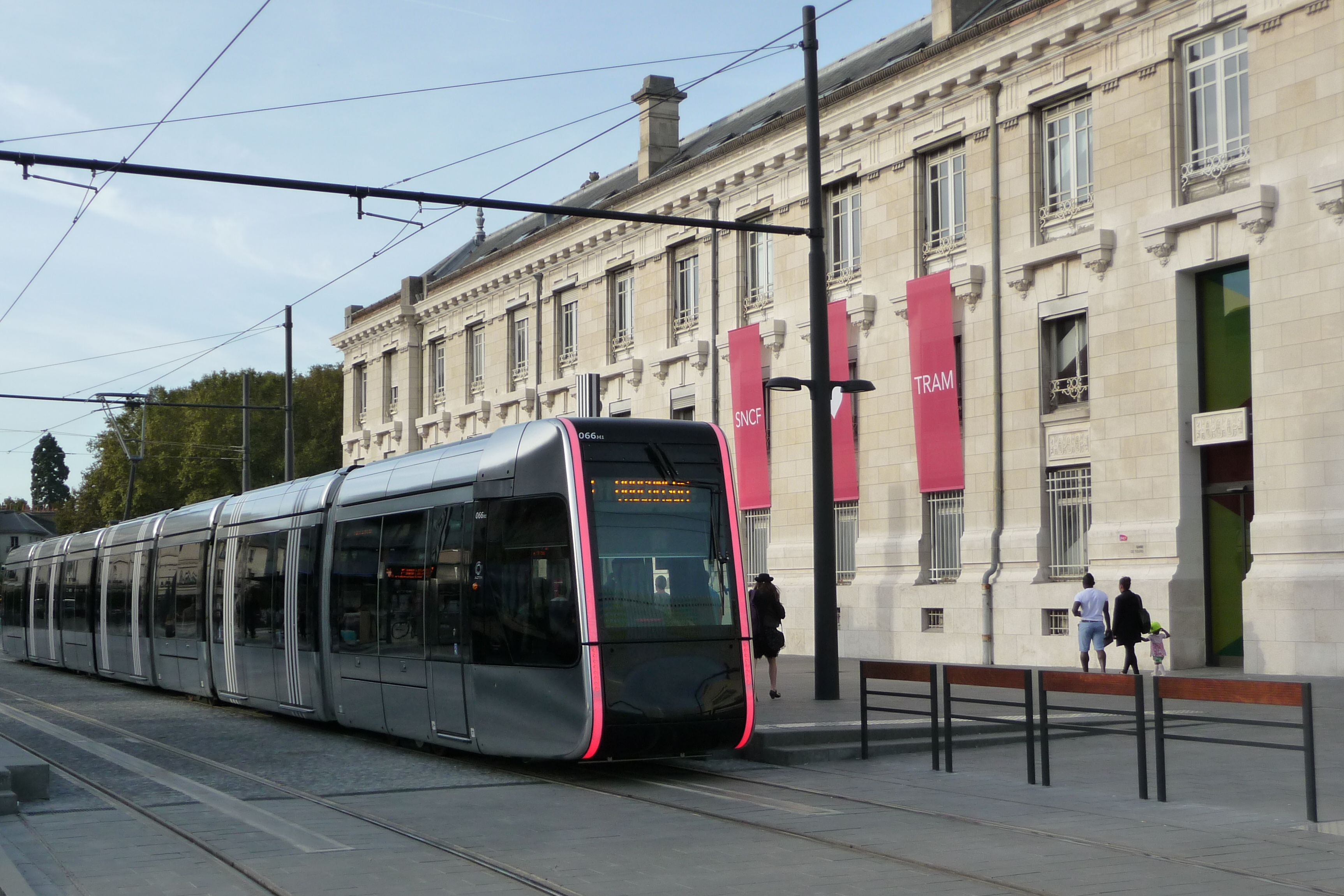
Futuristischer Straßenbahn-Gelenktriebwagen von Tours in Frankreich

Durch ihre Oberleitung und die Schienen können Straßenbahnen an (historisch) interessanten Orten als störend empfunden werden. Dieses Phänomen wird durch Kettenfahrleitungen und überdimensionierte Haltestellenmasten verstärkt. Es gibt allerdings auch die Möglichkeit, dank einer zusätzlichen Stromschiene zwischen den Fahrschienen auf die Oberleitung zu verzichten, wie es 2004 im Zentrum von Bordeaux realisiert wurde. Oder die Fahrzeuge werden mit Energiespeichern, etwa auf Kondensatorbasis, ausgerüstet, mit denen sie kurze Strecken ohne Fahrleitung befahren können. Der Einsatz einer derartigen Technik ist auf einer Strecke in Heidelberg geplant, um Störungen empfindlicher Gerätschaften in Universitätsgebäuden entlang der Strecke durch elektromagnetische Felder zu vermeiden. Die entsprechenden Variobahnen sind bereits ausgeliefert und befinden sich auf anderen Strecken im Einsatz.

#### Erschütterungen, Lärm
Vor allem in Städten, die noch über alte Straßenbahntrassen verfügen, fehlt eine Schwingungsdämpfung beispielsweise durch eine Neopren-Lagerung der Gleise. Durch sich im Untergrund ausbreitenden Körperschall können Erschütterungsschäden an Gebäuden entstehen. Bei einer Gleisbettung nach dem Stand der Technik wird eine solche Gefährdung ausgeschlossen. Ein zusätzliches Problem kann Schienenverkehrslärm darstellen.

#### Fahrzeit
Im Vergleich zu S- und U-Bahnen sind Straßenbahnen in der reinen Fahrzeit deutlich langsamer, was zum einen an der dichteren Haltestellenfolge liegt, zusätzlich kommen oft Wartezeiten an Ampelkreuzungen dazu, die bei Bahnen ohne niveaugleiche Kreuzungen entfallen. Muss sich die Straßenbahn die Strecke mit dem Individualverkehr teilen, so kann es hier zu weiteren Verzögerungen durch ein- und ausparkende Fahrzeuge, Stauungen usw. kommen. Diese Tatsache steht scheinbar im Widerspruch zu ihren Vorteilen hinsichtlich der Reisegeschwindigkeit, tatsächlich kann der objektive Nachteil längerer Fahrzeit (teilweise oder vollständig) kompensiert werden, und dadurch ist die Reisezeit mit der Straßenbahn durch den Fortfall von Zu- und Abgangswegen auf kurzen und mittleren Strecken geringer (z. T. erheblich geringer) als die von in gleichen Distanzen verkehrenden S- und U-Bahnen.

#### Sicherheit
Straßenbahnenfahrzeuge stellen aufgrund ihrer vergleichsweise hohen Fahrzeugmasse eine höhere Gefahr als Busse für andere Verkehrsteilnehmer dar. Bis zum Stehen hat ein Straßenbahnwagen bei trockener Fahrbahn im Vergleich zum Bus den dreifachen Bremsweg. Reibwertunabhängige Bremsen wie Magnetschienenbremsen kompensieren dieses Risiko zwar teilweise, doch ist die mögliche Bremsverzögerung mit Rücksicht auf stehende Fahrgäste begrenzt. Zudem ist es an Straßenbahnhaltestellen im Gegensatz zu Eisenbahn- oder U-Bahn-Stationen in der Regel erlaubt, die Gleise zu überschreiten. Hier besteht insbesondere an großen Umsteigehaltestellen eine Gefahr für gleisquerende Fahrgäste, die Annäherung der leisen Wagen nicht rechtzeitig wahrzunehmen und von diesen ggf. erfasst zu werden. Diese Art der Gefährdung besteht bei unabhängig trassierten Systemen nicht, da hier ein niveaugleiches Queren der Gleise durch Fahrgäste in der Regel nicht erlaubt und baulich meist auch nicht möglich ist. Bei winterlichen Extremsituationen (Regenfälle nach vorheriger Frostperiode) kann es in seltenen Fällen durch Eisbildung an den Oberleitungen zu deren Bruch kommen. Unter Spannung stehende Fahrleitungsenden, die dann herunterhängen, können eine Gefahr für Passanten und andere Verkehrsteilnehmer darstellen.
Im Straßenplanum verlegte Rillenschienen können für einspurige Fahrzeuge wie Motorräder und insbesondere Fahrräder eine Sturzgefahr darstellen, wenn diese längs bzw. in spitzem Winkel schräg überquert werden. Bei mehrspurigen Fahrzeugen besteht die Gefahr des plötzlichen Verlusts bzw. der starken Minderung der Bodenhaftung beim Wechsel von Asphalt zu Stahl. Dies kann besonders bei Regen zu Unfällen führen.
Die absolute Zahl der Getöteten und Schwerverletzten bei Unfällen mit Straßenbahnen bezogen auf den Gesamtverkehr ist vergleichsweise gering, wird das Unfallgeschehen jedoch auf die Fahrleistung bezogen und mit dem anderer Verkehrsmittel (z. B. Busse und Personenkraftwagen) verglichen, so hat der Straßenbahnverkehr ein relativ hohes Unfallrisiko. Am 13. Juli 1947 ereignete sich bei der Straßenbahn Ústí nad Labem einer der schwersten Unfälle mit 30 Todesopfern und weiteren 76 Verletzten, als bei einem vollbesetzten Zug in einer langen Gefällestrecke die Bremsen versagten und es in einer Ausweiche zu einem Frontalzusammenstoß kam.

## U-Straßenbahn
Als U-Straßenbahn, kurz U-Strab, in Belgien auch Prémetro, nur in Wien auch U-Straba, werden Straßenbahnen klassifiziert, die teilweise im Tunnel und dadurch unbehindert vom sonstigen Verkehr verkehren. In einigen Städten waren U-Straßenbahnen der Ursprung von Stadtbahnsystemen, die dort teilweise auch „U-Bahn“ genannt werden. Dazu zählen insbesondere Köln und Stuttgart. In Wien führt die U-Bahn-Linie U2 zwischen den Stationen Karlsplatz und Schottentor über die U-Straba-Strecke der ehemaligen Straßenbahnlinien E2, G2 und H2 mit ihren Stationen Museumsquartier, Volkstheater und Rathaus. Auch die offiziell als Stadtbahn eingestuften Dortmunder Linien U43 und U44 sind de facto noch eher U-Straßenbahn-Linien.

## Überlandstraßenbahn

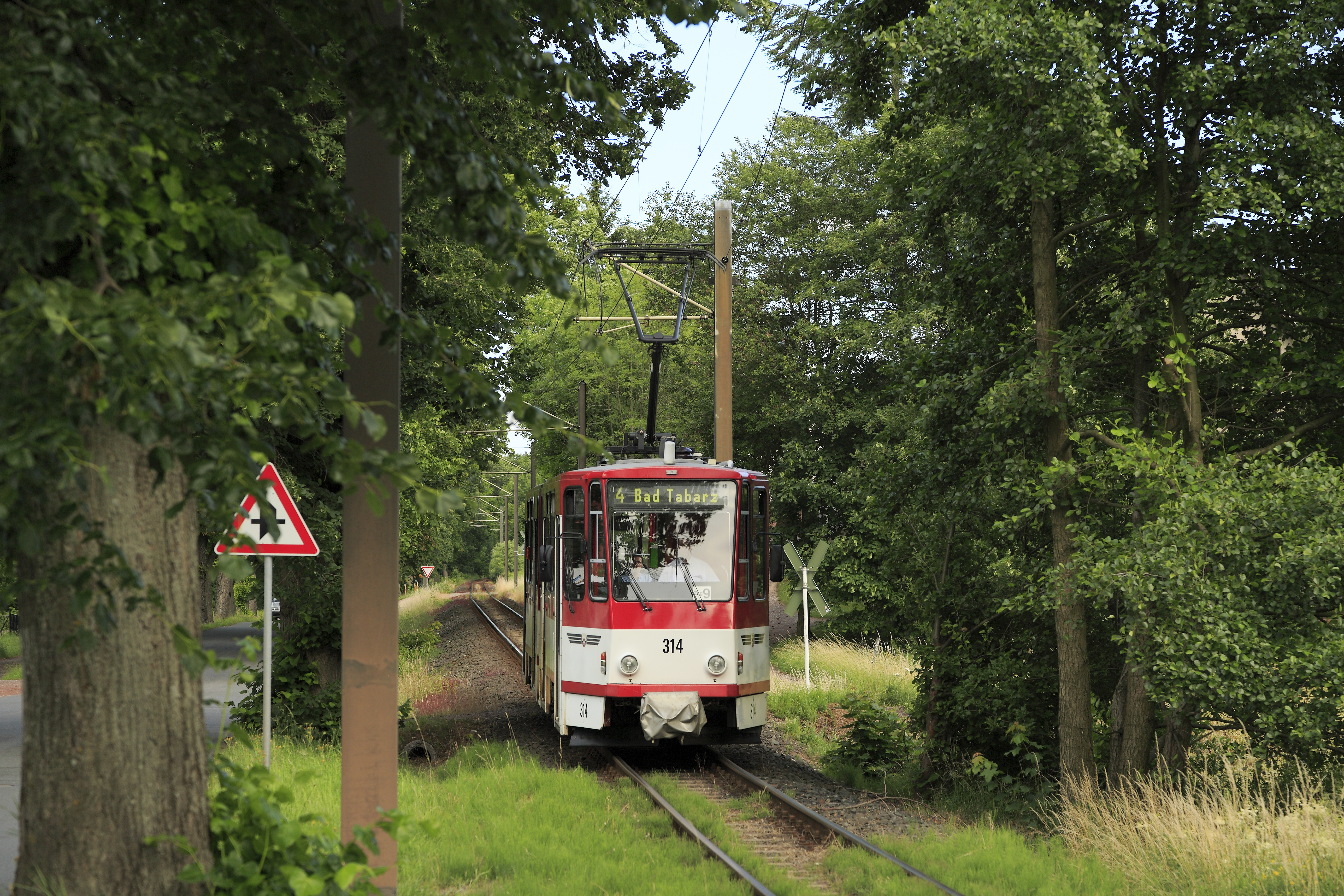
Die von Gotha ausgehende Thüringerwaldbahn ist eine klassische Überlandstraßenbahn

Im Bereich mancher Ballungszentren wie der Metropolregion Rhein-Ruhr sind die Streckennetze mehrerer Straßenbahnbetriebe untereinander verbunden. Solche Verbindungsstrecken werden auch als Überlandstraßenbahn bezeichnet. Beispiele sind die U79 der Rheinbahn zwischen Düsseldorf und Duisburg oder die U70/76 zwischen Düsseldorf und Krefeld sowie das Projekt Stadt-Umland-Bahn Nürnberg–Erlangen–Herzogenaurach. Weitere deutsche Beispiele sind die Thüringerwaldbahn, die Straßenbahnstrecke Halle-Ammendorf–Bad Dürrenberg, die Straßenbahn Schöneiche bei Berlin, die Straßenbahn Woltersdorf oder die Kirnitzschtalbahn. In Österreich trifft dies auf die Innsbrucker Mittelgebirgsbahn zu.

## Tram Train

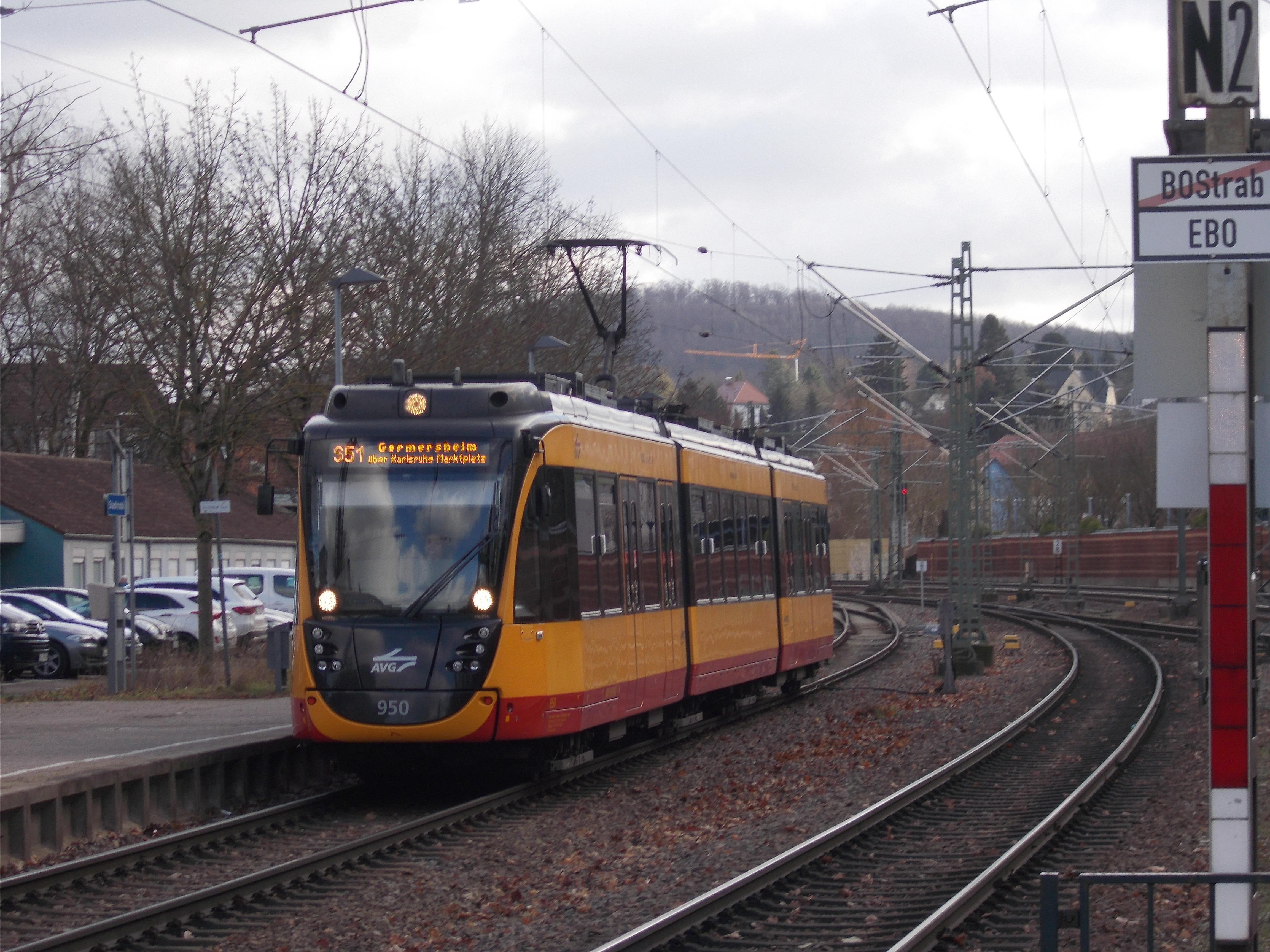
ET 2010 der Albtal-Verkehrs-Gesellschaft aus Karlsruhe

Als Tram-train wird heute ein Straßenbahnzug bezeichnet, der sowohl auf Straßenbahn- als auch auf Eisenbahnstrecken eingesetzt werden kann. Der Begriff ist allerdings im deutschen Sprachraum unüblich. Die Wagen müssen oft an die unterschiedlichen Maße insbesondere im Herzstückbereich von Weichen und Kreuzungen, meist auch an unterschiedliche Fahrleitungsspannungen angepasst und zusätzlich mit Fahrzeuggeräten für die erforderlichen Zugbeeinflussungen ausgerüstet werden. Solche Mischbetriebszüge verkehren in Deutschland sowohl nach dem Regeln der BOStrab als auch der EBO.
Die frühen Mischbetriebe wie die Spandau-West–Hennigsdorfer Kleinbahn oder die Lokalbahn Wien–Baden erforderten noch oberbauseitige Anpassungen wie bewegliche Herzstückspitzen und bezogen nur vorher nicht elektrifizierte Eisenbahnstrecken ein. Die Mischbetriebswagen waren damit nicht freizügig einsetzbar. Gleichzeitig gab es insbesondere in Österreich-Ungarn Straßenbahnnetze, wo die technischen Normen von Eisenbahnstrecken Anwendung fanden und ein Übergang von Fahrzeugen problemlos möglich war und ist. Beispiele dafür sind die Straßenbahn Ostrava und die Straßenbahn Budapest.
Das erste Netz in Deutschland mit Kompromissradsätzen für einen uneingeschränkten Fahrbetrieb im Straßen- und Eisenbahnnetz und unter Nutzung der Fernbahnelektrifizierung entstand 1992 in Karlsruhe. Weitere Betriebe folgten, wie zum Beispiel die RegioTram Kassel im Jahr 2007.

## Schnellstraßenbahn

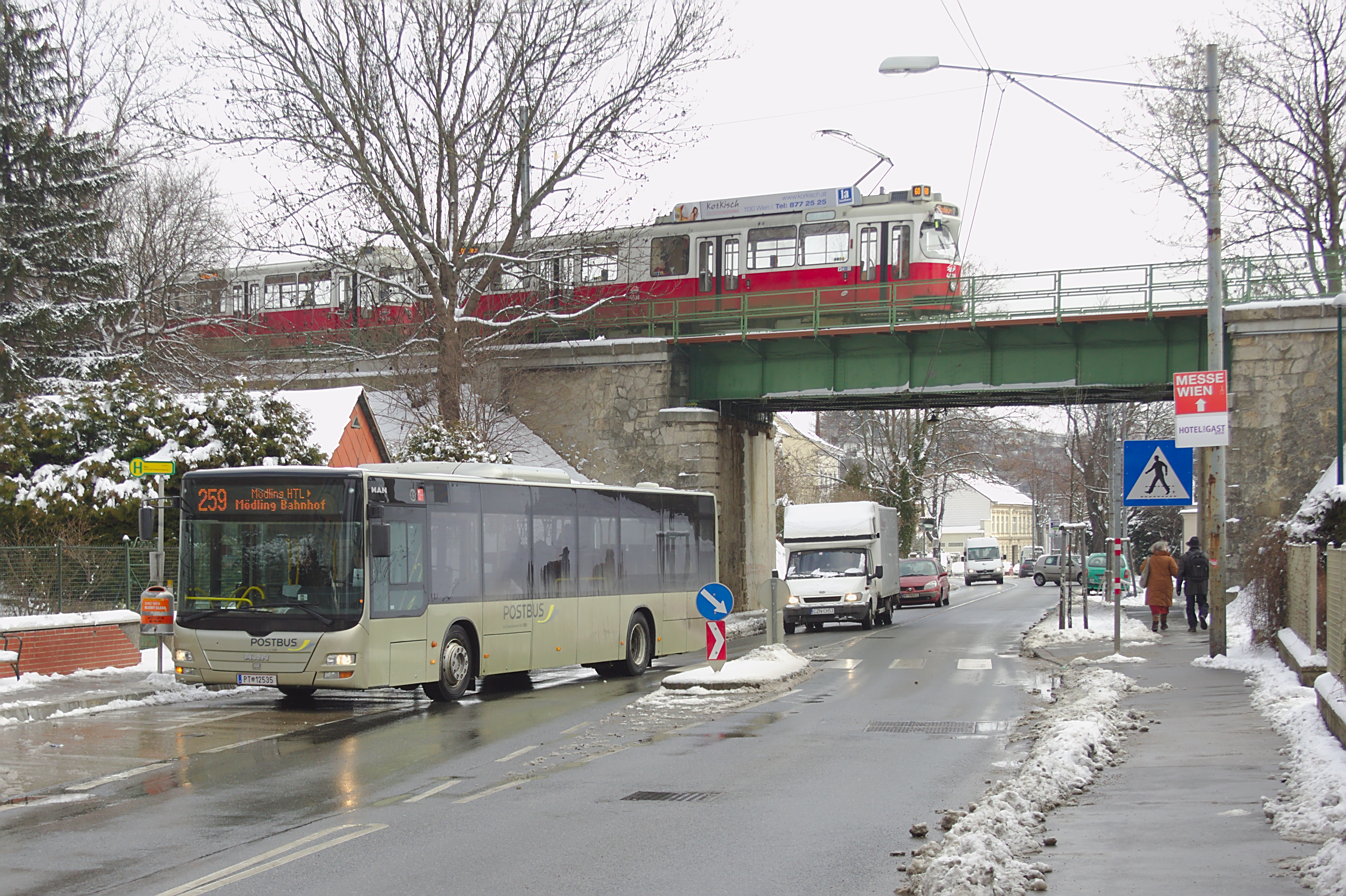
Die niveaufrei trassierte Wiener Linie 60 bei der Überquerung der Breitenfurter Straße

Schnellstraßenbahn ist eine heute veraltete Bezeichnung. Ihre Definition deckt sich allerdings weitgehend mit dem heute geläufigen Begriff Stadtbahn: einer Straßenbahn, die dank entsprechender Fahrzeuge und Trassierung deutlich schneller und leistungsfähiger ist als eine klassische Straßenbahn und vorwiegend auf eigenem Gleiskörper bis hin zu Tunnel- und Hochbahnabschnitten verkehrt.
In der deutschsprachigen Diskussion taucht die Wortschöpfung Schnellstraßenbahn im und nach dem Ersten Weltkrieg auf. Schnellstraßenbahnen entstanden ab den 1910er Jahren insbesondere dort, wo Gemeinden im Umland großer Städte an deren Straßenbahnnetz anzubinden waren, etwa in Dortmund, Dresden, Düsseldorf und Nürnberg, nach dem Zweiten Weltkrieg dann auch in München und Wien. In der DDR war dieser Fachbegriff ab Ende der 1970er etabliert und normiert, er verschwand erst nach 1990 wieder.

## Schnelllinien
Grundsätzlich halten Straßenbahnzüge, ähnlich den Personenzügen bei der Eisenbahn, an allen Stationen. Jedoch gibt es vereinzelt Bestrebungen, den Fahrgästen auf bestimmten Relationen und zu bestimmten Zeiten beschleunigte Verbindungen anzubieten. Diese bedienen nicht alle Zwischenhaltestellen und ermöglichen dadurch kürzere Reisezeiten, teilweise waren sie früher mit einer roten Liniennummer gekennzeichnet. Problematisch sind insbesondere in Netzen mit dichtem Takt die unterschiedlichen Fahrzeiten, zumal es in Straßenbahnnetzen kaum Überholmöglichkeiten gibt.

## Besonderheiten

### Rekorde

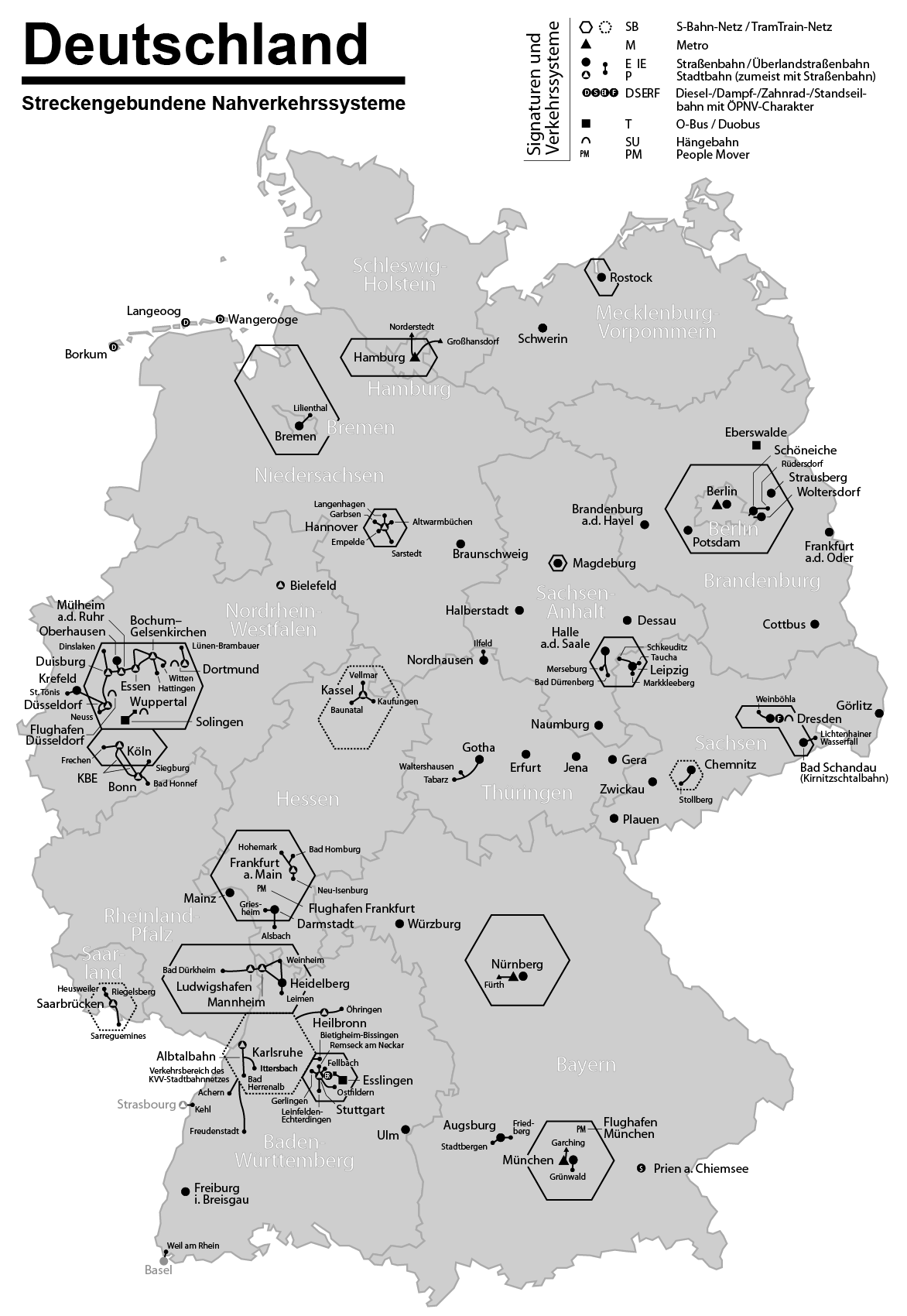
Straßenbahnen und SPNV in Deutschland

- Das älteste ununterbrochen betriebene Straßenbahnnetz der Welt ist die Green Line der Massachusetts Bay Transportation Authority in Boston mit ihren vier Ästen B, C, D und E. Sie geht auf eine am 26. März 1856 eröffnete Pferdebahn zurück. Das älteste noch betriebene Straßenbahnnetz der Welt in Bezug auf das Jahr seiner Eröffnung ist Regional Transit Authority in New Orleans, denn es existiert seit 1835.
- Die Melbourner Straßenbahn hat mit rund 250 Kilometern das größte Streckennetz. Das zuvor größte Netz hatte die Sankt Petersburger Straßenbahn. Allerdings gab es früher wesentlich längere Netze, beispielsweise in Buenos Aires mit über 857 Kilometern bis zu den 1960er Jahren und in Berlin mit über 630 Kilometern im Jahr 1930. Das (normalspurige) Netz der Straßenbahn Berlin ist mit gut 194 Kilometern Streckenlänge noch immer das längste Deutschlands. Davon abgesehen ist das gemischt meter- und normalspurige Straßenbahnnetz an Rhein und Ruhr mit 440 Kilometern das längste der Welt, da es jedoch mehrere Betreiber und unterschiedliche Normen sowohl bei den Fahrzeugumgrenzungen als auch bei der Spurführung hat und netzweite Wagendurchläufe insbesondere auf Regelspur ausgeschlossen sind, werden die jeweiligen Teilnetze einzeln gewertet.
- Das größte Meterspurstraßenbahnnetz der Welt besitzt die Stadt Łódź. Mit den Überlandlinien der Straßenbahn Łódź wird eine Länge von 182 Kilometern befahren.
- Einmalig für eine deutsche Großstadt war die Verwendung der Spurweite von drei englischen Fuß (915 mm) im Königreich Sachsen (Chemnitzer Straßenbahn). Nachdem man die Nachteile erkannt hatte, sollte das Netz im Rahmen von Oberbauerneuerungen schrittweise bis auf Meterspur erweitert werden. 1917 war der erste Schritt auf 925 mm abgeschlossen, weitere wurden nicht unternommen. In dieser Form blieb das Schmalspurnetz bis 1988 in Betrieb.
- In Mainz verläuft zwischen Schillerplatz und Gautor durch die Gaustraße die steilste regulär im Adhäsionsbetrieb befahrene Straßenbahnstrecke Deutschlands. Diese Strecke der Mainzer Straßenbahn ist seit 1923 in Betrieb und hat seit einem Ausbau im Jahr 2004 eine Maximalsteigung von 95,49 ‰.[69] Der steilste jemals in Deutschland gebaute Streckenabschnitt ohne Zahnradantrieb mit 110,7 ‰ Steigung befand sich dagegen bis 1978 in Neunkirchen.
- In Linz führt die steilste Straßenbahn Österreichs, die Pöstlingbergbahn mit einer Maximalsteigung von 116 ‰ auf den Pöstlingberg.
- Das Riffelalptram oberhalb von Zermatt hält zwei Rekorde. Es ist die kürzeste Tramlinie der Welt (675 Meter) und zugleich die höchstgelegene Europas (2211 m ü. NN).
- In der Rhein-Ruhr-Region verläuft die längste Strecke, die innerhalb von Deutschland ausschließlich mit Straßenbahn- und Stadtbahnzügen nach BOStrab zurückgelegt werden kann. Sie führt von Witten-Heven nach Tönisvorst-St. Tönis. Auf dem kürzesten Weg über Bochum, Gelsenkirchen, Essen, Mülheim an der Ruhr, Duisburg, Düsseldorf und Krefeld sind es 102 Kilometer. Umwege in Gelsenkirchen, Essen, Duisburg, Düsseldorf und nach Neuss sind möglich.[70] Aufgrund unterschiedlicher Spurweiten und Radsatzmaße ist diese Relation jedoch nicht ohne Umstiege befahrbar.
- Die längste durchgehende Straßenbahnlinie Europas ist mit 68 Kilometern die Kusttram von De Panne über Oostende nach Knokke in Flandern.
- Die längsten klassischen Hochflur-Straßenbahnwagen sind die 38,5 Meter langen zwölfachsigen Duewag-Gelenkwagen der Rhein-Haardtbahn und der Verkehrsbetriebe Ludwigshafen
- In Budapest fahren die mit 56 Meter weltlängsten Niederflur-Straßenbahnwagen vom Typ CAF Urbos 3. Die NGTD12DD und NGT12LEI sind mit einer Länge von 45,90 Metern die längsten Straßenbahnwagen in Deutschland. Anzutreffen sind sie in Dresden (NGTD12DD) und Leipzig (NGT12LEI), die Unterschiede sind neben der um 8 Millimeter abweichende Spurweite (Dresden: 1450 mm, Leipzig: 1458 mm) die Form der Wagenenden, die Klimatisierung und die einzelnen Türen vorn und hinten in Leipzig.
- In Wien und Oradea (Rumänien) fahren mit den Ultra-Low-Floor-Wagen die Straßenbahnfahrzeuge mit dem weltweit niedrigsten durchgehend ebenen Fußboden (180 mm über der Schienenoberkante)
- In Stuttgart bewältigt die dortige Stadtbahn mit 85 ‰ Neigung die steilste normalspurige Schienenstrecke, die in Europa im Reibungsbetrieb im öffentlichen Personenverkehr befahren wird. Der Abschnitt in der Alexanderstraße übertrifft damit selbst die steilste normalspurige Reibungsstrecke in der Schweiz, die Uetlibergbahn in Zürich, welche mit maximal 79 ‰ ansteigt.
- Den offiziellen Geschwindigkeitsweltrekord auf bauüblichen Straßenbahnstrecken hält der Große Hecht in Dresden mit 98 km/h.

### Straßenbahn auf Gummireifen

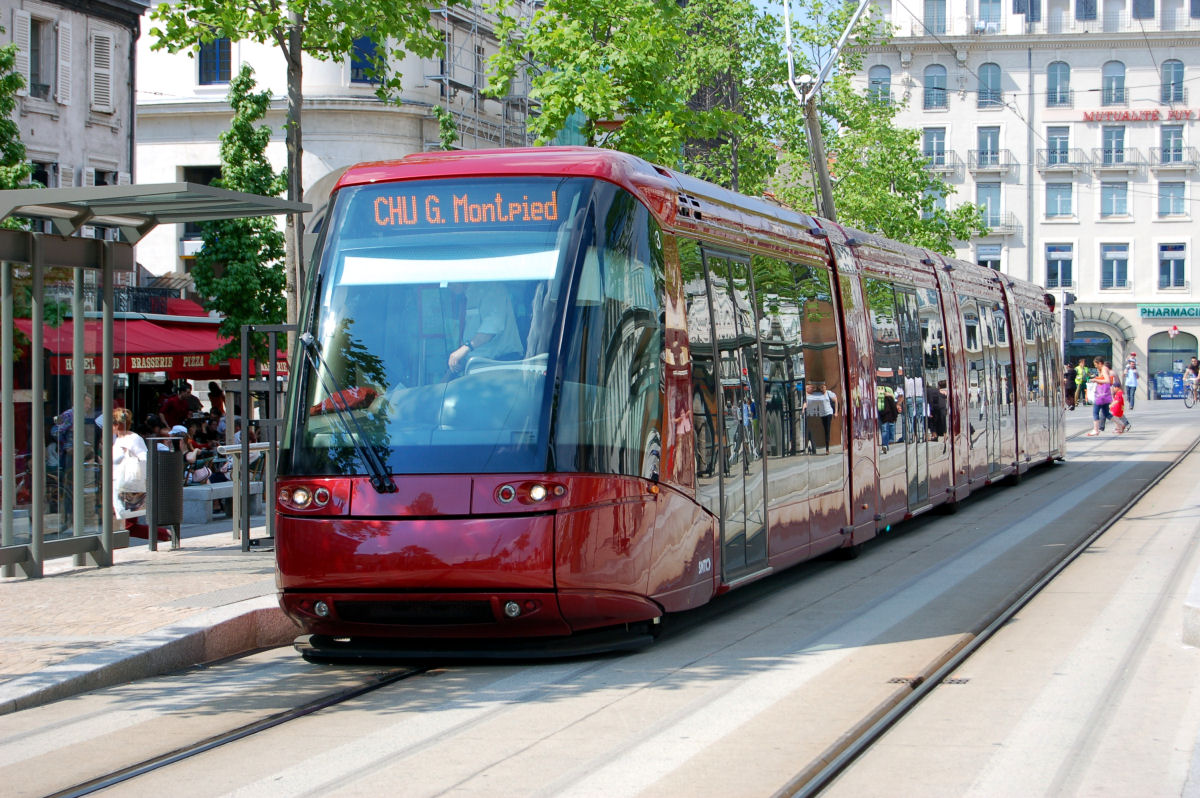
Translohr in Clermont-Ferrand in Frankreich

Teilweise werden spurgeführte Oberleitungsbusse aus Marketinggründen als Straßenbahn auf Gummireifen bezeichnet. Die französische Originalbezeichnung hierfür lautet tramway sur pneumatiques, in der Schweiz wird von einem Pneu-Tram gesprochen. Wichtigste Vertreter sind die Systeme Transport sur Voie Réservée (TVR) von Bombardier und Translohr von Lohr Industrie. Die Definition dieser Verkehrsmittel ist jedoch umstritten, die Übergänge zwischen einem klassischen Straßenfahrzeug und einer Bahn sind fließend. Teilweise variiert die juristische Einordnung, zum Beispiel bezüglich der Pflicht, ein Kraftfahrzeugkennzeichen anzubringen, von Staat zu Staat.
In der Praxis stößt der dauerhafte Betrieb solcher alternativer Systeme oft auf erhebliche technische Schwierigkeiten. Daher neigen bestehende oder potenzielle Betreiber inzwischen oft wieder zur Entscheidung zur herkömmlichen Straßen-/Stadtbahn. Gegenüber dem weltweiten Straßenbahnsektor spielt der Marktanteil spurgeführter omnibusähnlicher Systeme keine Rolle.

### Straßenbahnen mit Gastronomie und Attraktionen
- Die Überlandstraßenbahnen zwischen Düsseldorf und Duisburg (D-Bahn) sowie zwischen Düsseldorf und Krefeld (K-Bahn) besaßen früher einen Speisewagen im Zwei- oder Drei-Wagen-Zug. Diese wurden erst auf der Duisburger und Ende 2014 auf den (jetzigen Stadtbahn-)Linien der Rheinbahn abgeschafft.[71]
- Auf der Hauptstrecke der Lokalbahn Wien–Baden gab es bis zum Zweiten Weltkrieg Buffets.
- Als Touristenattraktion verkehren in vielen Städten Partybahn-Wagen wie in Frankfurt am Main der „Ebbelwei-Expreß“. In München ist im Advent die „Christkindlbahn“ rund um die Innenstadt unterwegs. In Würzburg ist der „Schoppen-Express“ eine Weinstube auf Rädern. In Nürnberg können ganzjährig Fahrzeuge verschiedener Bauarten gemietet werden, zusätzlich finden in der Adventszeit sogenannte „Glühweinfahrten“ statt. In Jena oder Gera gibt es die „Party-Bahn“, sie kann gemietet werden und trägt in Gera die markante Nummer 111. In Erfurt verkehren der „Kater-Express“ und eine mietbare historische Touristen-Bahn, welche die sonst nicht verwendete Liniennummer 8 trägt. Auch die Straßenbahn Düsseldorf bietet derartige Fahrten an. In Bremen kann eine Partytour mit der Partitour gemacht werden.[72]
- In Bielefeld fährt der Sparren-Express. Die Burg gleichen Namens war hier Namenspate.
- Bei der Bogestra ist die Bogie-Bahn zu mieten.[73]
- In Darmstadt verkehrt in den Sommermonaten ein Dampfzug auf den Gleisen der Straßenbahn. Er erinnert an die Zeit, als die Dampfstraßenbahn in der Stadt das einzige Beförderungsmittel war und zeitweilig elektrische und dampfbetriebene Straßenbahn-Fahrzeuge parallel fuhren.
- Die Verkehrsgesellschaft Görlitz besitzt einen zu einer Bierstraßenbahn umgebauten ehemaligen Mannheimer Triebwagen (des namensgebenden Typs), den „Hopfen-Express“. Dieser fährt in der Adventszeit, zu besonderen Anlässen oder auf Bestellung.
- In Karlsruhe verkehrte auf den Linien S4, S5, S6 und S9 der Stadtbahn abwechselnd das Regio-Bistro. Dieser Dienst wurde mittlerweile eingestellt, wenngleich diese Bahnen noch im Liniendienst sind.
- In Plauen steht seit 1966 für Stadtrundfahrten und anderen Sonderfahrten die „Bier-Elektrische“ (Wagen Nr. 78)[74] zur Verfügung. Es handelt sich dabei um eine in einen Straßenbahnwagen eingebaute Bierkneipe.
- In Zürich verkehren im Dezember das Märli- sowie das Fondue-Tram.[75]
- Der Atmosfera ist eine in Mailand verkehrende Restauranttram mit Speisenzubereitung im Zug.
- Die Straßenbahn Christchurch hat einen Zug als Tramway Restaurant ausgebaut.[76]

### Straßenbahnen ohne Personenbeförderung

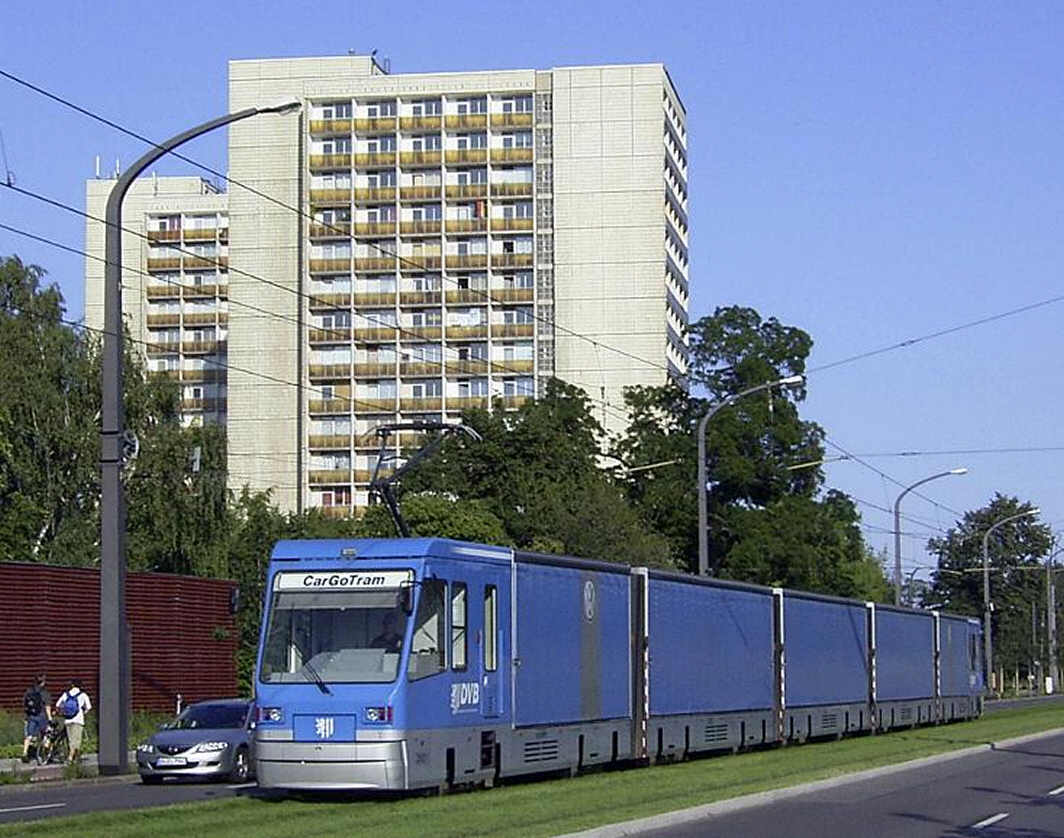
Güterstraßenbahn der Dresdner Verkehrsbetriebe AG für Volkswagen in Dresden

- Spezielle Straßenbahnen (CarGoTram) wurden zwischen 2001 und 2020 in Dresden zum Gütertransport zur Gläsernen Manufaktur von Volkswagen am Großen Garten verwendet.
- Die erste Postbeförderung, noch mit der Pferdebahn, erfolgte 1892 in Döbeln. 1900 fuhr in Altenburg die erste deutsche Poststraßenbahn. Später gab es unter anderem auch in Berlin, München und Frankfurt am Main solche. In Österreich gab es dergleichen in St. Pölten.
- Die Wiener Straßenbahn besaß zeitweise eigene Fahrzeuge für Bestattungstransporte zum Wiener Zentralfriedhof. Gleiche Transporte führte – in geringerem Umfang – auch die Straßenbahn Berlin–Hohenschönhausen durch.[77]
- Seit 2003 fährt in Zürich ein Cargotram mit der Aufgabe, die Sperrgutentsorgung und das Einsammeln von Elektronikschrott zu erleichtern. Dies ist eine Dienstleistung für Einwohner ohne Auto, für die es schwieriger ist, die Recyclinghöfe zu erreichen.[78]

### Grenzüberschreitende Linien
Eine Besonderheit ergibt sich für die Stadtbahn Jerusalem: Sie liegt vollständig auf dem Stadtgebiet von Jerusalem und ihr derzeitiger Betrieb ist, anders als bei den anderen grenzüberschreitenden Linien, als grenzüberschreitend in dem Sinne nicht erkennbar. Gleichwohl führt die Strecke auf der Demarkationslinie zwischen Israel und Palästina von 1967 entlang vom Damaskustor bis Shim'on Ha-Tsadik und weiter nördlich schließlich in den Teil Jerusalems, der von der palästinensischen Autonomiebehörde als Staatsgebiet beansprucht wird. Aus der Sicht des israelischen Jerusalemgesetzes wurden die von ihr erschlossenen Stadtgebiete wie French Hill und Pisgat Ze’ev zum untrennbaren Teil eines israelischen Jerusalem erklärt, was wiederum völkerrechtlich als nichtig betrachtet wird (siehe Resolution 478 des UN-Sicherheitsrates).

#### Deutschland / Frankreich / Schweiz

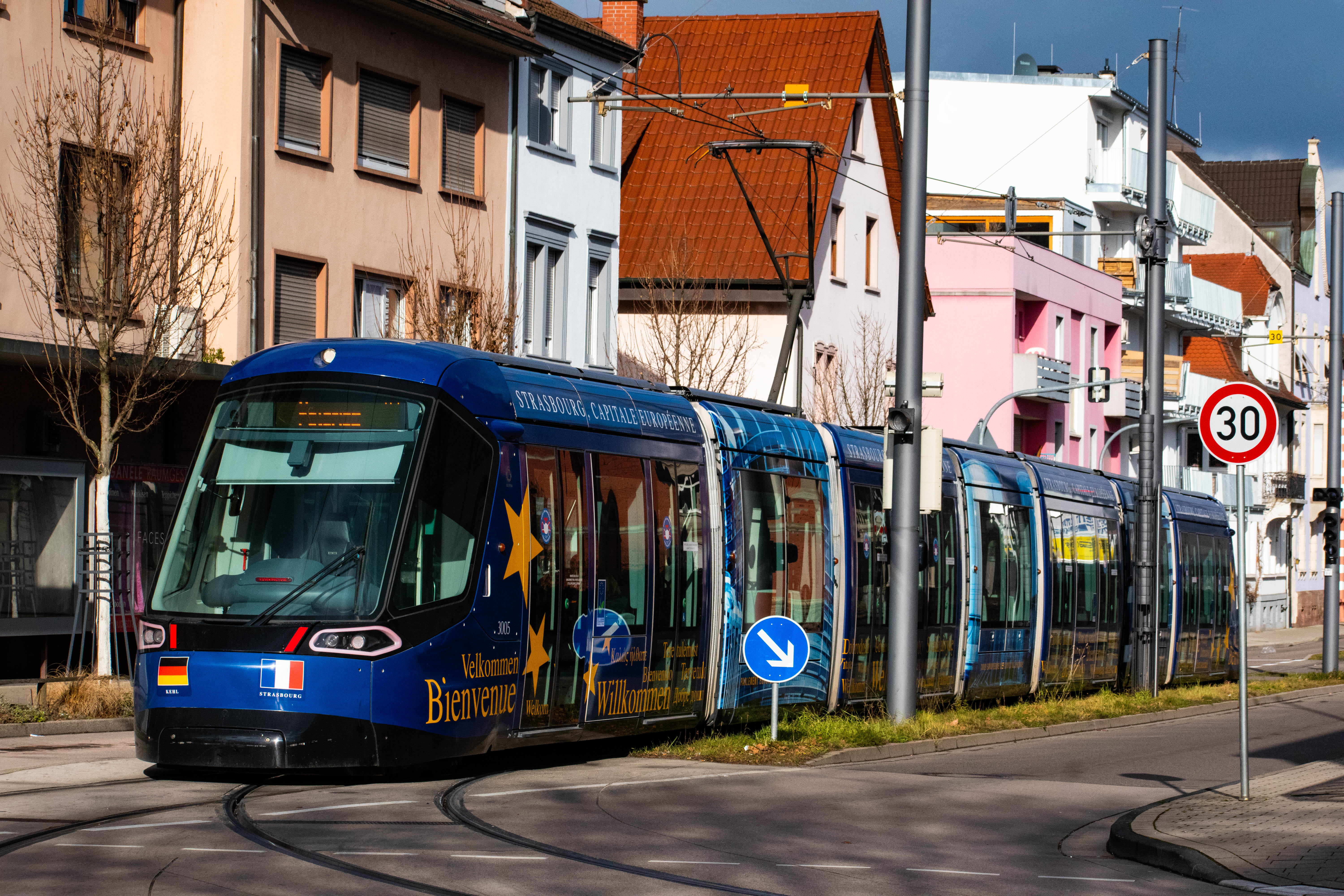
Grenzüberschreitende Straßenbahn zwischen der französischen Stadt Straßburg und Deutschland

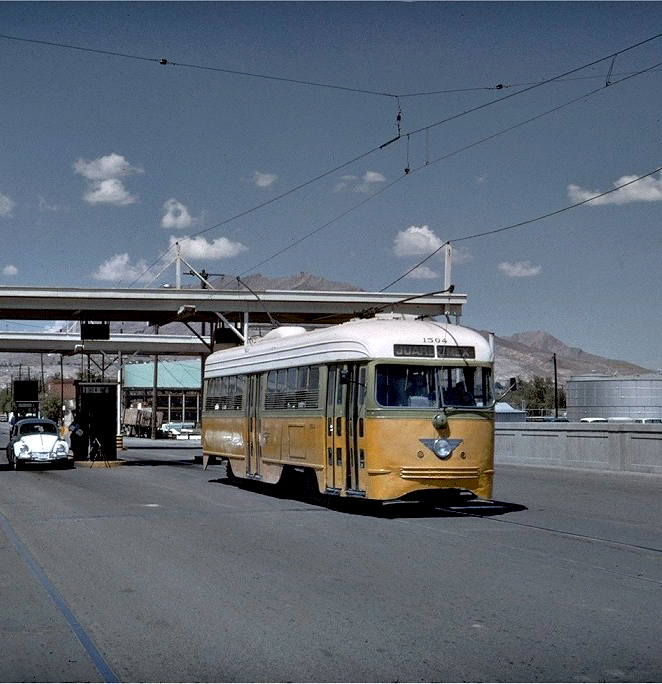
El Paso: Ein PCC-Wagen hat in den 1960er Jahren soeben die Staatsgrenze nach Mexiko passiert

- Saarbrücken: Seit 1997 verkehrt die Saarbahn in Saarbrücken auf Eisenbahngleisen bis ins französische Sarreguemines.
- Straßburg: Ab Februar 2014 wurde an einer Verlängerung des Straßenbahnnetzes von Straßburg ins baden-württembergische Kehl gebaut. Dabei entstand auch eine neue Brücke über den Rhein.,[79] Anfang Februar 2017 fanden erste Testfahrten auf der neuen Trasse statt,[80] am 2. Mai 2017 wurde sie schließlich offiziell eröffnet.[81]
- Basel: In früheren Jahren führten Linien der Basler Verkehrs-Betriebe (BVB) auch bis nach Lörrach (Deutschland) sowie nach Saint-Louis (Haut-Rhin) und Huningue (Frankreich).
  - Obwohl die Bahnstrecke Basel–Rodersdorf als Eisenbahn konzessioniert ist, wird sie seit 1984 ähnlich einer Überlandstraßenbahn betrieben. Die Linie 10 der Baselland Transport AG (BLT) von Dornach über Basel nach Rodersdorf führt dabei im Bereich der Gemeinde Leymen über französisches Staatsgebiet.
  - Im Dezember 2014 wurde die Linie 8 der Basler Strassenbahn ins deutsche Weil am Rhein verlängert,[82] wo seitdem ferner die südlichste Straßenbahnhaltestelle Deutschlands liegt.[83]
  - Die Verlängerung der Linie 3 über Burgfelden nach Saint-Louis ist am 9. Dezember 2017 eröffnet worden.[84]
  - Die Reaktivierung der ehemaligen Linie 6 von Riehen nach Lörrach ist in Planung.[85]
- Genf: Eine Verlängerung der Straßenbahn Genf nach Annemasse und Saint-Julien-en-Genevois[86][87][88][89][90] ist im Bau. Baubeginn war 2017. Im Dezember 2019 wurde die etwa 2 km lange neue Straßenbahnstrecke von der bisherigen Endhaltestelle Moillesulaz unmittelbar an der Staatsgrenze mit der Linie 17 bis zum Parc Montessuit in Annemasse (östlich von Genf) in Betrieb genommen.[91] Eine weitere Strecke nach Saint Julien südlich von Genf ist bis 2021 vorgesehen.

#### Nach den Niederlanden
- Ab 1889 gab es grenzüberschreitende Verbindungen zwischen Aachen (Deutschland) und Vaals (Niederlande).

#### Nach Polen
- Nach der Volksabstimmung in Oberschlesien kam es 1922 zu zahlreichen grenzüberschreitenden Verkehren der Straßenbahnen im oberschlesischen Industriegebiet zwischen dem Deutschen Reich und dem (neuen) polnischen Ostoberschlesien, die in einzelnen Linien bis 1939, der Annexion Polens zu Beginn des Zweiten Weltkrieges, weiterbestanden. Ab diesem Zeitpunkt endeten die grenzüberschreitenden Verkehre, bis 1945 lagen die verbliebenen Linien wieder auf dem Staatsgebiet des Deutschen Reiches.
- In den gegenüber liegenden Städten Görlitz (Deutschland) und Zgorzelec (Polen) gibt es Überlegungen, das Streckennetz der Görlitzer Straßenbahn wieder über die Neiße ins polnische Zgorzelec auszudehnen. Im Zuge der neuen EFRE-Förderperiode 2014 bis 2020 sieht Zgorzelec gute Chancen auf Fördermittel.[92]
- Eine Verlängerung der Straßenbahn Frankfurt (Oder) ins polnische Słubice zur Entlastung der besonders an den Wochenenden oft überfüllten Buslinie 983 befindet sich seit längerem in Planung.[93]
- Die Straßenbahn im schlesischen Teschen wurde durch die Grenzziehung von 1918 geteilt und verkehrte bis zu ihrer Stilllegung im Jahr 1921 grenzüberschreitend zwischen dem polnischen und dem tschechoslowakischen Stadtteil.

#### Österreich
- Im besetzten Nachkriegsösterreich war Linz eine geteilte Stadt. Demnach verkehrte von 1945 bis 1955 die Straßenbahn Linz grenzüberschreitend zwischen der US-amerikanischen und sowjetischen Besatzungszone. An der Zonengrenze auf der Nibelungenbrücke gab es erst nur Ausweiskontrollen in den Straßenbahnen, später mussten die Fahrgäste die Garnituren dafür verlassen.[94][95]

#### Übersee
- Das um 1900 aufgebaute Überlandstraßenbahnnetz von San Diego, Kalifornien, reichte mit einem südlichen Ast bis in das mexikanische Tijuana.[96] Die 1981 eingeführte Stadtbahn reicht im Süden mit der Blue Line zumindest bis zum Grenzübergang, ohne jedoch nach Mexiko hineinzufahren. Ebenso fuhr die Straßenbahn El Paso früher in die mexikanische Grenzstadt Ciudad Juárez hinüber.

### Hotelstraßenbahnen

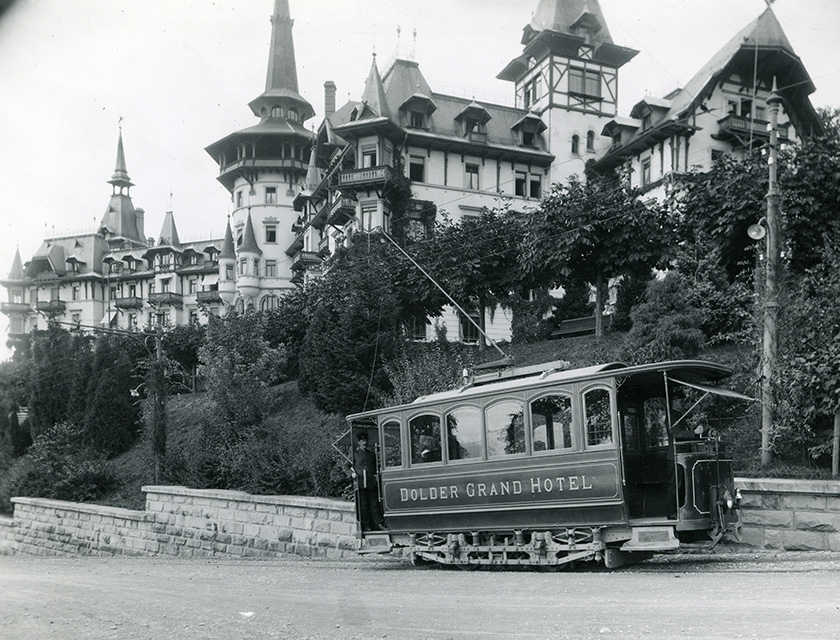
Triebwagen des Doldertrams, im Hintergrund das Dolder Grand Hotel

Viele Grand Hotels der Belle Époque entstanden in landschaftlich reizvollen Gegenden wie etwa den Schweizer Alpen. Die Straßenbahn als neues Verkehrsmittel wurde bald von Hotelunternehmen als Möglichkeit entdeckt, der Beförderung der anspruchsvollen Gäste zu verbessern. Vor allem in der Schweiz, aber auch in anderen Ländern, entstanden daraufhin diverse kleine Straßenbahnbetriebe, die ausschließlich den Hotelgästen dienen sollten. Teilweise übernahmen sie auch Aufgaben im Warentransport für die jeweiligen Hotels. Neben diversen Pferdebahnen wie etwa der Pferdebahn Mürren oder der Tramway Bellavista entstanden auch eigens angelegte elektrische Hotelstraßenbahnen. Beispiele aus der Schweiz sind das Doldertram und das Riffelalptram, während die Bahn zum Aigle Grand Hôtel teilweise die Gleise der Chemin de fer Aigle–Leysin mitnutzte. In Schottland diente die Cruden Bay Hotel Tramway der Anbindung eines Hotels und eines Golfplatzes. Technisch eine Besonderheit war die Zahnradbahn Monte Carlo–Riviera Palace, die ausschließlich der Anbindung des oberhalb von Monte Carlo liegenden Hotels Riviera Palace diente. Die meisten dieser Hotelstraßenbahnen wurden bereits in der Zeit vor dem Zweiten Weltkrieg wieder eingestellt, eine Ausnahme ist das Riffelalptram, das erst 1960 in seiner ursprünglichen Form eingestellt wurde und seit 2001 wieder in Betrieb ist.

### Sonstiges
- Mit dem Preußischen Kleinbahngesetz bzw. dem Gesetz über Kleinbahnen und Privatanschlußbahnen vom 28. Juli 1892 wurden mit dem Paragraphen 42 neben Kleinbahnen u. a. auch Straßenbahnbetriebe zu Leistungen für die Postzustellung verpflichtet.
- In Hamburg wurden gesammelte Postsendungen ab 1917 mit der Straßenbahn befördert, ab 1920 gab es bei den Linien, die an Hamburgs Zentralpostämtern (Stephansplatz und Hauptbahnhof) vorbeifuhren, an den Fahrzeugen Briefkästen für den individuellen Einwurf von Postsendungen. Dieser Dienst wurde bis 1958 geboten.[98]
- Die Straßenbahn in Braunschweig ist bundesweit das einzige noch betriebene System mit 1100 mm Spurweite, nachdem die Netze in Lübeck und Kiel auf Busbetrieb umgestellt wurden.
- Vereinzelt liegen Straßenbahn- oder Stadtbahnstrecken im Mittelstreifen von Autobahnen, so die U 18 auf der A 40 zwischen Mülheim an der Ruhr und Essen, erneut im weiteren Verlauf auf dem Westfalendamm in Dortmund. Die Straßenbahnlinien nach Braunschweig-Heidberg/Braunschweig-Stöckheim befahren derartig die A 36. Auch die Stadtbahn Bonn hat solch einen Abschnitt auf der A 562. Außerdem wird auf der linken Rheinseite das dortige Maritim Hotel unterquert.
- In Bremen fährt die Straßenbahnlinie 3 Richtung Überseestadt auf einem 800 Meter langen Teilstück auf einer Gleisverschlingung von Straßen- und Eisenbahn. Rechtlich ist dieser Bereich allerdings ein langer Bahnübergang, da ein solcher sowohl in der Eisenbahn-Bau- und Betriebsordnung (EBO, § 11), wie auch der Straßenbahn-Bau- und Betriebsordnung (BOStrab, § 20) gleichartig definiert ist. Der Güterverkehr wurde 2019 eingestellt, die Eisenbahnstrecke wird demnächst abgerissen.
- In Zwickau verkehren Dieseltriebwagen der Vogtlandbahn gemeinsam mit der Zwickauer Straßenbahn auf einem Dreischienengleis zwischen der Stadthalle und der Haltestelle Zentrum.
- In Bochum, Bonn, Braunschweig, Chemnitz, Cottbus, Gera, Kassel, Plauen, Woltersdorf (bei Berlin) und Würzburg ist es möglich, in der Straßenbahn zu heiraten.
- Doppelstock-Straßenbahnwagen verkehren in Blackpool, Alexandria, Oranjestad (Aruba), Dubai (inzwischen wieder stillgelegt) und Hongkong, sowie früher auf zahlreichen Straßenbahnnetzen des britischen Einflussbereiches.[99] Doppelstockwagen waren auch in Wien im Einsatz.
- Im England des 19. Jahrhunderts gab es eine Straßenbahn mit Schienen am Meeresboden, die Brighton and Rottingdean Seashore Electric Railway.
- Die Museumsstraßenbahnwagen des Nahverkehrsmuseums Dortmund verkehren auf nicht elektrifizierten Strecken und werden deshalb durch angehängte Generatorwagen mit Strom versorgt.
- Unter der Bezeichnung Transit Explore Bus wurde in Qinhuangdao ein Prototyp eines überbreiten straßenbahnartigen Fahrzeugs vorgestellt, unter dem PKW hindurchfahren können.

## Galerie

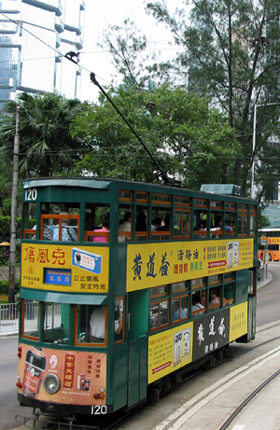
Doppeldecker Nr. 120 der Hong Kong Tramways (China)
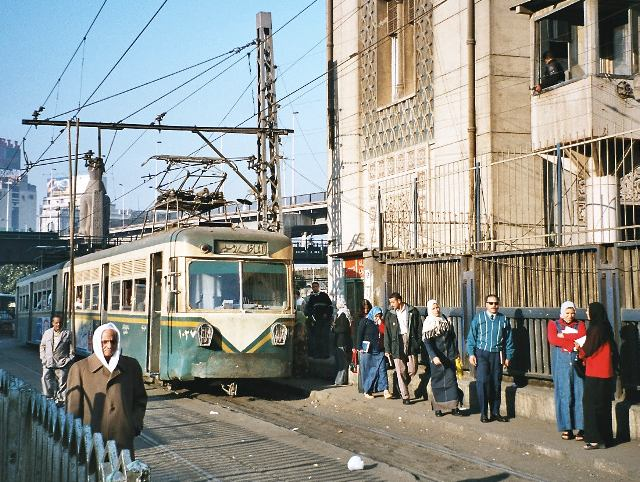
Straßenbahn in Kairo (Ägypten)
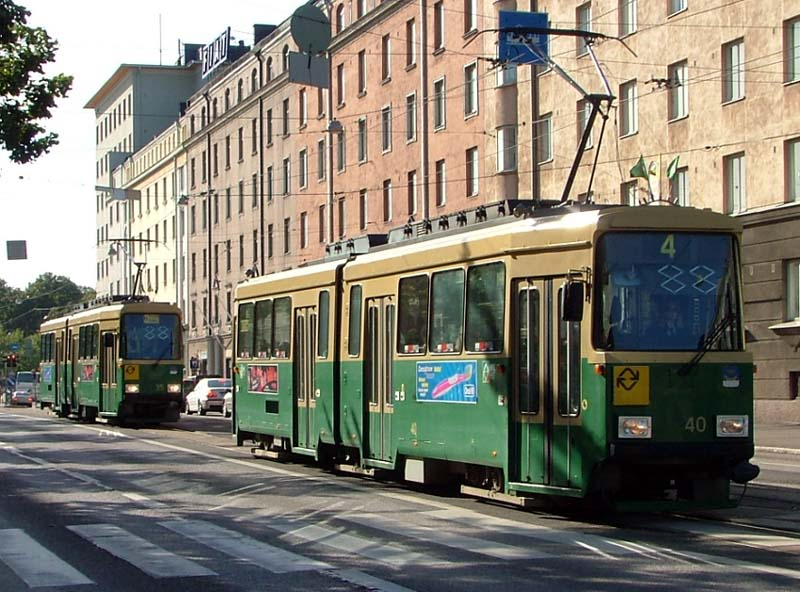
Gelenkzüge aus den 1970er Jahren in Helsinki (Finnland)
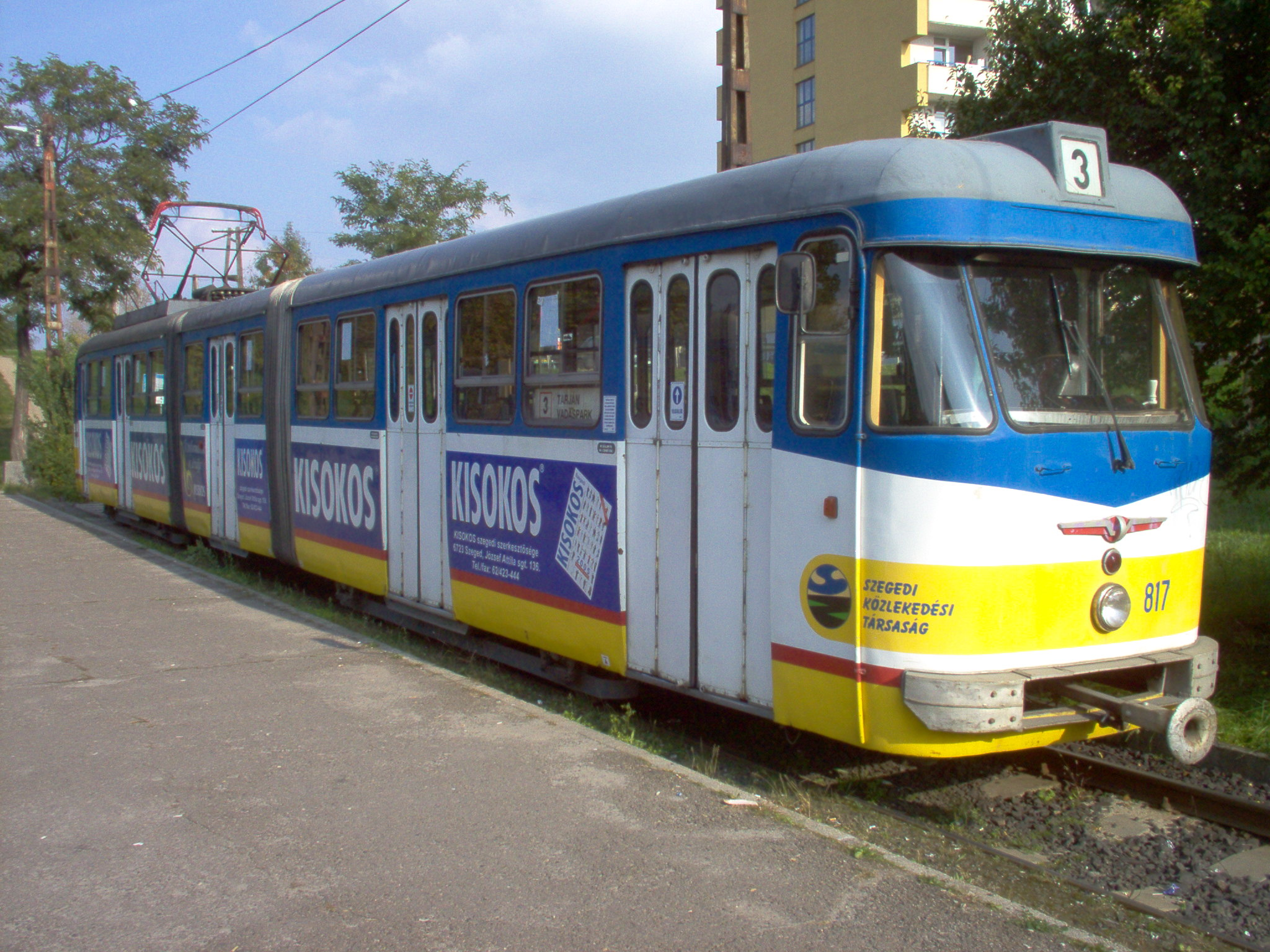
Gelenkwagen vom Typ FVV in Szeged (Ungarn)
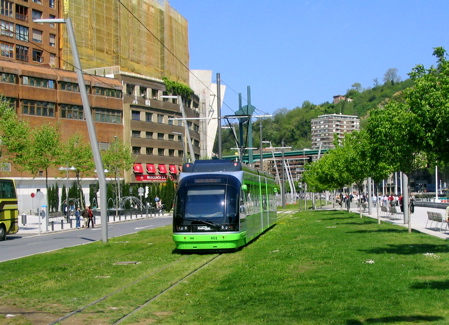
Straßenbahnwagen in Bilbao (Spanien) auf Rasengleis
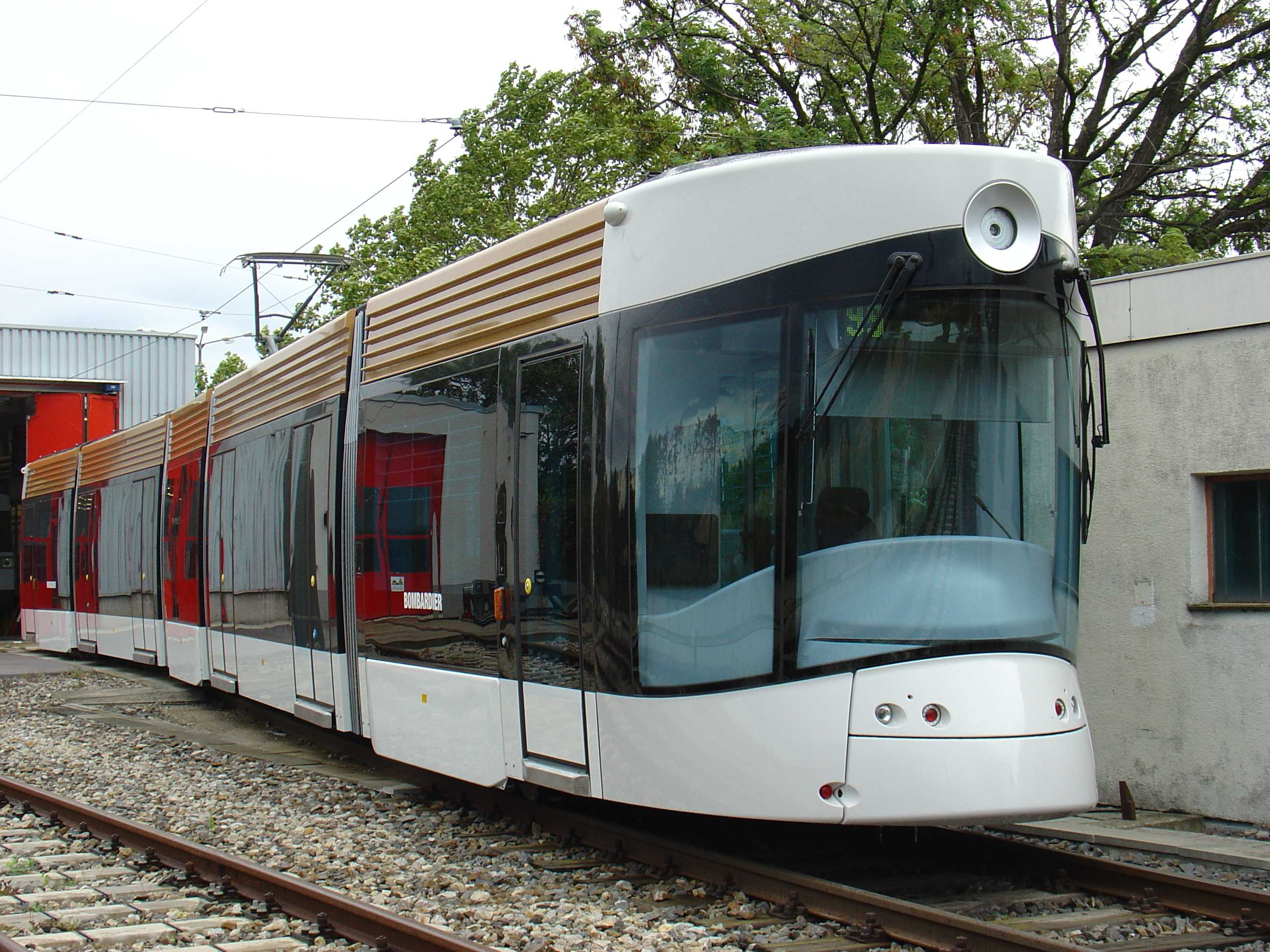
Straßenbahn-Gelenkzug für Marseille (Frankreich)
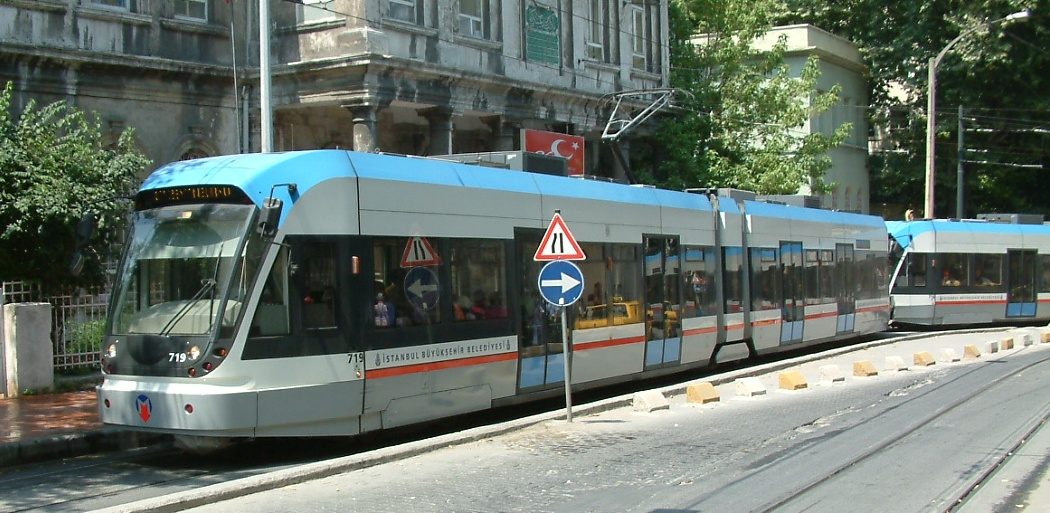
Moderne Straßenbahn in Istanbul (Türkei)
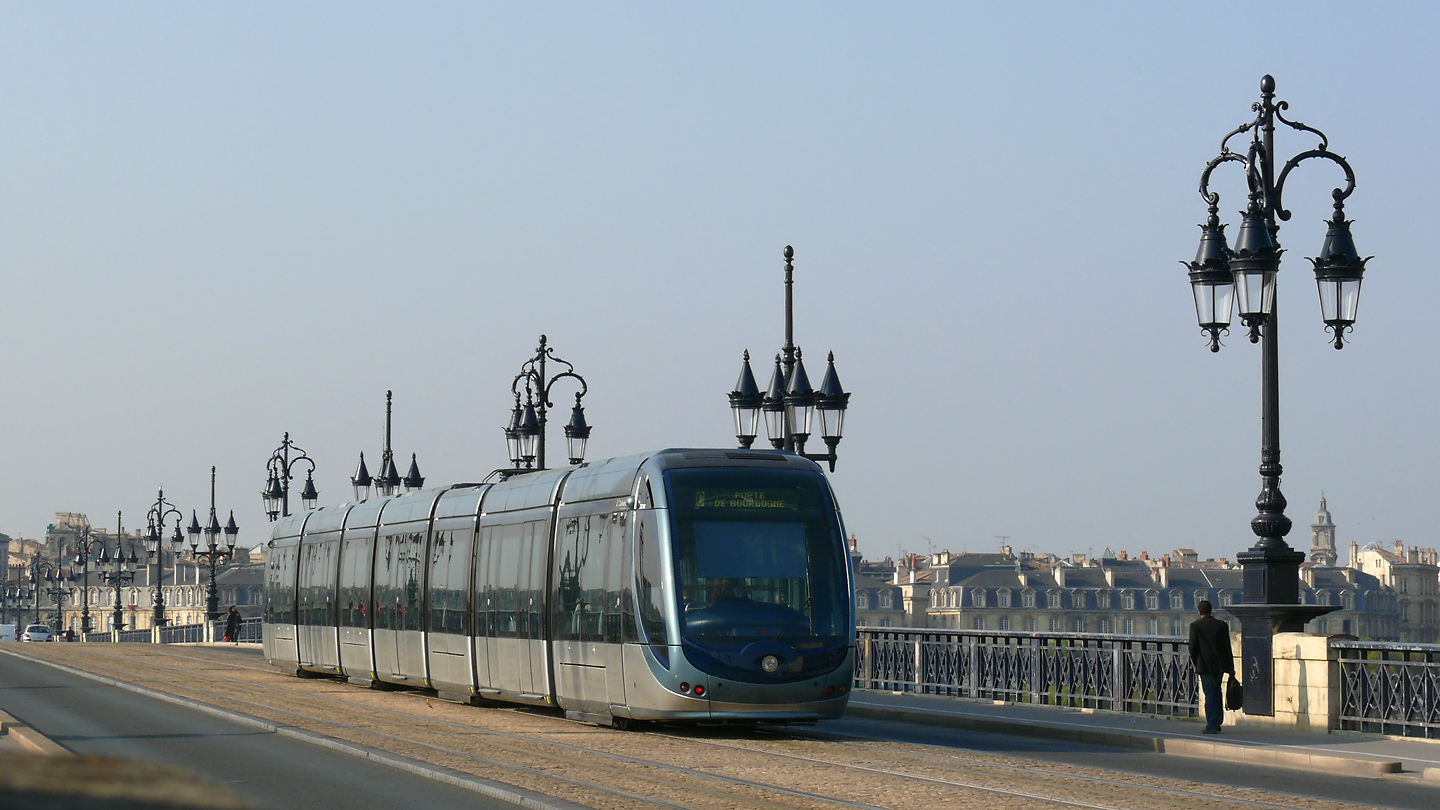
Straßenbahn in Bordeaux (Frankreich), Betrieb ohne Oberleitung
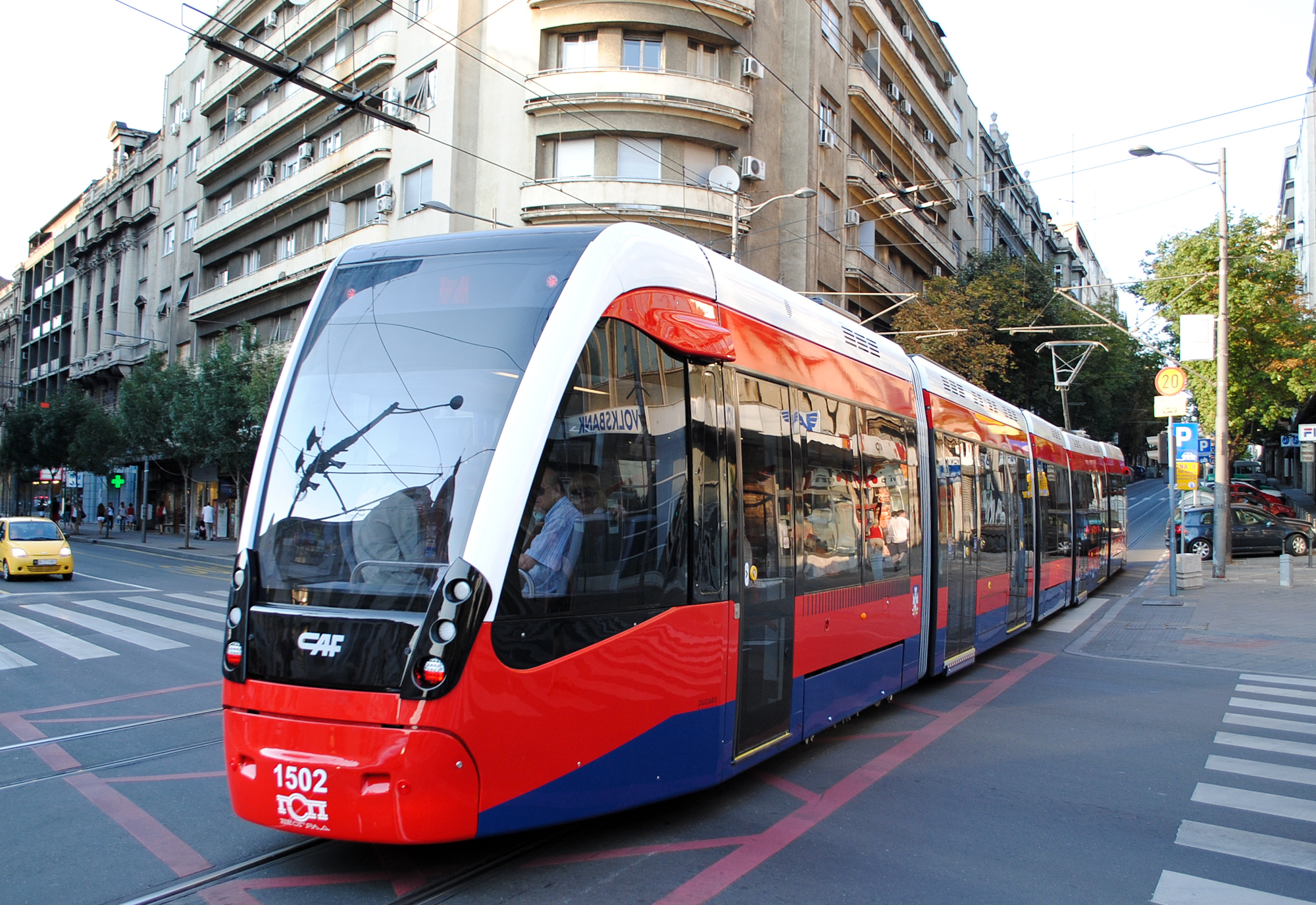
Straßenbahn in Belgrad (Serbien)
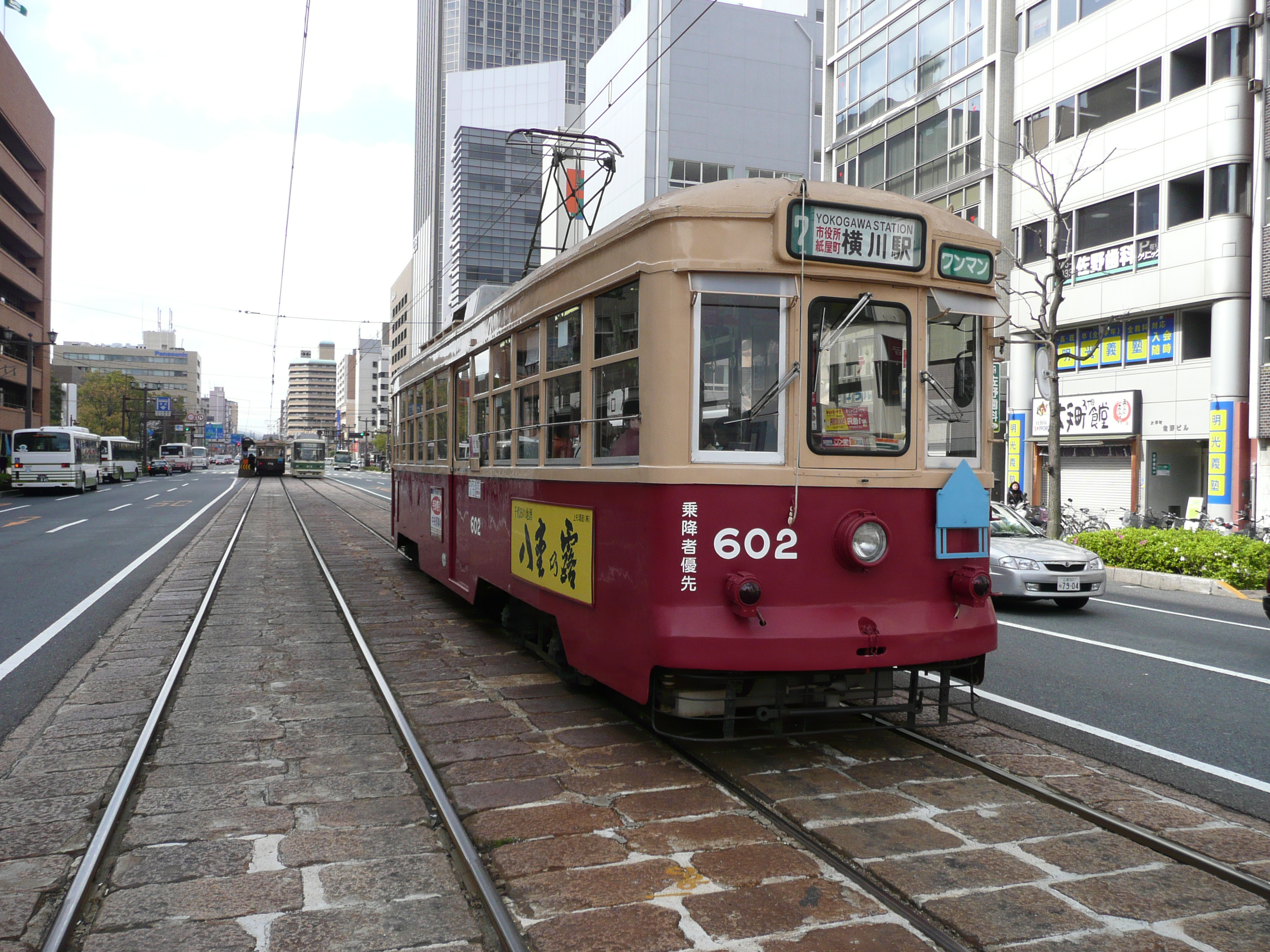
Straßenbahn mit Linksverkehr in Hiroshima (Japan)
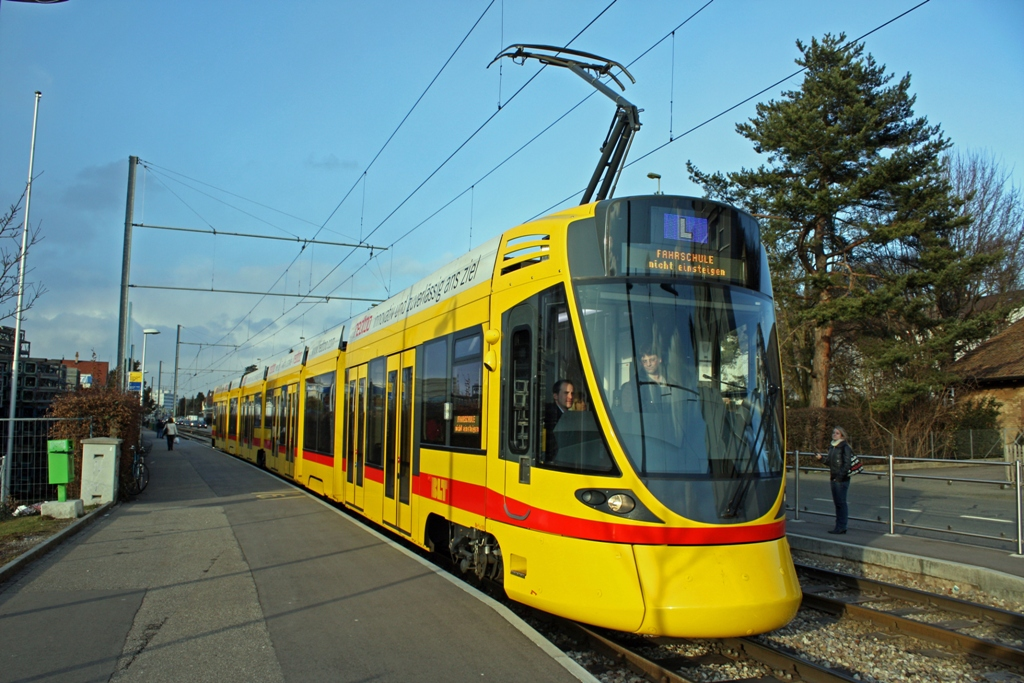
Tango (Prototyp) für die BLT in Basel (Schweiz)
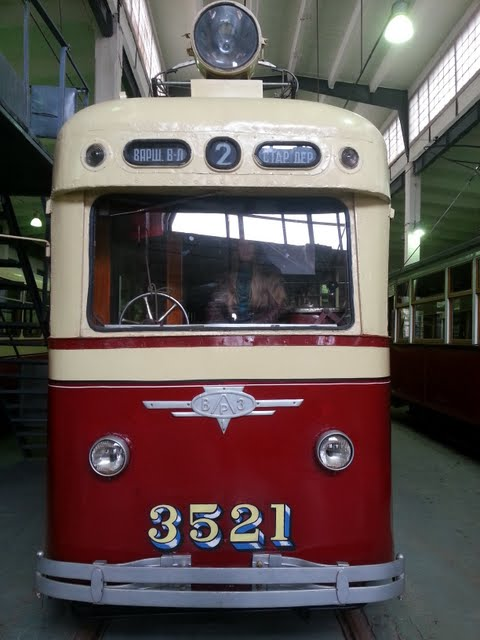
Triebwagen Typ LM-47/LP-47 in Leningrad (Russland)
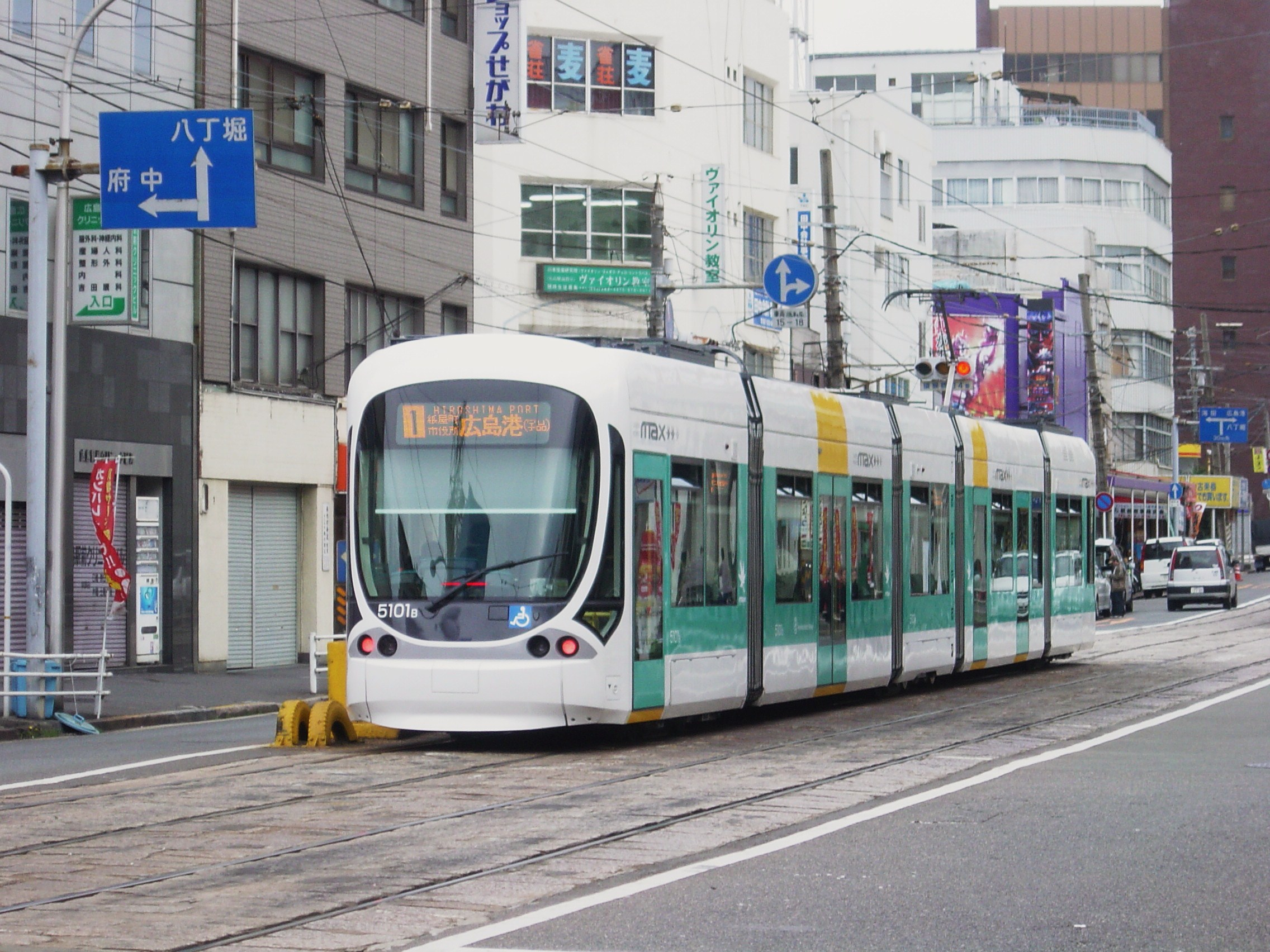
Green Mover max, Serie 5100, in Hiroshima (Japan)
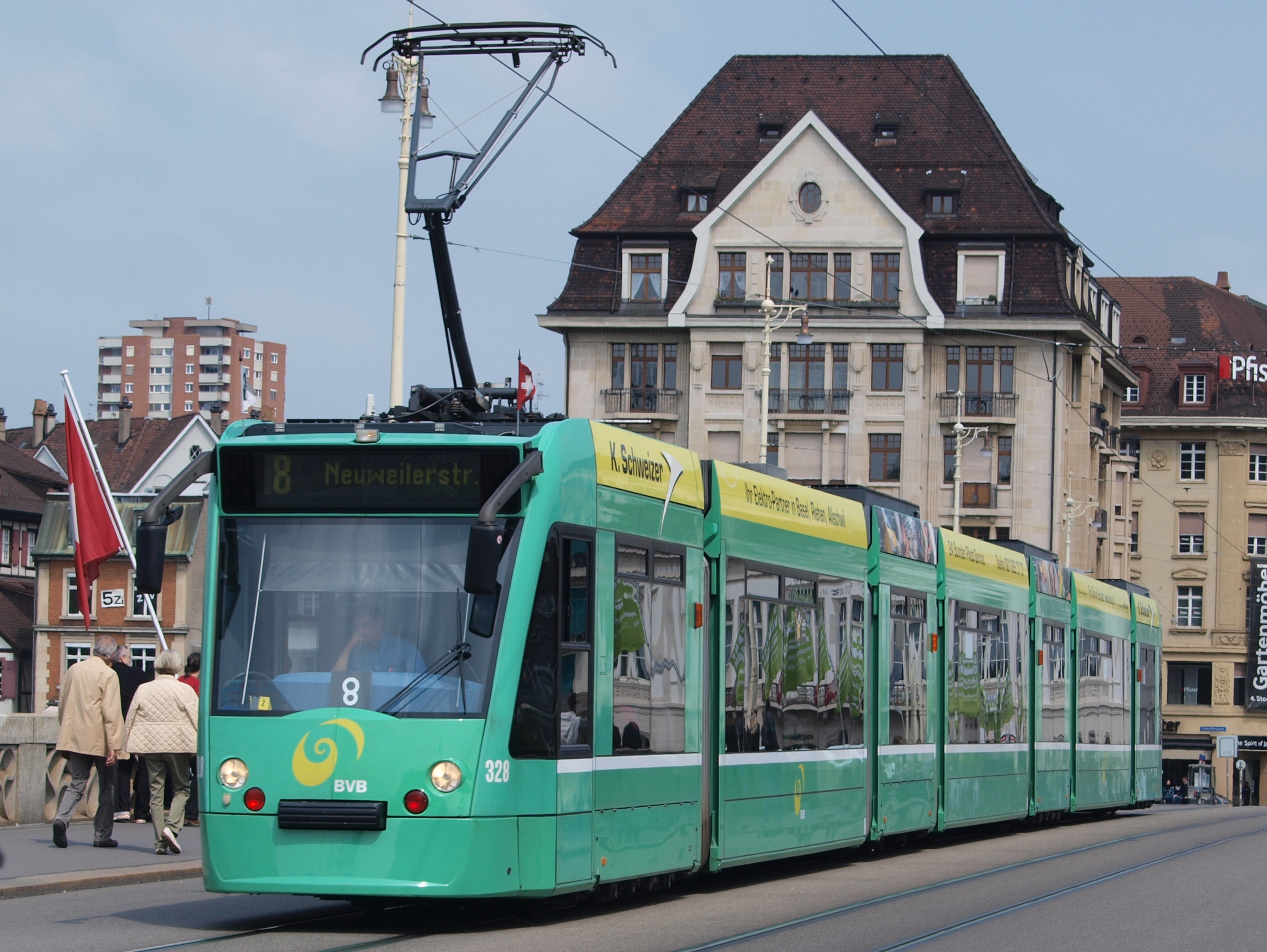
Combino der BVB in Basel (Schweiz)
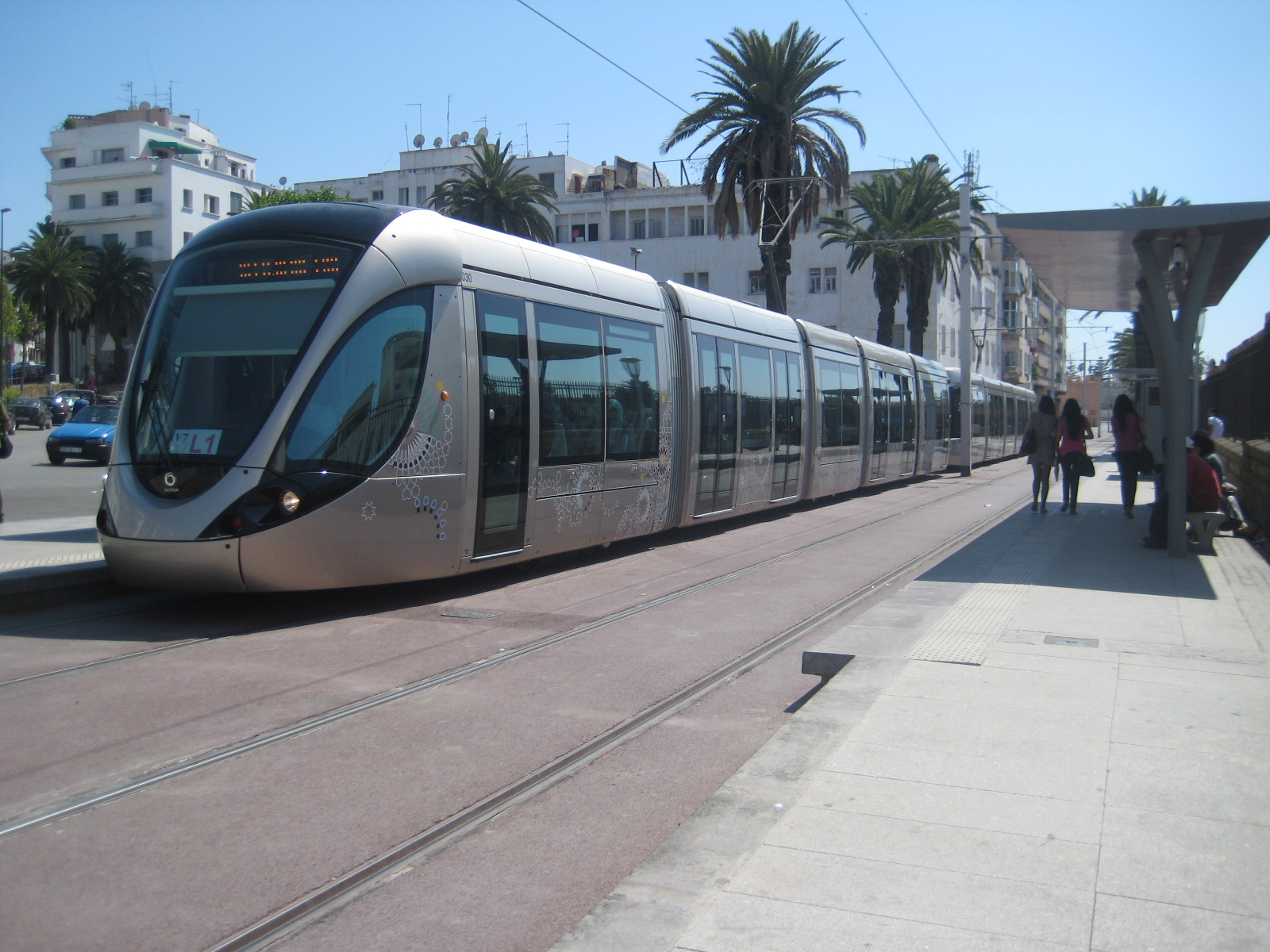
Straßenbahn in Rabat (Marokko)
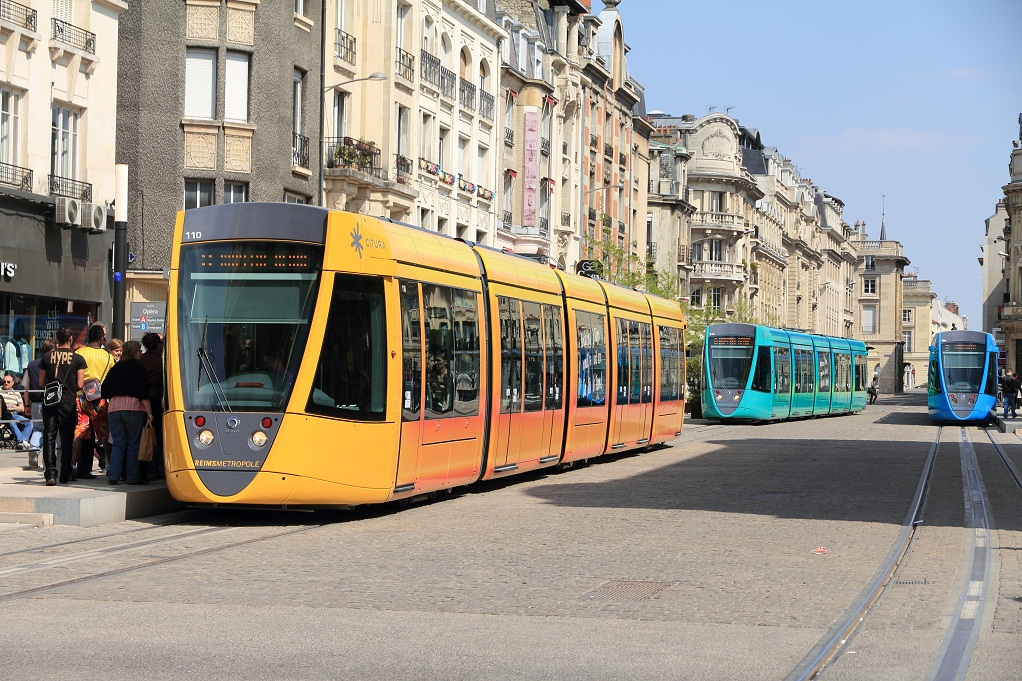
Straßenbahn in Reims (Frankreich)
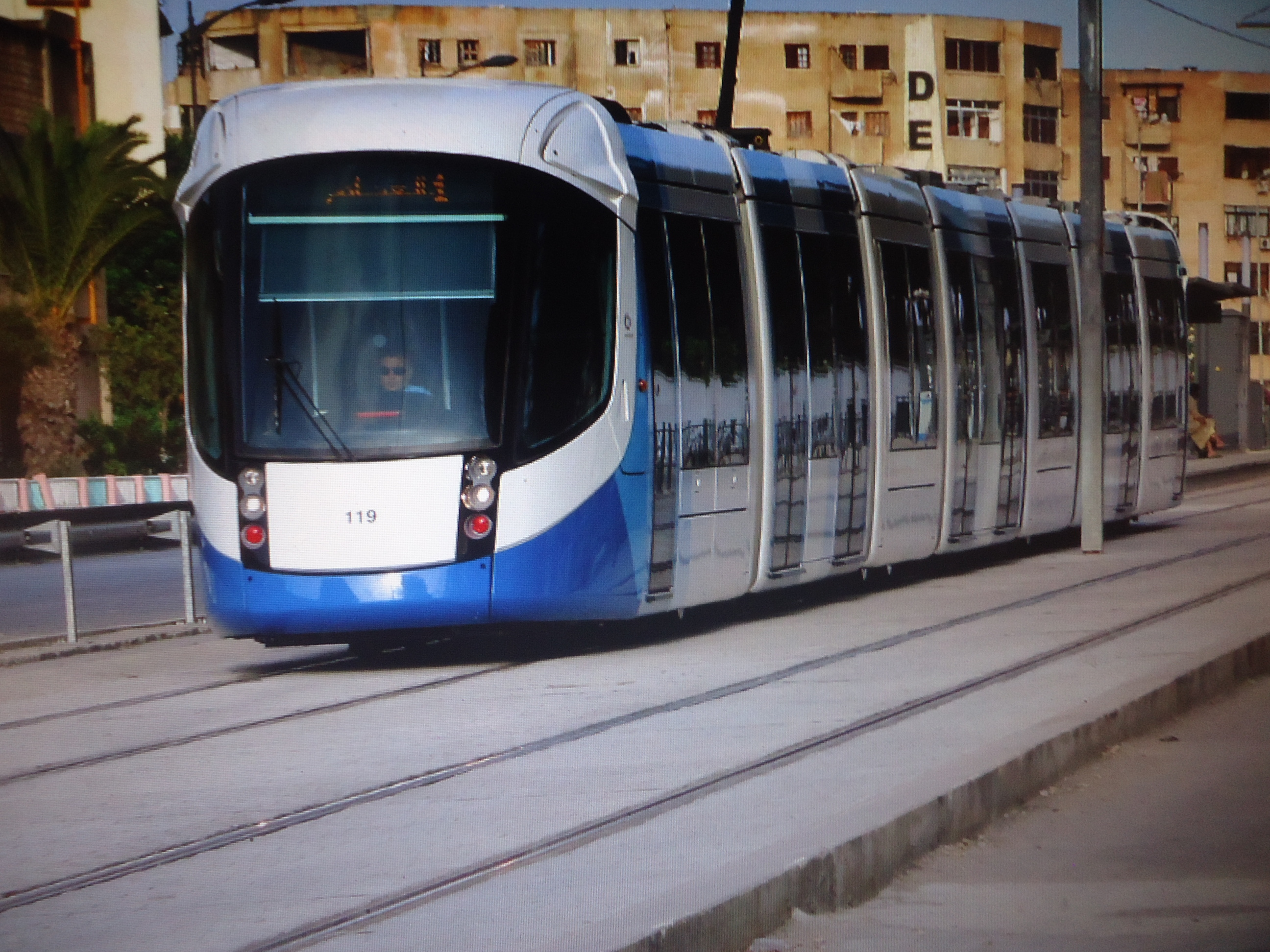
Straßenbahn in Algier (Algerien)
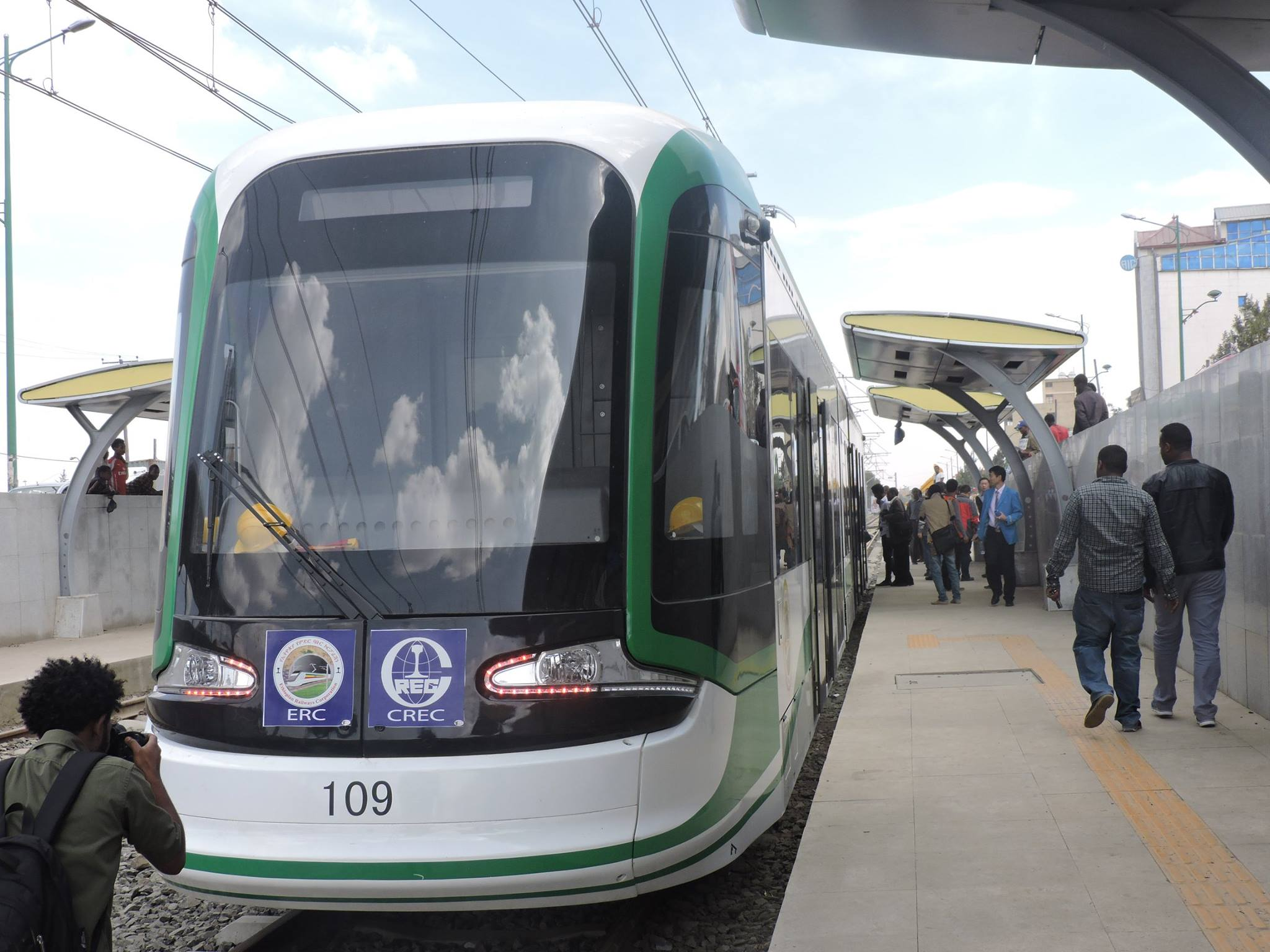
Stadtbahn in Addis Abeba (Äthiopien)
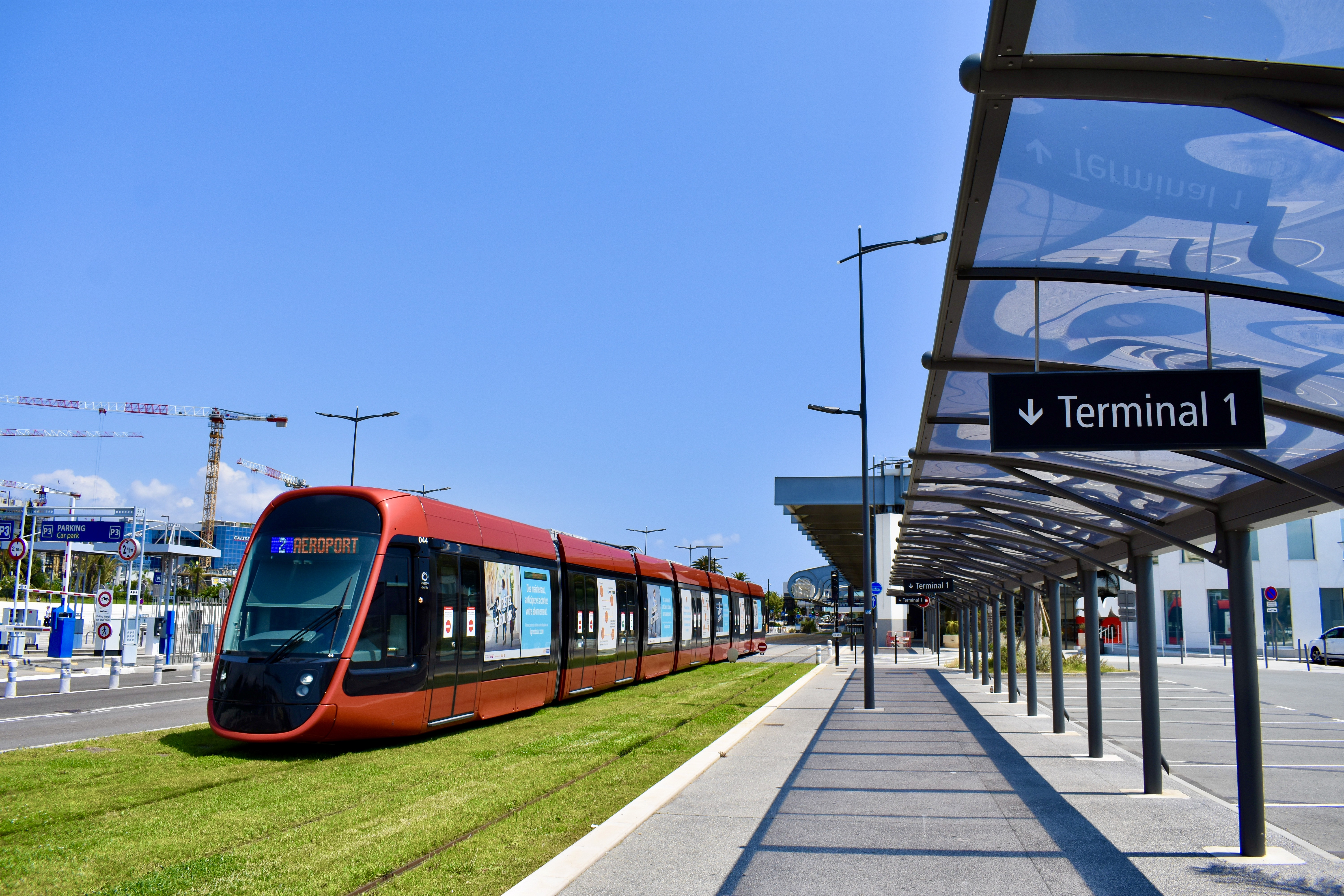
Moderne Straßenbahn in Nizza (Frankreich)
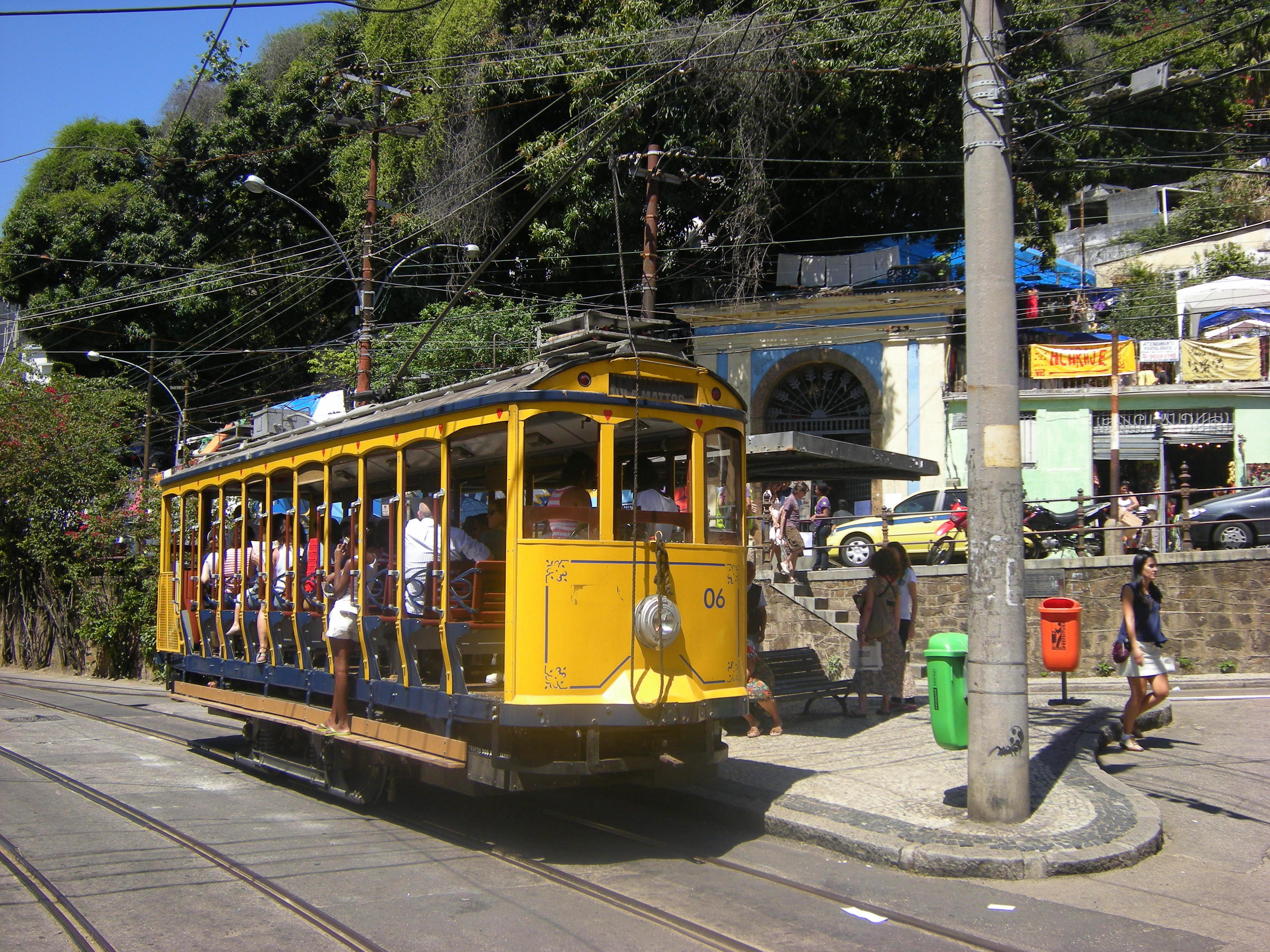
Rio de Janeiro (Brasilien) Wagen 06 der Tram von Santa Teresa mit Spurweite 1100 Millimeter am Largo do Guimarães